# Organización de Nacionalistas Ucranianos
Organización de Nacionalistas Ucranianos u OUN (en ucraniano: Організація українських націоналістів o ОУН, Organizátsiya ukrayínskyj natsionalístiv) fue una organización política nacionalista ucraniana de ultraderecha fundada en 1929 por Yevhén Konovalets en la Polonia de antes de la Segunda Guerra Mundial, que, en 1942, formó su rama militar, el Ejército Insurgente Ucraniano (UPA), la mayor agrupación militar ucraniana de la época. Operó principalmente en los territorios de Galitzia y Volinia donde asesinaron a 100.000 polacos entre 1939 y 1945(el período de mayor actividad fue a fines de la década de 1920 y principios de la década de 1950). Declaró que su objetivo principal era la creación y el fortalecimiento de un estado unido independiente de Ucrania que incluiría "todas las tierras étnicas ucranianas".
Habiendo surgido como una organización clandestina, la OUN pronto se convirtió en una fuerza relativamente poderosa: a pesar de las represiones de las autoridades, el número de miembros de la OUN oscilaba entre 10 y 30 mil. En condiciones en las que, tras la anexión de Ucrania occidental a la URSS, todas las demás fuerzas políticas no soviéticas fueron derrotadas, la excepción fue la OUN que sobrevivió y continuó la lucha clandestina de una parte significativa de la población de Ucrania occidental por la independencia.
La OUN fue creada en el 1er Congreso (Encuentro) de Nacionalistas Ucranianos en Viena del 27 de enero al 3 de febrero de 1929, como resultado de la unificación de varias organizaciones nacionalistas radicales:
- Organización Militar Ucraniana (OMU - Praga, Leópolis, Berlín);
- Liga de Nacionalistas Ucranianos, creada anteriormente, en 1925, en el territorio de Checoslovaquia por organizaciones de emigrantes:
  - Unión Nacional Ucraniana,
  - Unión de Fascistas Ucranianos,
  - Unión para la Liberación de Ucrania (Poděbrady, Checoslovaquia),
- Grupo de la Juventud Nacional Ucraniana (Praga),
- Unión de la Juventud Nacionalista Ucraniana (Leópolis).

En 1929, el primer líder de la OUN fue Yevhén Konovalets (jefe de la OMU), que, en mayo de 1938, fue asesinado por Pável Sudoplátov, un agente del NKVD.
Fue una organización ultranacionalista y terrorista y la mayor y una de las más importantes organizaciones ucranianas de extrema derecha que operaron en el territorio de la Segunda República Polaca en el periodo de entreguerrasdonde asesinaron a 100.000 polacos entre 1939 y 1945. Activa sobre todo en el periodo anterior, durante e inmediatamente posterior a la Segunda Guerra Mundial, la ideología de la OUN ha sido descrita como influenciada por las obras de Dmytró Dontsov, a partir de 1929 por el fascismo italiano y desde el otoño de 1930 por el nazismo alemán. La OUN trató de infiltrarse en partidos políticos legales, universidades y otras estructuras e instituciones políticas. La organización recurrió a la violencia, el terrorismo y los asesinatos para lograr su objetivo de crear un Estado ucraniano étnicamente homogéneo y totalitario.
La OUN comenzó inmediatamente a luchar por su proyecto de crear un Estado independiente ucraniano que los defendiera de las represiones y explotación por las autoridades polacas. Pronto se erigió como la organización ucraniana de mayor influencia, y extendió sus actividades clandestinas a las zonas de Ucrania ocupadas por la Unión Soviética. Los representantes de la OUN establecieron contactos políticos en Gran Bretaña, Italia, Alemania, España, Lituania, y organizaron servicios de información en varios países. En 23 de mayo de 1938, Pável Sudoplátov, un agente del NKVD, asesinó a Yevhén Konovalets, el líder de la OUN.
En este contexto, hubo que elegir un nuevo líder de la ONU, entonces, en agosto de 1939, en la II Gran Asamblea de Nacionalistas Ucranianos en Roma, Andriy Atanásovych Mélnyk (en), un estrecho colaborador de Konovalets, excoronel del ejército de la República Popular Ucraniana y representante del ala más antigua y moderada de la OUN, fue elegido como nuevo jefe de la OUN. Su ascenso al liderazgo fue posible debido al hecho de que los activistas jóvenes y más radicales del Ejecutivo Regional de la OUN en las tierras occidentales de Ucrania estaban en ese momento cumpliendo largas condenas en cárceles polacas.
A principios de 1940, unos meses después de la ocupación de Polonia donde asesinaron a 100.000 polacos entre 1939 y 1945 y la liberación de miles de ex prisioneros políticos, un conflicto dentro de la dirección de la OUN llevó a su división en dos facciones:
1. la de los partidarios de Andriy Mélnyk, también conocida como OUN de los "melnykitas", adoptó el nombre original de la OUN, pretendiendo ser una continuación institucional de la OUN, creada en 1929, que también se autodenominó OUN-solidaristas (OUN(s)); y
2. la OUN de los revolucionarios (OUN-R), también conocida como la OUN de los "banderistas" (OUN (b)), por el nombre de su líder: Stepán Bandera.[17]

Bandera logró atraer más seguidores que Mélnyk. Fue la OUN(b) la que posteriormente dominó el movimiento nacionalista en Ucrania occidental, creando durante la guerra la fuerza armada más poderosa y organizada: el Ejército Insurgente Ucraniano (EIU).
El 25 de febrero de 1941, voluntarios de la OUN(b) integraron los batallones Nachtigall y Roland como legión ucraniana del ejército alemán, con el objetivo de atacar la Unión Soviética.
En abril de 1941, se produjo la división final entre las dos facciones, cuando los partidarios de Bandera celebraron, en Cracovia, su propia II Gran Reunión de Nacionalistas Ucranianos, en la que se declararon inválidos los resultados de la II Gran Reunión en Roma de 1939, y el propio Mélnyk y sus partidarios fueron declarados saboteadores y destructores. Stepán Bandera fue declarado nuevo líder de la OUN. A partir de ese momento, comenzó la existencia de dos OUN, cada una de las cuales afirmaba ser la única verdadera.
En junio y julio de 1941, tras la Operación Barbarroja, el batallón Nachtigall, la policía y civiles ucranianos participaron activamente en los pogromos en Leópolis y otras ciudades, en los cuales fueron asesinados entre 4 mil y 8 mil judíos.

El 30 de junio de 1941, aprovechando la invasión de la URSS por Alemania, la OUN(b) proclama en Leópolis la independencia de Ucrania. La proclama publicada decía en su punto 3 que Ucrania 
"trabajará en estrecha colaboración con la Gran Alemania Nacional-Socialista, bajo el liderazgo de su líder Adolf Hitler, que está formando un nuevo orden en Europa y en el mundo y está ayudando al pueblo ucraniano a liberarse de la ocupación moscovita". 
Los alemanes rechazaron la declaración de independencia e inmediatamente arrestaron a su líder Bandera y lo mantuvieron encarcelado en el campo de concentración de Sachsenhausen hasta septiembre de 1944. Algunos miembros del OUN colaboran con los alemanes en la lucha contra los guerrilleros soviéticos, pero al mismo tiempo la OUN clandestinamente va reclutando miembros para la inminente lucha contra los alemanes.
En el otoño de 1941, las autoridades alemanas lanzaron represiones masivas contra activistas de ambas facciones de la OUN, siendo las principales víctimas los partidarios de Mélnyk que no pudieron pasar a la clandestinidad a tiempo.
En la segunda mitad de 1942, ambas facciones de la OUN intensificaron sus actividades clandestinas y partidistas en el territorio ocupado:
- Los partidarios de la OUN(m) crearon espontáneamente varias unidades en Volinia bajo el nombre general de “Frente de la Revolución Ucraniana” (FUR), que llevaron a cabo acciones armadas contra la administración alemana;
- La dirección de la OUN(b) formó el Ejército Insurgente Ucraniano (UPA), cuyas unidades llevaron a cabo una limpieza étnica contra la población polaca, atacaron unidades individuales de tropas alemanas y unidades partisanas polacas y soviéticas. Al mismo tiempo, la OUN(b) comenzó a eliminar activamente a los partidarios de la OUN(m) en los territorios bajo su control.

En agosto de 1943, la OUN(b) celebró el Tercer Gran Congreso Extraordinario, cuya resolución declaró que la organización luchaba no sólo contra los bolcheviques, sino también contra el nazismo alemán.
En 1943, los melnykitas participaron en la formación de la División SS Galitzia, que estuvo involucrada en la destrucción del pueblo polaco de Huta Pieniacka y también fue acusada de muchos otros crímenes de guerra. En 1944, la columna principal de la División SS Galitzia fue destruida por las tropas soviéticas, cerca de la ciudad de Brody.
En 1944, el UPA acordó con los alemanes combatir conjuntamente contra los soviéticos.
Después del final de la Segunda Guerra Mundial, la OUN continuó la lucha contra el poder soviético en el territorio de la República Socialista Soviética de Ucrania, que continuó hasta finales de la década de 1950. La lucha de la UPA contra el Ejército Rojo y las actividades de sabotaje clandestinas en el período de posguerra hicieron que los conceptos de "OUN" y "bandérovets" (banderita) simbolizaran el nacionalismo agresivo y la complicidad con el nazismo alemán.
Al final de la Segunda Guerra Mundial, algunos miembros de la OUN(b) que estaban en el exilio usaron el nombre de Partes Extranjeras de la OUN, enfatizando que eran parte de una organización común, cuyo núcleo y base principal de actividad estaba ubicada en Ucrania.
En febrero de 1954, como resultado de un conflicto de largo plazo entre los “ortodoxos” y los “revisionistas”, una facción “reformista”, liderada por Zinovy Matla y Lev Rébet (en), se separó de la ZCh OUN y recibió el nombre de “OUN en el Extranjero” u “OUN(z)”.
Los restos de la OUN continuaron su lucha desde la emigración, y volvieron a Ucrania tras la disolución de la URSS en 1991. En 1992, el OUN(b) se transforma en el partido político: Congreso de Nacionalistas Ucranianos, que desde el 2002 formó parte de la coalición de partidos del bloque Nuestra Ucrania, de Víktor Yúshchenko (Presidente de Ucrania desde 2005). También se consideran sucesores de la OUN los partidos Svoboda, fundado en 1991, y Sector Derecho, fundado en 2013.

## Contexto
Casi todos los investigadores de la OUN señalan que el surgimiento del movimiento nacionalista radical ucraniano fue una reacción de una parte de la sociedad ucraniana a la derrota de los independentistas ucranianos en la Guerra de independencia de Ucrania y a la división de las tierras étnicas ucranianas entre diferentes estados: (URSS, Polonia, Checoslovaquia y Rumania).
Al mismo tiempo, el carácter y la especificidad del emergente movimiento nacionalista ucraniano estuvieron determinados por los siguientes factores:
- las políticas de los estados que gobernaban tierras étnicamente ucranianas hacia la población étnicamente ucraniana;
- La limitación del desarrollo social de los ucranianos étnicos en los diferentes estados, asociada a una disminución del nivel de movilidad social y del estatus social de los ucranianos étnicos;
- la decepción de una parte de los ucranianos étnicos políticamente activos en relación con el desarrollo democrático de los diferentes estados;
- el declive moral y político de los partidos políticos ucranianos en el exilio;
- la presencia de grupos sociales capaces de autoorganizarse bajo consignas nacionalistas radicales (estudiantes y ex oficiales del ejército de la República Popular Ucraniana);
- la creciente influencia de los movimientos radicales de derecha totalitaria en Europa en un contexto de insatisfacción con las políticas de las democracias occidentales, para las que la cuestión ucraniana no era una prioridad; y
- el surgimiento de líderes individuales capaces de influir en la conciencia pública y que han adoptado las tradiciones de la actividad nacionalista radical.[17]

A lo largo de los años 1920 y 1930, en los estados de Europa Central y Oriental (en particular, en Polonia y Rumania) se establecieron regímenes dictatoriales que se caracterizaban por la hegemonía de una comunidad “nacional” homogénea. Estos procesos se reflejaron en la vida de las minorías ucranianas que se encontraban dentro de las fronteras de estos estados. Los círculos gobernantes polacos y rumanos alentaron y obligaron a los ucranianos a integrarse en sus respectivos estados, con el objetivo final de su asimilación nacional. La resistencia de las élites ucranianas a la presión asimilacionista resultó en intentos de autoaislamiento étnico en todas las esferas. Así, los diputados ucranianos en el Sejm polaco lucharon contra la creación de escuelas mixtas polaco-ucranianas, se formaron partidos políticos según líneas étnicas y votar por partidos polacos o por conciliadores ucranianos se equiparó a una traición nacional.
Al mismo tiempo, una cierta parte de los ucranianos, con la esperanza de mejorar su situación, expresó su disposición a convertirse en ciudadanos leales del Estado Polaco y presionar a sus élites, inclinándolas a buscar un compromiso. En estas condiciones, los partidarios de una lucha sin concesiones llegaron a la conclusión de que sólo un liderazgo autoritario único, una disciplina férrea y una escalada constante de la tensión podrían impedir la asimilación de la nación ucraniana y crear las condiciones para su resurgimiento.
El desarrollo más o menos estable de un movimiento nacionalista ucraniano legal o semilegal en Occidente se vio facilitado por el clima político de los países donde surgieron centros de emigración ucraniana: Checoslovaquia, Austria, Alemania, Lituania, Estados Unidos, etc. La Unión Soviética fue el único país en el que no hubo condiciones para la existencia de una clandestinidad nacionalista organizada en los años 1920 y 1930.
En las décadas de 1920 y 1930, el nacionalismo integral, representado por la OUN, no era el movimiento político dominante ni en Ucrania Occidental ni en los círculos de la emigración ucraniana. Sin embargo, su papel aumentó dramáticamente con el estallido de la Segunda Guerra Mundial, cuando todos los partidos nacionales democráticos y socialistas ucranianos legales fueron destruidos por los regímenes nazi y soviético.

## Diseño organizacional
En 1920, fue creada la "Organización Militar Ucraniana", cuyo núcleo estaba formado por gente de Galitzia, veteranos del ejército de la República Popular Ucraniana. En los años siguientes, esta organización intensificó sus actividades en el territorio de la Ucrania Occidental y deseaba reiniciar la lucha armada por la independencia de Ucrania. En 1926, algunos de ellos se unieron, en Leópolis, en la Unión de Juventudes Nacionalistas.
En Checoslovaquia, se crearon organizaciones similares entre los emigrantes ucranianos, como: el “Grupo de Jóvenes Nacionales Ucranianos”, la “Asociación Nacional Ucraniana”, la “Unión para la Liberación de Ucrania” y la “Unión de Fascistas Ucranianos”. En noviembre de 1925, los últimos tres grupos se unieron la "Legión de Nacionalistas Ucranianos" bajo el liderazgo de Mykola Stsiborsky (en).
En junio de 1927, los órganos directivos del “Grupo de Jóvenes Nacionales Ucranianos” y la “Legión de Nacionalistas Ucranianos” crearon un centro de coordinación: la “Unión de Organizaciones de Nacionalistas Ucranianos”. En enero de 1928, en Brno (Moravia), las secciones de estas dos organizaciones fueron aún más lejos y anunciaron su fusión en la “Unión de Nacionalistas Ucranianos”.
En junio de 1928, en Alemania, se creó la "Unión de Nacionalistas Ucranianos", que incluía a miembros de las secciones locales del Grupo Nacional de la Juventud Ucraniana, de la Liga de Nacionalistas Ucranianos y la Organización Militar Ucraniana.
En 1927, en Berlín, y, en 1928, en Praga, se realizaron conferencias de nacionalistas ucranianos desembocaron en la creación, por la I Asamblea (Congreso) de Nacionalistas Ucranianos, celebrada entre el 28 de enero y 3 de febrero de 1929; de la Organización de Nacionalistas Ucranianos (OUN). La estructura de liderazgo de la OUN se convirtió en el Liderazgo de los Nacionalistas Ucranianos, que estaba encabezado por el líder de la Organización Militar Ucraniana: Yevhén Konovalets, su adjunto: Mykola Stsiborsky y el secretario Volodýmyr Martynets (uk). La Asamblea tuvo lugar en Viena (Austria). En sus trabajos, participaron 30 delegados de Checoslovaquia, Alemania, Austria, Bélgica, Francia y Ucrania Occidental (Leópolis). La mayoría de los participantes representaban organizaciones de emigrantes, principalmente la Organización Militar Ucraniana.
Las decisiones del congreso revelaron por primera vez los principios ideológicos e ideológicos de la OUN. Se proclamó que el tipo más elevado de organización social sería la nación, entendida como una comunidad de personas internamente orgánica e integral. Se proclamó el Estado como la forma natural de autoafirmación de la nación y la etapa más alta de su desarrollo. Según las directrices del programa, la etapa de la “lucha de liberación” debía finalizar con el establecimiento de una dictadura nacional, y la decisión final sobre la forma de gobierno de Ucrania fue prácticamente pospuesta hasta el futuro.
Según las decisiones del congreso, la Organización Militar Ucraniana (UVO) conservó su independencia organizativa formal y su órgano impreso. Todo “trabajo de combate” (actividad terrorista) debía llevarse a cabo únicamente en nombre de la UVO y su liderazgo, “para no empañar la reputación de la OUN como una organización puramente política”. En junio de 1930, el estatus de la OUN fue confirmado en la conferencia de la dirección de la OUN-UVO en Praga. Konovalets decidió que la UVO seguiría siendo un destacamento armado de la OUN, formalmente independiente de la OUN (en la práctica, la UVO y la OUN estaban dirigidas por las mismas personas).
En una de sus cartas al Metropolitano Andriy Sheptytsky (en) de la Iglesia greco-católica ucraniana, Yevhén Konovalets presentó los siguientes argumentos a favor de la creación de la Organización de Nacionalistas Ucranianos:
“Los preparativos para la Santa Cruzada contra la URSS avanzarán a un ritmo acelerado. También debemos prepararnos para esta expedición. Nuestros amigos alemanes nos convencen de que mientras la Organización Militar Ucraniana siga siendo solo una organización terrorista conspirativa, no tiene sentido pensar en una acción política amplia en el caso ucraniano. El terror debe ser, afirman los alemanes, no un objetivo, sino un medio de tener éxito, un medio que ayude a subyugar a las masas y las aleje de los perdedores.
Las masas no son un sujeto político, sino un objetivo que debe ser conquistado por todos los medios, y una vez conquistado, debe mantenerse en las manos, utilizándolo para los propios fines políticos. En consecuencia, la primera conclusión que surge de esto es que la Organización Militar Ucraniana debe transformarse en una organización capaz de utilizar todos los medios, y no solo los terroristas, en la lucha por las masas y ... por sus políticas.
El problema ucraniano debe considerarse en su conjunto. Ningún otro país está tan interesado en resolver este problema como Alemania. Además, ningún país, excepto Alemania, es capaz de resolver este problema. Y Alemania resolverá este problema, si no hoy, mañana. De aquí se desprende, en consecuencia, una segunda conclusión: la organización ucraniana que lucha por la solución del problema ucraniano en su conjunto debe actuar en pleno acuerdo con los factores políticos correspondientes de Alemania y seguir la estela de su política ...”
Sin embargo, el intento de Konovalets de asegurar el estatus de la OUN como organización política legal de los nacionalistas ucranianos en Polonia no tuvo éxito: la joven generación de nacionalistas que llegó a la OUN en 1929 la convirtió en una versión ampliada de la Organización Militar Ucraniana. En cada acción legal veían una señal de “traición a la nación”.
A mediados de 1932, se completó el proceso de fusión de la Organización Militar Ucraniana y de la OUN. Como resultado, la Organización Militar Ucraniana se transformó de una organización independiente en una oficina de referencia militar nominalmente autónoma: un departamento de la OUN.
En 1932, dentro de la estructura de la OUN se formó un Cuartel General Militar, dirigido por el General Viktor Kurmanovich. Ese mismo año, bajo los auspicios de la OUN, se creó la “Federación Europea de Ucranianos en el Extranjero”, con sede en Bruselas. Bajo el control de esta organización se encontraba, en particular, la Cruz Roja Ucraniana. Fue esta organización la que inició la creación de “Comités para la Salvación de Ucrania” en varios países durante la hambruna de 1932-33. Sin embargo, los fondos caritativos que recaudaban se gastaban, principalmente, en actividades de propaganda.

## Ideología de la OUN
Según la definición del Instituto de Historia de la Academia Nacional de Ciencias de Ucrania, la OUN era un movimiento radical de derecha cuyo objetivo era crear un Estado Nacional con un régimen político totalitario. Varios investigadores clasifican la OUN como fascista. David Roger Marples caracteriza la OUN como un movimiento fascista típico del período de entreguerras, similar al italiano, y Per Anders Rudling escribe que la ideología de la OUN, como la de otros partidos fascistas y de extrema derecha de Europa del Este en esa época, era, en muchos sentidos, incluso más extremista que la del fascismo italiano.
Según Georgy Vladimirovich Kasyanov, en la literatura científica occidental, el concepto de "nacionalismo integral" se utiliza con mayor frecuencia para caracterizar la ideología y la práctica política de la OUN a finales de los años 1920 y 1930, colocando a la OUN en la etapa inicial de su actividad a la par de otros movimientos totalitarios radicales de derecha europeos del primer tercio del siglo XX. Los propios ideólogos de la OUN llamaron a su ideología “nacionalismo organizado”.
Hablando sobre los factores intelectuales que influyeron en la formación del “nacionalismo integral” ucraniano, Ivan Pavlovich Lysiak-Rudnytsky argumentó que en la doctrina del nacionalismo ucraniano se pueden sentir “ecos” de teorías irracionalistas y voluntaristas y de la filosofía de la vida que eran populares en la década de 1930 en Europa Occidental (Friedrich Nietzsche, Henri Bergson, Georges Sorel, Gustave Le Bon, Oswald Spengler, etc.).
A principios de la década de 1920, comenzó la formación de los principios ideológicos básicos del movimiento nacionalista ucraniano. Esto fue facilitado por la creación de revistas nacionalistas (Pensamiento Nacional, Estado Nación, Construcción de la Nación), en cuyas páginas se desarrollaron los principales postulados ideológicos del movimiento. El periódico praguense "Rozbudova nátsii" se convirtió más tarde en el principal órgano teórico e informativo de la OUN, alrededor del cual se formó un grupo de teóricos e ideólogos que formularon las principales disposiciones del programa político de la futura organización: Mykola Stsiborsky, Dm. Andrievsky, Yulián Ivánovych Vassiyan, V. Martinets, Stepan Vladimirovich Lenkavsky, S. Pelensky y otros.
Según John Armstrong, los principios ideológicos fundamentales de la versión ucraniana del “nacionalismo integral”, que también son inherentes a otros movimientos nacionalistas europeos de este período, son los siguientes:
1. la creencia de que la nación es el valor más alto al que deben subordinarse todos los demás valores;
2. una apelación a la idea mística de la unidad de todos los individuos que componen una nación, generalmente basada en el supuesto de que están unidos por características biológicas o las consecuencias irreversibles de un desarrollo histórico común;
3. subordinación del pensamiento racional y analítico a las emociones “intuitivamente correctas”, irracionalidad;
4. la presencia de un líder carismático o de una élite de entusiastas nacionalistas que se consideran encarnan la “voluntad de la nación”;
5. el culto a la acción, a la guerra y a la violencia, que se consideran la expresión de la más alta vitalidad biológica de la nación.

Como señala G. V. Kasyanov, los primeros documentos programáticos de la OUN eran más bien declaraciones que un programa estratégico detallado. El proceso de ajuste y radicalización de los principios ideológicos de la organización continuó hasta finales de la década de 1930, en el contexto de la victoria de los regímenes y movimientos totalitarios en Europa, el deterioro gradual de las relaciones interétnicas en Ucrania Occidental; y la colectivización forzada de la agricultura, la reducción de la campaña de ucranización y las catastróficas consecuencias de la hambruna masiva de 1932-1933 en el territorio de la Ucrania Soviética.
Al mismo tiempo, la parte emigrada de los activistas de la OUN se inclinó cada vez más hacia la idea del corporativismo promovida por Mykola Stsiborsky, mientras que la juventud del Ejecutivo Regional de la OUN (KE ZUZ), operando en condiciones clandestinas, continuó experimentando una fuerte influencia emocional de las ideas de Dmytró Dontsov con su teoría del “nacionalismo activo”.
A principios de la Segunda Guerra Mundial, la ideología de la OUN había adquirido su forma definitiva. El nacionalismo radical ucraniano fue un movimiento revolucionario totalitario, antidemocrático y anticomunista, basado en el culto a la acción, el idealismo militante y el voluntarismo, y la supremacía de lo nacional sobre lo universal. La nación, en el concepto de los ideólogos de la OUN, es la forma más orgánica, más natural de organización de la humanidad. Los intereses de la nación están por encima de los intereses del individuo.
A finales de la década de 1930, el programa sociopolítico de la OUN incluía elementos de sindicalismo estatal, estatismo, solidaridad supraclasista y justicia social. El elitismo político y el liderato se combinaron con el igualitarismo social. Se asignó un papel especial al campesinado como base de la nación ucraniana. Las directrices programáticas socioeconómicas eran una mezcla de ideas socialistas, socialdemócratas y populistas, diseñadas para apoyar el enfoque en la construcción supraclasista del Estado y la nación ucranianos.

## Estructura de la OUN
Según los estatutos de la OUN, su órgano máximo era el Congreso, cuyos delegados elegían el centro gobernante, el Liderazgo de los Nacionalistas Ucranianos, y también determinaban las direcciones de las actividades de la Organización. Cuando sea necesario, se podría convocar un Congreso Extraordinario para considerar las cuestiones políticas más importantes.
En el período entre congresos, la "Dirección General de la OUN", encabezada por el líder, era el órgano supremo de la OUN, que dirigía sus actividades diarias. Entre 1929 y 1936, la Sede de la Dirección General fue en Ginebra; entre 1936 y 1940, en Roma; entre 1940 y 1945, en Berlín; entre 1945 y 1965, en Luxemburgo; e, desde 1965, en París.
Todo el territorio étnico ucraniano fue dividido en “regiones” desde el punto de vista administrativo-territorial. En particular, los territorios dentro de Polonia se dividieron en tierras de Ucrania Occidental (Galicia Oriental) y tierras de Ucrania del Noroeste (Volinia, Polesie del Sur, Kholmshchyna, Lublin Podlisye). Las actividades de la OUN en el territorio de las “regiones” individuales estaban dirigidas por los Ejecutivos Regionales de la OUN, que reportaban directamente al Liderazgo Principal.
El Comité Ejecutivo Regional estuvo integrado por :
- Director de Orquesta;
- Director Regional Adjunto;
- Referente de tropa (combate, militar): el líder de las unidades de combate de la OUN (más tarde - UPA), que operaban en el territorio de la región;
- Oficial de asuntos organizativos - jefe del aparato organizativo y de movilización;
- asistente de propaganda;
- un referente del Servicio de Seguridad, al que estaba subordinado todo el aparato del Servicio en el territorio de la región;
- Oficial de asuntos económicos: organizador del suministro de alimentos y materiales, así como de la recaudación de impuestos de la población ucraniana para las necesidades de la OUN y la UPA.

Hasta 1935, había sólo una Oficina Ejecutiva Regional, en las tierras de Ucrania Occidental. En 1935, se formó el Comité Ejecutivo Regional en las tierras del noroeste de Ucrania. En la década de 1930, en Volinia, la OUN apenas comenzaba a formarse; El Partido Comunista de Ucrania Occidental gozaba de una popularidad mucho mayor en esa región. En los años 30, según documentos polacos, el número de miembros de la OUN en Volinia  (teniendo en cuenta la reducción numérica tras las represiones) era de algo menos de mil personas. Lo más probable es que estos datos subestimen un poco el número real de miembros de la OUN. Según datos de la OUN, posiblemente exagerados, en 1941, en Volinia, el número de miembros de la OUN era de 5 mil personas.
En 1930, en Bucovina, se creó la “Legión de Revolucionarios Ucranianos”, que, en 1934, se fusionó con la OUN Desde 1931, aquí se publicó la revista mensual Samostiyna Dumka (uk), editada por Sylvestr Nykoróvych (uk), y, desde 1934, la revista Samostíynost (Independencia), editada por D. Kvitkovsky, P. e I. Grigoróvych, L. Guzar y Sylvestr Nykoróvych. En 1937, la revista fue cerrada por propaganda antiestatal y muchos miembros del personal editorial fueron arrestados y sentenciados a varios años de prisión.
Las regiones se dividieron en distritos (la estructura de la OUN constaba de 12 distritos en total).
Entre las figuras destacadas de la OUN no sólo había galitzianos, sino también representantes del este de Ucrania. Por ejemplo: Yevhén Onatsky, era del Óblast de Sumy; Mykola Stsiborsky era de Zhitómir; Dmytró Yúryevych Andrievsky era del Óblast de Poltava y Yuriy Lipa era de Odesa.

## Organización
El OUN fue dirigido por un Vozhd o Líder Supremo, Caudillo. Originalmente el Vozhd era Yevhén Konovalets. Después de su asesinato, fue sucedido por Andriy Mélnyk (en), lo que resultó en una división donde los jóvenes galitzianos siguieron a su propio Vozhd, Stepán Bandera. Debajo del Vozhd estaban los Provid, o la dirección. Al comienzo de la Segunda Guerra Mundial, el liderazgo de la OUN consistía en el Vozhd, Andriy Mélnyk y ocho miembros de Provid. Los miembros de Provid fueron: los generales Kurmanóvych y Kapustiansky (ambos generales de los tiempos de la revolución de Ucrania en 1918-1920); Yaroslav Baranovsky, estudiante de derecho; Dmytró Andriíevsky, un ex diplomático políticamente moderado del gobierno revolucionario del este de Ucrania; Richard Yary, exoficial de los ejércitos austríaco y galiziano que sirvió de enlace con la Abwehr alemana; el coronel Román Sushkó, otro exoficial austriaco y galiziano; Mykola Stsiborsky (en), hijo de un oficial militar zarista de Zhitómir, que se desempeñó como teórico oficial de la OUN; y Omelián Sényk, organizador del partido y veterano de los ejércitos austríaco y galiziano que en la década de 1940 era considerado demasiado moderado y conservador por la generación más joven de jóvenes galizianos. Yary sería el único miembro del Provid original en unirse a Bandera después de la división de la OUN.

## Financiación de la OUN
Desde el mismo momento de su aparición, la OUN estuvo en el campo de visión de los servicios secretos alemanes e incluso antes de que Hitler llegara al poder, estableció estrechos vínculos con la Abwehr (inteligencia militar alemana) y recibió financiación de ésta. Varios cientos de militantes de la OUN fueron entrenados en escuelas de inteligencia alemanas y algunos autores estiman que el monto total de la ayuda financiera fue de cinco millones de marcos.
Por otra parte, tras el asesinato de Bronisław Wilhelm Pieracki (15 de junio de 1934), el ministro del Interior polaco, la policía alemana, a petición de las autoridades polacas, arrestó y deportó a Mykola Lébed (en) a Polonia, y arrestó y encarceló a Richard Yary en una prisión alemana. Sin embargo, la cooperación de los servicios de inteligencia alemanes con la OUN continuó hasta la Operación Barbarroja, el 22 de junio de 1941.
Desde 1945, la OUN fue financiada por el Cuerpo de Contrainteligencia de los Estados Unidos (CIC). Desde 1948, la CIA lanzó la operación secreta "Aerodinámica" contra la URSS, realizada en cooperación con los servicios de inteligencia de Reino Unido, Italia y Alemania. Para llevar a cabo la operación se reclutaron nacionalistas ucranianos. El principal contacto ucraniano fue Mykola Lébed, el primer jefe del Consejo de Seguridad de OUN(b).

## Símbolos

Bandera de la OUN.

Los símbolos de la organización se establecieron en 1932 y se publicaron en la revista 'Building a Nation' (en ucraniano: Розбудова Нації, Rozbudova Natsii). El autor del emblema de la OUN con tridente estilizado ("tridente nacionalista") fue R. Lisovsky. El himno de la organización "Nacimos en una gran hora" (en ucraniano: Зродились ми великої години) se finalizó en 1934 y también fue publicado en la misma revista. Sus letras fueron escritas por Oleg Babiy, mientras que la música, por el compositor Omelián Nyzhankivsky.[cita requerida]
Durante mucho tiempo, la OUN no tenía oficialmente su propia bandera, sin embargo, durante la campaña húngara contra la Ucrania de los Cárpatos en 1939, un ala militarizada de OUN, la Sich de los Cárpatos, adoptó su bandera del emblema de la OUN: un tridente nacionalista dorado sobre un fondo azul. La bandera fue finalizada y adoptada oficialmente por la organización solo en 1964 en la 5.ª Asamblea de los nacionalistas ucranianos.
Durante la Segunda Guerra Mundial, en 1941, OUN se dividió. La organización de nueva creación, OUN-revolucionaria, estaba encabezada por Stepán Bandera (por lo tanto, a veces se la conoce como OUN-B). OUN-r se negó a adoptar el tridente nacionalista como símbolo y se le ocurrió su propia heráldica. Como el emblema original de OUN anteriormente, Róbert Lisovskyi creó en 1941 el emblema organizacional para OUN-r también. El elemento central del nuevo emblema era una cruz estilizada dentro de un triángulo. Según Bohdán Hoshovsky, la combinación de colores rojo y negro se basó en un concepto del ideólogo de la OUN y un veterano del Ejército ucraniano de Galitzia, Yulián Vassián.

## OUN contra el Estado polaco

### 1929-1934
Desde el momento de su creación, la OUN, como sucesora de la Organización Militar Ucraniana (UVO), continuó su actividad clandestina e ilegal contra el Estado Polaco, oponiéndose a los intentos de lograr la armonía interétnica que emprendieron las fuerzas políticas moderadas ucranianas, como, por ejemplo: la "Unión Democrática Popular Ucraniana" (UDPU), un partido político ucraniano legal, que incluía a antiguos activistas de la República Popular Ucraniana Occidental y a representantes de círculos moderados de Galicia.
Estos intentos tuvieron lugar en el contexto de una confrontación con las autoridades polacas por parte de la OUN y del Partido Comunista de Ucrania Occidental, así como en el contexto de los acontecimientos en la vida política interna de la Ucrania Soviética: la ucranización, el comienzo de la colectivización forzada de la agricultura y la hambruna masiva de 1932-1933.
En 1938, con el fortalecimiento de las tendencias nacionalistas en el liderazgo polaco, era obvio que los intentos de lograr la armonía interétnica fracasaron.
La principal región de actividad de la OUN-UVO era Galicia Oriental , y su estructura de liderazgo aquí se llamaba “Ejecutivo Regional de la OUN en Tierras de Ucrania Occidental” [ukr.] .
En la primavera de 1929, con la creación de la OUN y su Ejecutivo Regional, en Galicia se organizaron una serie de acciones de protesta masivas, dirigidas a diversos ámbitos de las relaciones entre el Estado Polaco y la minoría nacional ucraniana. También se intensificaron las actividades destinadas a asegurar la posición financiera de la organización mediante “expropiaciones”: robos a mano armada a instituciones estatales y privadas polacas (principalmente oficinas de correos y bancos).
En la segunda mitad de 1930, la OUN inició la “Acción de Sabotaje” antipolaca, que fue una ola de ataques a instituciones gubernamentales que se extendió por las aldeas de Galicia y más de dos mil casas y propiedades de terratenientes polacos fueron incendiadas. En respuesta a esto, desde el 14 de septiembre hasta finales de noviembre de 1930, las autoridades polacas llevaron a cabo una serie de medidas militares y policiales en el este de la Pequeña Polonia, que se hicieron conocidos como: la "Pacificación", destinadas a reprimir las acciones terroristas los actos de sabotaje antipolacos. Dos mil ucranianos fueron detenidos bajo sospecha de estar involucrados en acciones de la OUN
En 1931, la OUN envió un memorándum a los ministerios de Asuntos Exteriores de los países occidentales, señalando la situación oprimida de los ucranianos en Polonia. Sin embargo, la Sociedad de Naciones se negó a considerar a la OUN como representante de los intereses del pueblo ucraniano y, mientras en la Sociedad de Naciones se discutía la cuestión de la “pacificación” polaca, los nacionalistas en Galicia asesinaron Tadeusz Gołówkoal, un diputado del Sejm que abogaba por una suavización de la política polaca hacia la población ucraniana y por negociaciones con las fuerzas políticas ucranianas. La decisión de matar fue tomada por el Comité Ejecutivo Regional de la OUN en Ucrania Occidental.
El 30 de enero de 1932, la OUN fue condenada por la Sociedad de las Naciones como organización terrorista.

#### Bandera en el liderazgo del Comité Ejecutivo de la OUN
Artículo principal: Stepán Bandera
A principios de la década de 1930, Stepán Bandera ascendió a puestos de liderazgo en el Ejecutivo Regional de la OUN en tierras de Ucrania Occidental. En 1932-33, Bandera fue líder regional adjunto y, desde mediados de 1933, líder regional de la OUN y comandante regional de la Organización Militar Ucraniana en las tierras de Ucrania Occidental.
Con la llegada de Bandera a la jefatura del Comité Ejecutivo de la OUN (CE OUN), la naturaleza de sus acciones militares cambió. Cesaron las expropiaciones y se hizo hincapié en las acciones punitivas y los ataques terroristas contra representantes de la administración estatal polaca, así como contra comunistas locales, izquierdistas y figuras prosoviéticas y diplomáticos soviéticos.
Esto es lo que escribió Stepán Bandera en su autobiografía sobre sus actividades como líder regional de la OUN:
Además de la actividad revolucionaria contra Polonia, como ocupante y opresor de las tierras de Ucrania Occidental, se creó otro frente de lucha antibolchevique. Este frente se dirigió contra los representantes diplomáticos de la URSS en Ucrania Occidental, contra los agentes bolcheviques, el Partido Comunista y la sovietfilia. El objetivo de estas acciones era demostrar la unidad del frente de liberación, la solidaridad de Ucrania Occidental con la lucha antibolchevique de las tierras centrales y orientales de Ucrania, y erradicar las actividades de agentes comunistas y prosoviéticos entre la población ucraniana en Ucrania Occidental.
Durante la hambruna masiva en Ucrania en 1932-1933, el CE OUN, dirigido por Bandera, organizó una serie de protestas en apoyo de los ucranianos hambrientos. Al mismo tiempo, los activistas de la OUN lanzaron una lucha contra el Partido Comunista de Ucrania Occidental (PCUC), con la esperanza de socavar su influencia entre la población. El 3 de junio de 1933, en una conferencia de la Dirección de los Nacionalistas Ucranianos en Berlín, con la participación de miembros del CE OUN, se tomó la decisión de organizar un intento de asesinato del cónsul soviético en Leópolis. Stepán Bandera organizó el atentado junto con Román Shujévych.
El 21 de octubre de 1933, Nikolai Lemik, que había llegado al consulado soviético en Leópolis para asesinar al cónsul, disparó y mató a Andrei Pavlovich Mailov, un al trabajador diplomático soviético, después de lo cual se entregó voluntariamente a la policía, declarando que el intento de asesinato se realizó en protesta contra la hambruna masiva en la Ucrania Soviética (1932-1933). Según los organizadores, el proceso contra el terrorista brindó la oportunidad de declarar al mundo entero que el Holodomor era una realidad que estaba siendo silenciada por la prensa soviética y polaca y por las autoridades oficiales. Hay indicios de que este ataque terrorista podría haber sido inspirado por los servicios de inteligencia alemanes con el objetivo de perturbar las relaciones diplomáticas entre la Unión Soviética y Polonia.
Además de la organización de grupos de combate encubiertos, Bandera pidió la implicación de amplios sectores de la población en la lucha contra las autoridades polacas y un rumbo hacia un movimiento nacionalista de masas. Para ello, Bandera propuso reorganizar el trabajo de personal y organizativo y garantizar que se llevara a cabo en todo el territorio de Ucrania Occidental, no sólo entre los estudiantes y exmilitares, sino también en el entorno obrero y campesino.
Al realizar acciones de masas destinadas a despertar la actividad nacional y política de los ucranianos, Bandera logró fortalecer significativamente la influencia de la OUN en varias capas de la sociedad ucraniana. Estas acciones incluyeron servicios conmemorativos y manifestaciones dedicadas a la memoria de los luchadores por la independencia de Ucrania, el llamado "culto a las tumbas" (en honor a las tumbas de los fusileros de Sich) y la construcción de tumbas simbólicas para los soldados caídos, lo que provocó una reacción hostil y una oposición activa de las autoridades polacas.
Por iniciativa de Bandera, también se llevaron a cabo otras acciones, incluida una acción antimonopolio, en la que los participantes se negaron a comprar vodka y tabaco polacos, lo que, según los organizadores, causaría un daño significativo al sistema financiero de Polonia.
En septiembre de 1933, se celebró una “acción escolar” de un día, durante la cual los escolares ucranianos boicotearon todo lo relacionado con Polonia: sus símbolos estatales, la lengua polaca y los profesores polacos. Los alumnos se negaron a responder a las preguntas formuladas en polaco en clase, pidieron a los profesores polacos que regresaran a Polonia, los símbolos estatales del Estado polaco fueron expulsados de las escuelas, etc. La acción unió, según un periódico polaco, a decenas de miles de niños El intento de asesinato de Gadomsky, un director de escuela, se produjo como protesta contra la polonización y la destrucción de la educación escolar ucraniana por parte de las autoridades polacas.
Bandera llevó a cabo una reestructuración casi completa del entrenamiento y la educación del personal de la OUN: bajo su mando se introdujo el adoctrinamiento ideológico y político sistemático, el entrenamiento de combate y la instrucción en métodos de trabajo clandestino.
El asesinato de Bronislaw Pieracki, entonces el ministro del Interior polaco, fue otro crimen que tuvo las más graves consecuencias para el CE OUN. Según la historia oficial de la OUN, a finales de abril de 1933, se tomó, en una conferencia especial en Berlín, en la que participaron: Yevhén Konovalets, Rico Jary y Yaroslav Baranovsky del Liderazgo de los Nacionalistas Ucranianos y Stepán Bandera del CE OUN, la decisión de cometer el asesinato político en Varsovia.
El asesinato de Pieracki fue presentado como un acto de venganza por la sangrienta campaña de "pacificación de la población ucraniana", dirigida por Pieracki, quien, en 1930, ocupaba el cargo de viceministro del Interior, cuando condujo la sangrienta campaña en el este de la Pequeña Polonia. El plan de ataque fue elaborado por Román Shujévych, y el liderazgo general estuvo a cargo de Stepán Bandera.
El 15 de junio, el asesinato tuvo lugar, en el restaurante "Friendly Club", en el centro de Varsovia. La policía polaca detuvo a todos los organizadores del acto terrorista, excepto al estudiante Grigory Matseiko, el autor directo, que huyó del lugar del crimen.
El 16 de junio, en una reunión especial del gobierno polaco, se aprobó un plan para crear un campo de concentración para aislar a aquellos que pudieran haber estado involucrados en el ataque terrorista. Ignacy Mościcki, entonces el Presidente de la República de Polonia, firmó un decreto que otorga a la policía el derecho a detener a sospechosos durante tres meses sin juicio, basándose únicamente en una decisión administrativa. El lugar donde se retenía a estas personas se convirtió en el Campo de concentración de Bereza-Kartuzsky, por el que luego pasaron cientos de ciudadanos polacos. Durante el período de junio a noviembre, más de 800 personas fueron detenidas en relación con el asesinato de Peratsky, incluidos muchos miembros de la OUN. Como resultado de las detenciones masivas, toda la dirección regional de la OUN en Galicia acabó en prisión y muchas organizaciones de base dejaron de existir.
El éxito de la investigación se vio facilitado por el hecho de que, gracias a la cooperación entre la inteligencia militar polaca y checoslovaca, entre 1933 y 1934, el llamado "Archivo Senik" cayó en manos de la policía polaca. Este archivo contenía una gran cantidad de documentos confiscados en apartamentos de miembros de la dirección de la OUN (incluido Yemelyan Senik), que vivían en Checoslovaquia. Se cree que estos documentos fueron complementados con documentos confiscados de Richard Yary por la policía alemana. La información obtenida por la investigación durante el análisis del “Archivo Senik” ayudó a establecer las identidades de muchos líderes y miembros de la OUN. .
El asesinato de Pieracki dio a Polonia la oportunidad de presentarse ante la Sociedad de las Naciones con una propuesta para introducir sanciones internacionales contra el terrorismo, incluida la prohibición de conceder asilo político a los terroristas.
Las víctimas de la OUN no fueron sólo polacos, sino también ucranianos: por ejemplo:
- El "Tribunal Revolucionario de la OUN" condenó a la muerte al estudiante Yakov Bachinsky, que, el 9 de mayo de 1934, fue fusilado por militantes de la OUN, por sospechas de tener vínculos con la policía;
- El 25 de julio de 1934, fue asesinado Ivan Babiy, educador y militar polaco ucraniano, teniente del Ejército Gallego Ucraniano y del ejército de la República Popular Ucraniana, director del Gimnasio Académico Ucraniano de Lviv, activista del Instituto General de Acción Católica, que estaba bajo el patrocinio de la Iglesia Greco-Católica Ucraniana. Una figura del nacionalismo ucraniano, pero al mismo tiempo un partidario de la coexistencia pacífica entre ucranianos y polacos.[62] Este asesinato provocó una amplia resonancia y condena en la sociedad ucraniana en Galicia.[58] Andrey (Sheptitsky), el Metropolitano de Galicia, condenó enérgicamente el asesinato.[53] La imagen romántica e idealista de la OUN, tan cuidadosamente creada por la resistencia, sufrió un duro golpe. Sin embargo, esta imagen fue, en cierta medida, corregida por el comportamiento valiente de los arrestados en relación con el asesinato de Peracki durante el juicio posterior.[53]

### 1935-1938
El 18 de noviembre de 1935, comenzó, en el Tribunal de Varsovia, el juicio contra Stepán Bandera y otros once nacionalistas ucranianos. La acusación principal era el asesinato de Bronislaw Pieracki. Los acusados se negaron a responder preguntas en polaco y se saludaron al grito de “¡Gloria a Ucrania!”, como una forma de intentar convertir la sala del tribunal en una plataforma para promover las ideas de la OUN.
El 13 de enero de 1936: Stepán Bandera, Mykola Lébed y Yaroslav Karpinets fueron condenados a muerte, el resto a entre 7 y 15 años de prisión. El proceso tuvo una enorme repercusión pública y las autoridades, no atreviéndose a ejecutar las condenas a muerte, iniciaron negociaciones con los partidos políticos legales ucranianos sobre la “normalización” de las relaciones entre Ucrania y Polonia y declararon una amnistía. Bandera y los otros dos presos condenados a muerte vieron sus sentencias de muerte conmutadas por cadena perpetua.
El 25 de mayo de 1936, Bandera, junto con otros miembros de la OUN-UVO (27 personas en total), compareció ante un tribunal en Leópolis, donde fue acusado de liderar las actividades terroristas de la OUN-UVO. Algunos de los acusados, también, se encontraban entre los implicados en el juicio anterior. Como resultado de este nuevo juicio, Bandera fue condenado a otra cadena perpetua.
Mientras tanto, a principios de 1935, el CE de la OUN KE en la Ucrania Occidental estaba dirigido por Lev Mikhailovich Rebet, bajo cuyas órdenes se detuvieron las acciones militares, todos los esfuerzos se dirigieron a restaurar la estructura de gestión y las conexiones del Liderazgo de los Nacionalistas Ucranianos con las organizaciones de base, que habían sido destruidas como resultado de las detenciones de 1934. De hecho, las actividades de la OUN se redujeron al trabajo cultural y educativo.
Román Shujévych y otros activistas de la OUN, insatisfechos con esta decisión, intentaron convencer al Liderazgo de que nombrara a otro líder, pero sin éxito. En este contexto, fue necesario imponer disciplina a los activistas más radicales que continuaron sus acciones terroristas con métodos brutales. Hasta principios de 1939, Rebet dirigió el Comité de Expertos de la OUN. En 1938, a pesar de la relativa impopularidad de Rebet, entre los activistas de Ucrania Occidental, las estructuras organizativas de la OUN se restauraron gradualmente.
La activación de la OUN en las tierras occidentales de Ucrania fue facilitada por el fortalecimiento de las tendencias nacionalistas en el liderazgo del estado polaco que se produjo en 1938, que fue acompañado por otra ola de pacificación en relación con la población ucraniana, que incluyó la destrucción masiva de iglesias en áreas étnicamente mixtas y un intento de organizar movimientos antiucranianos y alimentar el separatismo regional (rusinos, hutsules, boykos, lemkos). La justificación de tales acciones fue la necesidad de consolidación nacional de la sociedad polaca ante el empeoramiento de la situación de la política exterior. Sin embargo, sólo condujeron a un mayor antagonismo de la población ucraniana de Polonia (que ascendía a 4,5 millones según el censo de 1931) hacia el Estado polaco y los polacos que habitaban regiones étnicamente mixtas.
Según la Carta de la OUN, adoptada en la Gran Asamblea de 1929, los congresos debían convocarse cada dos años, pero por una serie de razones objetivas (el proceso de fusión de la UVO y la OUN, detenciones de miembros de la OUN, etc.), la convocatoria del congreso de la OUN se posponía constantemente. En 1936, Konovalets encargó a Iván Gabrusévych que iniciara los preparativos para la Segunda Gran Reunión, prevista para la segunda mitad de 1937. Más tarde, debido a la enfermedad de Gabrusévych, esta tarea fue transferida a Yaroslav Stetskó. Sin embargo, esta vez el congreso se pospuso, ya que Konovalets quería ampliar la representación incluyendo participantes de Ucrania central y oriental e incluso planeó ir personalmente a la Ucrania soviética para estudiar la situación política y las posibilidades de organizar actividades clandestinas. Pero no llegó a ese punto, porque, el 23 de mayo de 1938,  fue asesinado.

## OUN en el Lejano Oriente
En agosto de 1937, según la inteligencia exterior de la NKVD de la URSS, en el Hotel Bristol de Viena tuvieron lugar negociaciones entre E. Konovalets, V. Kurmanóvych y N. Kapustyansky con el agregado militar japonés en Berlín, un asesor de la embajada japonesa en París, Ito (un oficial de inteligencia de carrera) y dos representantes del Estado Mayor japonés. Durante la reunión se discutieron las posibilidades de realizar actividades de inteligencia contra la URSS utilizando a la comunidad ucraniana en Manchuria.
Las relaciones entre los servicios de inteligencia japoneses y los nacionalistas ucranianos en Manchuria, donde vivían más de 70.000 emigrantes políticos del antiguo Imperio ruso, se intensificaron tras la publicación, en 1929, de un memorándum del primer ministro japonés Tanaka, el Plan Tanaka, que contenía planes de expansión japonesa en Asia, dirigidos contra China y la URSS. A principios de la década de 1930, se desarrolló un plan para operaciones militares del Ejército de Kwantung contra la URSS, que preveía amplias operaciones de reconocimiento y sabotaje.
Después de la proclamación del estado títere de Manchukuo, el 18 de febrero de 1932, Richard Yary envió una misión allí para recrear la llamada "República del Lejano Oriente de Ucrania". Los representantes de la dirección de la OUN llegaron a un acuerdo con las autoridades japonesas en Manchuria sobre la creación de una comunidad nacional ucraniana y establecieron contactos con los servicios de inteligencia japoneses. El tercer departamento de la Oficina de Emigrantes Rusos, creado por los japoneses en 1934-35, llevaba registros de ellos, seleccionaba candidatos para entrenamiento en trabajo de inteligencia y sabotaje y realizaba contrainteligencia entre los emigrantes rusos. La comunidad nacionalista ucraniana en Harbin, controlada por la agencia de inteligencia japonesa local (la "misión militar"), envió a sus miembros a cursos especiales con la perspectiva de trabajar en territorio soviético.
Como parte de la cooperación entre Alemania y Japón, prevista en el Pacto Antikomintern: la Abwehr y la inteligencia japonesa firmaron un acuerdo según el cual el Departamento II de la Abwehr informaría a la parte japonesa sobre su trabajo con los nacionalistas ucranianos en Europa, mientras que los japoneses asumieron la tarea de intensificar los lazos con los colonos ucranianos en la "Cuña Verde".
En 1937, en Harbin, los activistas de la OUN, basados en las organizaciones locales de Plastun, formaron el batallón “Sich del Lejano Oriente”, que, tenía como objetivo: liberar el territorio de la Cuña Verde de la “ocupación soviética” y establecer la República del Lejano Oriente de Ucrania.
Después de la división de la OUN en 1940, hubo algunos desacuerdos entre las dos organizaciones nacionalistas ucranianas (OUN-B y OUN-M), con respecto a la política territorial en el Lejano Oriente. Así, si los banderistas querían crear un estado nacional ucraniano independiente en Zeleny Klin, mientras que, los melnykitas planeaban devolver a los ucranianos de Zeleny Klin y otras partes de Rusia a las tierras del futuro estado ucraniano para liberar las tierras del Lejano Oriente para la colonización japonesa. Se planeó reasentar a los ucranianos de la Cuña Verde y de Siberia en Novorossiya, el Cáucaso y el Bajo Volga, en tierras que los melnykitas querían obtener con la ayuda de los alemanes.

## Andriy Mélnyk, jefe de la OUN
Después del asesinato de Yevguén Konovalets, el jefe de la OUN, el 23 de mayo de 1938, en Rotterdam, por Pável Sudoplátov, oficial del NKVD, las funciones de liderazgo en la OUN fueron asumidas temporalmente por el llamado “Liderazgo Estrecho” del “Liderazgo de los Nacionalistas Ucranianos” (PUN), o “triunvirato”: Yaroslav Vladimirovich Baranovsky (“Makar”), Yemelyan Senik (“Grybovsky”) y Mykola Stsiborsky.
Mientras tanto, la situación en Europa se deterioraba rápidamente, lo que hacía presagiar una guerra inminente. La OUN esperaba fundar un «estado ucraniano» con el apoyo de Hitler. Mykhailo Kolodzinsky, uno de los principales teóricos militares de la OUN en el período anterior a la guerra, en la obra “Doctrina Militar Ucraniana”, publicada en 1938, afirmaba:
No sólo queremos poseer las ciudades ucranianas, sino también pisotear las tierras enemigas, capturar las capitales enemigas y sobre sus ruinas saludar al Imperio Ucraniano... Queremos ganar la guerra, una guerra grande y cruel que nos convertirá en dueños de la Europa del Este.
Berlín jugó la “carta ucraniana” solo con el objetivo de desestabilizar la situación en Polonia: la idea era empujar a la población ucraniana de Polonia a rebelarse contra el gobierno polaco en el momento adecuado y enviar unidades entrenadas de nacionalistas ucranianos a territorio polaco, proporcionándoles armas. La aparición de un foco de inestabilidad en las regiones ucranianas podría dar a Alemania un pretexto para una intervención a gran escala.
Las largas disputas sobre el sucesor de Konovalets entre sus colaboradores más cercanos: Richard Yary, Yaroslav Baranovsky y Yemelyán Senik - terminaron con una solución de compromiso. El 11 de septiembre de 1938, el "liderazgo cercano de los nacionalistas ucranianos" proclamó al coronel Andriy Atanásovych Mélnyk, compañero de armas de Konovalets en la Guerra de Independencia de Ucrania y en el trabajo clandestino en la Organización Militar Ucraniana, líder de la OUN y jefe de la Dirección de los Nacionalistas Ucranianos de acuerdo con la voluntad del líder: Yevguén Konovalets.
Así, Andriy Mélnyk, que nunca fue miembro de la OUN y después de salir de una prisión polaca durante casi 12 años en realidad se retiró de las “actividades revolucionarias de liberación”, convirtiéndose en el administrador de las propiedades del Metropolitano de la Iglesia greco-católica ucraniana (IGCU) Sheptytsky, dirigió la OUN, la Organización Militar Ucraniana y “todas las estructuras organizadas del Movimiento Nacionalista”.
Sheptytsky, que anteriormente había estado en conflicto con los radicales del Ejecutivo Regional de la OUN, aprobó esta elección, gracias a la cual se estableció una estrecha cooperación entre la IGCU y la OUN. Sin embargo, esta decisión, adoptada en un círculo estrecho de la dirección emigrada de la OUN, posteriormente provocó un agudo conflicto y la división de la organización.

## OUN en Transcarpatia
En el otoño de 1938, la fricción entre los activistas de la OUN en Ucrania Occidental y los dirigentes emigrados se intensificó, en el contexto de la firma de los Acuerdos de Múnich y la formación de la Ucrania de los Cárpatos. Entre los activistas del CE de la OUN hubo llamados a brindar asistencia militar a la Ucrania de los Cárpatos en su lucha contra la expansión de los estados vecinos, en particular Hungría, pero Mélnyk, el jefe del Liderazgo de los Nacionalistas Ucranianos, teniendo en cuenta las relaciones aliadas de Hungría con Alemania, se abstuvo de apoyar oficialmente a la Ucrania de los Cárpatos. Durante este período, numerosos voluntarios de la OUN procedentes de la Galicia Oriental polaca y de la Volinia cruzaron ilegalmente la frontera entre Polonia y Checoslovaquia y participaron de la creación de una milicia armada local: la Sich de los Cárpatos.
Entre ellos se encontraba Román Shujévych, el futuro comandante del Ejército Insurgente Ucraniano. Sin embargo, pronto el Liderazgo de los Nacionalistas Ucranianos (PUN) prohibió a los miembros de la OUN de cruzar la frontera polaco-checoslovaca sin el permiso del líder, y Yaroslav Baranovsky, el representante del PUN en Transcarpatia, exigió que los miembros de la OUN abandonaran Transcarpatia. En febrero de 1939, el partido Unión Nacional Ucraniana, apoyado activamente por la OUN, ganó las elecciones al Seimas de los Cárpatos-Ucrania.
Los acontecimientos en los Cárpatos ucranianos también tuvieron un impacto en la situación en Ucrania Occidental: entre los activistas de la OUN han aumentado los llamamientos a reanudar las acciones militares contra Polonia. En el otoño de 1938, como resultado de una discusión interna, se tomó la decisión de destituir a Lev Mikhailovich Rebet del liderazgo. El CE de la OUN, en Ucrania Occidental, estaba dirigido por Miroslav Turash, aunque fue aprobado oficialmente por el PUN solo a principios de 1939 (en junio de 1939, Turash desapareció mientras cruzaba la frontera checo-polaca y fue reemplazado por Volodymyr Tymchy). Bajo el mando de Turash, por primera vez apareció en la estructura del CE de la OUN en Ucrania Occidental una oficina separada del Servicio de Seguridad de la OUN como agencia de contrainteligencia y seguridad interna de la organización.
En marzo de 1939, con la entrada de las tropas alemanas en el territorio de Checoslovaquia, el Sejm de los Cárpatos-Ucrania declaró la independencia. En respuesta, Hungría, que también participó en la división de Checoslovaquia, con el apoyo de Alemania, inició una intervención militar en Transcarpatia. Polonia también brindó asistencia a las tropas húngaras enviando unidades de sabotaje a través de su frontera sur hacia Transcarpatia.
El Sich de los Cárpatos intentó resistir a los ocupantes, pero las fuerzas eran categóricamente desiguales. Después de varios días de intensos combates, la milicia fue derrotada. Transcarpatia quedó bajo el dominio del régimen profascista húngaro de Miklós Horthy. La ocupación de los Cárpatos ucranianos no condujo a un replanteamiento radical de las relaciones del movimiento de liberación ucraniano con Alemania. Los líderes nazis intentaron disfrazar hábilmente sus “cartas ucranianas” para luego utilizar con éxito la cuestión ucraniana como “moneda de cambio”. Bajo presión de los diplomáticos alemanes, las autoridades húngaras liberaron de sus prisiones a los combatientes del Sich de los Cárpatos capturados y los deportaron a Alemania. En el verano de 1939, los antiguos fusileros de Sich se convirtieron en el núcleo de la futura "Legión Ucraniana" bajo el liderazgo del coronel Roman Kirillovich Sushko, que Alemania planeaba utilizar durante la guerra contra Polonia.

## OUN y los servicios secretos alemanes

### Hasta 1828
La cooperación de los nacionalistas ucranianos de la OUN-UVO con los servicios secretos alemanes comenzó mucho antes de que los nazis llegaran al poder y continuó hasta la Segunda Guerra Mundial y el ataque de Alemania a la URSS. Los nacionalistas ucranianos veían a Alemania como un aliado porque también tenía una actitud negativa hacia la estructura de la posguerra en Europa.
El ascenso de Hitler al poder fortaleció la orientación anti-Versalles de la política exterior alemana. Richard Yary, que, desde 1921, conducía la red de la Organización Militar Ucraniana en Alemania, desempeñó un papel importante en la cooperación entre la UVO y la Abwehr.
Ya en 1922, Yevguén Konovalets, el líder de la Organización Militar Ucraniana (UVO), habiéndose trasladado a Alemania, mantuvo negociaciones con el coronel Friedrich Gempp, entonces el jefe de la Abwehr, en la que se comprometió por escrito a transferir al servicio de inteligencia alemán la información de inteligencia recogida por la UVO sobre el ejército polaco a cambio de financiación.
Los mandos de inteligencia de la República de Weimar mostraron interés en cualquier fuerza que pudiera utilizarse para implementar su estrategia geopolítica. Para este propósito, la Abwehr creó la “Oficina para la preparación de la guerra con la ayuda de las minorías nacionales” y también formó un fondo especial a través del cual se financiaron varias organizaciones fuera de Alemania, incluida la UVO, y más tarde la OUN. Richard Yary, que era la mano derecha de Konovalets, era también el asistente del jefe de la “Oficina”.
A petición de la Abwehr, el comando de la UVO, que, en 1921, participó en la aventura armada de Simon Petliura contra la Ucrania Soviética, se trasladó a las tierras occidentales de Ucrania que formaban parte de Polonia. Entonces, Yevguén Konovalets definió las nuevas tareas de la UVO de la siguiente manera: «Ahora que Polonia ha firmado un tratado de paz con la Ucrania Soviética, la situación nos obliga a levantar la bandera de la lucha contra Polonia. De lo contrario, habríamos perdido influencia no solo en la Madre Patria, sino también en los campos de prisioneros de guerra, donde cada uno de nuestros soldados arde con el fuego de la venganza por la ocupación de Galitzia Oriental y Volinia por Józef Piłsudski. Sin embargo, el bolchevismo sigue siendo nuestro enemigo mortal. Lucharemos contra los polacos hasta donde ellos mismos nos obliguen a hacerlo».
En 1928, a raíz de una protesta diplomática de las autoridades polacas, que habían recibido pruebas de la conexión de la UVO con los servicios secretos alemanes, se suspendió la financiación de la UVO durante varios años o se redujo significativamente.

### Entre 1932 y 1937
La OUN, como sucesora y continuadora de la Organización Militar Ucraniana (UVO), también estaba en el campo de visión de los servicios de inteligencia alemanes. En 1932, durante una reunión entre representantes de la inteligencia alemana y Konovalets, se desarrolló un acuerdo tácito “de caballeros” para ampliar la cooperación, incluso “en la esfera militar en caso de una guerra con Polonia”. Después de que Hitler llegó al poder, las relaciones entre la OUN y Alemania se volvieron aún más estrechas. La cuestión ucraniana entra en la esfera de intereses de la más alta dirección de la Alemania nazi. Durante este período, Konovalets escribió al Metropolitano Andrey Sheptytsky:
Todo marcha bien. El feliz comienzo de 1933 creó las condiciones para que nuestra acción de liberación adquiera mayor alcance y fuerza cada día. El tiempo ha puesto a prueba nuestra amistad y cooperación con los alemanes y, tras ponerlos a prueba, ha demostrado que, a pesar de las reiteradas tentaciones de congeniar con los polacos, hemos elegido la única orientación correcta... A menudo recuerdo el día en que escuché de Su Excelencia decir que, tarde o temprano, los factores internacionales confiarían a los alemanes la destrucción de la Rusia bolchevique... «Los alemanes son los amigos más sinceros de Ucrania», me aconsejó entonces, «debemos buscar contacto y cooperación con ellos». Las palabras de Su Excelencia fueron proféticas... Sí, Alemania, bajo el liderazgo de su Führer Adolf Hitler, asumió esta misión ante el mundo entero. Considero mi deber filial informar a Su Excelencia sobre algo que nadie sabe, o que solo saben quienes trabajan directamente en los planes y se preparan para la implementación de este gran objetivo. Tenemos un papel importante que desempeñar en esta preparación...
Desde 1934, la OUN trasladó su sede a Berlín. En Alemania se realizaron cursos y escuelas de inteligencia y sabotaje para miembros de la OUN. De acuerdo con Yevguén Konovalets, en las afueras de Berlín se construyeron cuarteles para los cadetes nacionalistas ucranianos. A partir del 1 de junio de 1934, la OUN recibió financiación mensual del departamento exterior del NSDAP, así como pagos del Estado Mayor alemán y de la Gestapo.
Durante el período de cierto acercamiento entre Alemania y Polonia (1934-1938), asociado con la firma del pacto de no agresión germano-polaco (enero de 1934), la Abwehr tomó medidas para contener las actividades antipolacas del “grupo Konovalets” y para redirigirlo “exclusivamente contra el bolchevismo”.
Justo antes de ese período, en diciembre de 1933, Konovalets envió a Bandera una orden inequívoca para detener cualquier acción contra la administración polaca. A pesar de ello, en junio de 1934, el Ejecutivo Regional de la OUN llevó a cabo el asesinato de Bronisław Wilhelm Pieracki, el ministro del Interior polaco, lo que dio motivos para acusar a Bandera de acción arbitraria.
Diversas circunstancias que rodearon este ataque terrorista también dan motivos para afirmar que este asesinato podría haber sido una especie de provocación utilizada por las autoridades polacas para reprimir a la OUN. Sea como fuere, tras el asesinato de Peracki, los servicios secretos alemanes, a primera petición de las autoridades polacas, detuvieron y deportaron a Polonia a Mykola Lébed (en), que se encontraba escondido en Alemania, y también detuvieron y encarcelaron durante algún tiempo en una prisión alemana a Richard Yary.
La interacción de la OUN con los servicios de inteligencia alemanes no se limitó al ámbito del espionaje, el sabotaje y la subversión. Algunos de los miembros de la OUN fueron entrenados en métodos y tecnologías de propaganda. Posteriormente, los especialistas entrenados fueron utilizados en el Instituto Vineta, creado en el personal del Ministerio de Propaganda para realizar propaganda en los territorios orientales ocupados, y también trabajaron como propagandistas, traductores e intermediarios para los nazis en el trabajo con la población de Ucrania, y fueron parte de los grupos de marcha de la OUN que siguieron a las tropas nazis con el comienzo de la invasión alemana de Ucrania (Operación Barbarroja).

### Entre 1938 y 1939
Después del Anschluss de Austria (marzo de 1938), la OUN recibió para sus necesidades un castillo cerca del pueblo de Zavbersdorf en la región de Winner-Neunstadt al sur de Viena, donde, los miembros de la OUN tuvieron la oportunidad de recibir entrenamiento militar básico, que, según los recuerdos de Yevhén Stájiv (en), incluía: cuestiones de teoría militar, un poco de estrategia y política internacional, así como conferencias sobre ideología nacionalista impartidas por Iván Gabrusévych (“John”). El entrenamiento físico estuvo a cargo de Iván Stebelsky. El comandante del castillo era un antiguo centurión del Ejército Popular de Ucrania. La supervisión general de las actividades en el castillo estuvo a cargo de Richard Yary.
En diciembre de 1938, a unos treinta miembros de la OUN entre los antiguos militares de la UGA se les dio la oportunidad de realizar un curso de oficial de seis meses sobre el Lago Chiem, en Baviera. Su entrenamiento fue supervisado directamente por el teniente general Theodor Enders. Alrededor de otros 10 miembros de la OUN recibieron cuatro semanas de entrenamiento policial en Naissance y Breslavia, en la Baja Silesia. El entrenamiento se llevó a cabo en condiciones de absoluto secreto. Los cadetes utilizaban seudónimos, nombres alemanes y tenían prohibido mantener correspondencia y cualquier contacto con sus familias.
Durante la crisis checoslovaca, los contactos entre la OUN y la Abwehr continuaron con menor intensidad. Desde la formación del Sich de los Cárpatos, Richard Yary intentó en secreto negociar el suministro de armas, municiones y uniformes al Sich desde los almacenes del antiguo ejército austrohúngaro, pero no tuvo éxito. Las unidades supervivientes de los regimientos Sich se retiraron a territorio rumano, donde fueron internadas en un campo en Niredghazi. Los alemanes, que planeaban utilizar a los hombres del Sich en la lucha contra Polonia, y los representantes de la Abwehr también rescataron a 400 hombres del Sich del cautiverio húngaro, que fueron transferidos a campos de entrenamiento de la Abwehr en Kirchendorf y Gackenstein (Alta Austria), y luego todos los ucranianos internados por los rumanos fueron llevados al Reich.
Según documentos del Ministerio del Interior polaco, la invasión de la Ucrania de los Cárpatos por parte de Hungría (14 de marzo de 1939) complicó las relaciones entre la OUN y Alemania, pero a mediados de abril de 1939, Berlín había logrado asegurar a los líderes de la OUN la inmutabilidad de la política del Reich hacia los ucranianos y el apoyo a sus aspiraciones de independencia.
En la primavera de 1939, la colaboración en actividades subversivas contra el Estado polaco se intensificó, después de que Hitler rompiera unilateralmente la Declaración sobre el no uso de la fuerza con Polonia. En este contexto, el entrenamiento de combate de los miembros de la OUN se intensificó. Muchos activistas fueron enviados a estudiar a instituciones educativas militares en Alemania e Italia (en particular, en 1938, Shukhevych completó un curso en la academia militar de Munich). En Berlín y Danzig se impartían cursos para operadores de radio e instructores militares y se compraban activamente armas. Algunos miembros de la organización fueron entrenados en campos de la Ustacha croata.
Diversos departamentos de la Alemania nazi participaron de la preparación del “levantamiento ucraniano” antipolaco. El más activo fue el servicio de inteligencia militar (Abwehr). Las tareas del Segundo Departamento de la Abwehr (que se ocupaba del sabotaje y la guerra psicológica) incluían la destrucción de importantes materias primas e instalaciones industriales en el territorio del futuro enemigo, la organización de ataques terroristas, la creación de una atmósfera de inestabilidad y la creación de una "quinta columna". La OUN se unió activamente al trabajo de los servicios de inteligencia alemanes. Durante este período, la OUN llamó a los jóvenes ucranianos a no evadir el servicio en el ejército polaco y, una vez en el ejército, a mantenerse unidos.
Durante 1939, la OUN intensificó sus acciones militares contra las autoridades polacas: ataques a policías, asesinatos, incendios provocados y actos de sabotaje. Los miembros de la OUN participaron en la organización de numerosas manifestaciones que terminaron en enfrentamientos armados con la policía.
De los documentos de los servicios secretos alemanes se sabe que el potencial combativo de la OUN en vísperas de la invasión alemana de Polonia se evaluaba como muy alto: se creía que con ayuda del sabotaje y la guerra de guerrillas era capaz de desviar al menos dos cuerpos del ejército polaco. En octubre de 1938, Alfred Rosenberg, en una reunión en la Dirección de la Policía Secreta, señaló la urgente necesidad de la participación total de todos los nacionalistas ucranianos en las acciones de política exterior de Alemania.
Entre los finales de 1938 y los principios de 1939, se organizó una reunión entre el Coronel Lahusen, el jefe del Departamento II de la Abwehr (dedicado a la formación de agentes, su traslado al territorio de otros estados para cometer sabotajes y actos terroristas, la organización de levantamientos insurgentes en el territorio de otros estados, el desarrollo y producción de medios para cometer sabotajes y actos terroristas) y Andriy Atanásovych Mélnyk, el nuevo líder de la OUN, que, en ese momento, se había trasladado de Polonia a Alemania. Esta reunión tuvo lugar en una casa segura en Berlín, por instrucciones del Almirante Wilhelm Canaris, entonces el jefe de la Abwehr. Durante esta reunión, Melnik fue reclutado y recibió el apodo de "Cónsul".
En la reunión, Mélnyk presentó su plan para las actividades subversivas de la OUN en el territorio de la República Socialista Soviética de Ucrania, y la Abwehr, a petición suya, asumió los gastos necesarios para su organización. En reuniones posteriores, Melnik pidió sanción para crear un departamento de inteligencia dentro de la OUN para intensificar las actividades subversivas contra la URSS y facilitar sus conexiones con la clandestinidad de la OUN. La propuesta de Mélnyk fue aprobada y se creó un departamento en Berlín, dirigido por el coronel Román Sushkó. Hay información de que, además de la Abwehr, Mélnyk también colaboró con el 4º departamento de la RSHA (Gestapo).
En junio de 1939, Mélnyk se reunió, en Viena, con el Almirante Canaris. Como parte de la preparación de la OUN para participar en operaciones militares en el territorio de Polonia, se formó una unidad especial, Los “Destacamentos Militares de Nacionalistas”, a partir de emigrantes gallegos bajo el liderazgo del coronel Román Sushkó), también llamado “Legión de Sushko” o simplemente “Legión Ucraniana”. La OUN, bajo el liderazgo de Mélnyk, vio en la “Legión Sushkó” la base del futuro ejército ucraniano.
Andriy Mélnyk consideraba la Alemania como un socio estratégico. En cuanto que Stepán Bandera y sus partidarios pensaban que la Alemania, en 1940-1941, era sólo una especie de instrumento capaz de infligir el mayor daño a los principales enemigos del nacionalismo ucraniano y, así, facilitar la creación de un Estado ucraniano independiente. Fue esta discrepancia la que se convirtió en una de las principales razones del conflicto dentro del liderazgo de la OUN y su posterior división.
Los investigadores ucranianos modernos, reconociendo el hecho de la cooperación entre la OUN y la Abwehr, la justifican por el hecho de que tales prácticas son típicas de cualquier “movimiento revolucionario” que no desdeña ningún medio ni aliado para implementar sus planes estratégicos. A veces se afirma que la Abwehr reclutó agentes entre los miembros de la OUN de forma individual, mientras que los dirigentes de la OUN supuestamente hicieron la vista gorda.

## II Gran Encuentro de Nacionalistas Ucranianos
En mayo de 1939, los desacuerdos acumulados en el seno de la dirección de la OUN –en particular, en relación con los acontecimientos en la Ucrania de los Cárpatos– llevaron a Andriy Mélnyk a anunciar la suspensión de sus poderes hasta la convocatoria de un congreso y elecciones oficiales del jefe de los nacionalistas ucranianos. De hecho, a partir de ese momento la clandestinidad ucraniana occidental dejó de recibir instrucciones del centro de emigración respecto a acciones en el contexto del empeoramiento de la situación de la política exterior. En los primeros días y semanas tras el ataque de Alemania a Polonia no hubo instrucciones ni recomendaciones.
Los días 26 y 27 de agosto, tuvo lugar en Roma la II Gran Reunión de los Nacionalistas Ucranianos, de la cual no más de treinta personas, de las cuales sólo cuatro eran representantes de la clandestinidad ucraniana occidental.
El congreso confirmó los poderes de Mélnyk, que fue elegido oficialmente como nuevo jefe de la OUN. Fue aprobado un nuevo programa político (cuyo autor principal fue Nikolái Oréstovych Stsiborsky) y los estatutos de la organización. La OUN declaró su monopolio sobre la ideología y la organización de la vida política en el futuro “Estado Soberano Catedralicio de Ucrania”, cuya construcción se planificó sobre los principios de una nacionalocracia bajo el liderazgo exclusivo de la OUN.
En el programa de 1939, esta idea se formuló de forma clara y categórica: «La existencia de partidos políticos estará prohibida por ley. La única forma de organización política de la población del Estado será la OUN, como base del sistema estatal, factor de la educación nacional y de la organización de la vida pública». La OUN fue proclamada la orden de los mejores, la élite de la nación.
Como señala G. V. Kasyánov, el programa de 1939 fue adoptado en el contexto de una evidente agravación de las contradicciones entre la dirección de los nacionalistas ucranianos y el Ejecutivo Regional, lo que obligó a los activistas emigrados a ocuparse de la legitimación formal de la posición de Mélnyk como sucesor de Yevguén Konovalets. Obviamente, para este propósito el principio del liderismo fue llevado al absoluto. El presidente del Liderazgo de los Nacionalistas Ucranianos también fue proclamado "Líder de la Nación" y responsable de sus actos "ante Dios, la Nación y su propia conciencia". Sólo a él se le concedió el derecho de convocar la Gran Asamblea de la OUN, designar a los miembros de la Dirección y aprobar las decisiones de las Grandes Asambleas.

## Invasión de Polonia
El 1 de septiembre de 1939, comenzó la Segunda Guerra Mundial en Europa con el ataque alemán a Polonia.
Poco antes del comienzo de la guerra, debido al Pacto de no agresión germano-soviético, Alemania suspendió la organización del levantamiento antipolaco de la OUN, porque la URSS no quería ninguna acción por parte de los ucranianos en el territorio situado en su “zona de intereses” y la Alemania nazi no quería estropear las relaciones con su nuevo aliado. En este contexto, en la noche del 1 al 2 de septiembre de 1939, en el marco de los arrestos planificados en caso de guerra, la policía polaca detuvo a varios miles de ucranianos sospechosos de tener vínculos con organizaciones nacionalistas.
El 11 de septiembre, las tropas de la Wehrmacht comenzaron su invasión de la Pequeña Polonia Oriental (a través de Sámbir). En varias ciudades de la región de los Cárpatos esto se convirtió en una señal del comienzo de levantamientos antipolacos.
En la noche del 12 al 13 de septiembre, comenzó el levantamiento en Stryi. Antes del amanecer, la ciudad fue capturada por unidades armadas de la OUN (un total de 500 a 700 personas). Del 12 al 16 de septiembre tuvieron lugar levantamientos armados antipolacos organizados por miembros de la OUN en Drohóbych, Stryi, Boryslav, Kálush, Truskavets, Dolina, Pidhirtsi y otras localidades.
En los días siguientes se produjeron levantamientos armados de nacionalistas ucranianos en casi todos los distritos al este del Bug Occidental. Se informó sobre la creación de unidades de milicias ucranianas, cuyos miembros llevaban brazaletes amarillos y azules. En general, estas manifestaciones no adquirieron un carácter masivo; Fueron reprimidos fácil y rápidamente por unidades militares polacas y destacamentos bien organizados de la policía estatal, pero en general redujeron la capacidad defensiva de los polacos y contribuyeron al avance de las unidades de la Wehrmacht hacia el este.
En total, la OUN capturó más de 2.500 militares polacos. Algunos soldados polacos capturados fueron asesinados, el resto fueron desarmados y entregados a los alemanes.
El grupo germano-eslovaco, que atacó a Polonia desde territorio eslovaco, incluía los "Destacamentos Militares de Nacionalistas", que actuaban como unidad auxiliar. Según los planes iniciales, la "Legión Ucraniana" se preparaba para llevar a cabo sabotajes, realizar actividades de reconocimiento y propaganda en la retaguardia de las tropas polacas y organizar levantamientos armados de los nacionalistas ucranianos en Volinia y en la Pequeña Polonia Oriental, lo que podría neutralizar a una parte del ejército polaco.
Sin embargo, la firma del Pacto de no Agresión entre Alemania y la Unión Soviética, en agosto de 1939, y la entrada de tropas soviéticas en territorio polaco el 17 de septiembre hicieron que estos planes no se realizaran. Incluso hay sugerencias de que Alemania chantajeó a los dirigentes soviéticos con la posibilidad del surgimiento de algún estado ucraniano en su frontera occidental como alternativa a la Ucrania soviética, y que fue precisamente la perspectiva del surgimiento de un “estado ucraniano” bajo el protectorado de Alemania lo que se convirtió en una de las razones que impulsaron a la URSS a introducir tropas en el territorio de Ucrania y Bielorrusia occidentales. Sea como fuere, después de la invasión alemana, la "Legión Ucraniana" fue disuelta, y sus miembros fueron reentrenados para servir en la llamada "policía ucraniana" en los territorios ocupados por Alemania. Los levantamientos armados de los nacionalistas ucranianos, que, sin embargo, tuvieron lugar en varios lugares en la retaguardia del ejército polaco, no fueron muy relevantes.
El 12 de septiembre, durante la Batalla de Varsovia (1939), en una reunión especial en el tren de Hitler, se discutieron cuestiones relativas al destino de Polonia y su población ucraniana. Según los planes de Hitler, era necesario crear “estados espaciales” entre “Asia” y “Occidente” en la frontera con la URSS: Ucrania (en el territorio de la Pequeña Polonia Oriental (Galicia) y Volinia Occidental ) y Lituania (incluida la región de Volinia) leales a Alemania.
Basándose en las instrucciones políticas de Joachim von Ribbentrop, el Ministro de Asuntos Exteriores del Reich; y de Wilhelm Keitel, el Jefe del Estado Mayor del Mando Supremo de la Wehrmacht, encargaron el Almirante Wilhelm Canaris, el jefe de la Abwehr, para incitar un levantamiento en la parte ucraniana de Polonia con la ayuda de los nacionalistas ucranianos. El resultado de estas instrucciones fue el llamado “Memorando Canaris del 12 de septiembre de 1939”, presentado en los materiales del Tribunal de Núremberg como documento 3047-ps.
Más tarde, Canaris y Lahousen se reunieron con Andriy Atanásovych Mélnyk en Viena, donde discutieron la opción de declarar una Ucrania Occidental independiente en la frontera con la URSS, aunque se indicó que actualmente se estaban llevando a cabo negociaciones activas con Moscú sobre el futuro de los territorios polacos. Siguiendo las instrucciones recibidas, Mélnyk incluso logró elaborar una lista del futuro gobierno, pero el inicio de la Invasión soviética de Polonia de 1939 impidió que estos planes se hicieran realidad. Todos los preparativos para el levantamiento fueron suspendidos y, el 23 de septiembre, Hitler emitió una orden que prohibía a los ucranianos cruzar la línea de demarcación germano-soviética, es decir, abandonar el territorio ocupado por el Ejército Rojo.

## OUN contra la URSS

### Otoño de 1939. El colapso del Estado polaco.
Debido a la confusión general causada por el ataque de Alemania a Polonia, el 1 de septiembre de 1939, Stepán Bandera y otros líderes del Ejecutivo Regional de la OUN, que estaban en prisiones polacas, pudieron abandonar sus lugares de detención.
Septiembre de 1939 cambió radicalmente la situación en Europa Central y Oriental y, el entorno en el que la OUN tenía que operar. En este contexto, era necesario: cambiar los objetivos estratégicos y tácticos, elegir un nuevo enemigo principal y aliados, formas y métodos de actividad. Según los propios activistas nacionalistas clandestinos ucranianos, ante ellos se ha abierto un frente hasta ahora desconocido en la lucha contra “un ocupante de Ucrania: el Moscú bolchevique”. Al mismo tiempo, reconocieron que la Ucrania Soviética, que unía a todas las regiones étnicamente ucranianas occidentales (con excepción de Transcarpatia), resultó “no ser lo que les hubiera gustado ver…, no propensa a una explosión...”.
Por otra parte, la Unión Soviética heredó del derrumbado Estado polaco, entre otros problemas, una fuerza bien organizada y encubierta con muchos años de experiencia en actividades terroristas subterráneas y en cooperación con agencias de inteligencia occidentales. El enfrentamiento entre los servicios de seguridad del Estado soviético y la OUN se convirtió en un factor importante en la situación sociopolítica de Ucrania Occidental en los años anteriores a la guerra.
El Tratado Germano-Soviético de Amistad, Cooperación y Demarcación del 28 de septiembre de 1939 estableció la frontera entre las “esferas de interés” de estos estados en el territorio de Polonia a lo largo de la línea de los Ríos San, Solokiya y Bug occidental. Las tierras étnicamente ucranianas quedaron, casi en su totalidad, bajo el control del Ejército Rojo, con la excepción de Lemkivschyna, Nadsanye de la orilla izquierda, Jólmschyna y Podlaquia. En este territorio vivían alrededor de 1,2 millones de personas, incluidos 500 mil ucranianos (católicos griegos y ortodoxos) y más de 200 mil católicos ucranianos. El 12 de octubre, Hitler emitió un decreto proclamando un Gobierno General para los territorios de la antigua Polonia ocupados por las tropas alemanas.
A pesar de que la entrada del Ejército Rojo en el territorio de Ucrania Occidental fue inesperada para la clandestinidad nacionalista (al mismo tiempo, varios miles de activistas de la OUN cruzaron al territorio del Gobierno General), la OUN logró superar rápidamente la confusión inicial de su liderazgo y restaurar su estructura organizativa. Esto aparentemente fue facilitado por el hecho de que el golpe principal de los grupos chekistas especiales adjuntos al grupo del ejército introducido en territorio polaco no estaba dirigido a la clandestinidad nacionalista ucraniana, sino a individuos asociados con las estructuras estatales polacas (antiguos gendarmes, policías, terratenientes, la gran burguesía, colonos polacos, oficiales del ejército polaco, etc.), mientras que los funcionarios de la OUN liberados de las cárceles polacas se unieron inmediatamente a la organización del trabajo clandestino. Según las estimaciones de los historiadores ucranianos modernos, a finales de 1939, en las regiones occidentales de la República Socialista Soviética de Ucrania había entre 8 y 9 mil miembros de la OUN (un máximo de 12 mil, si contamos a todos los que simpatizaban activamente con las ideas nacionalistas).
Habiéndose familiarizado con la situación que se estaba desarrollando, Stepán Bandera consideró necesario reestructurar todo el trabajo de la OUN y dirigirlo contra el nuevo enemigo principal: los "bolcheviques". Muchos miembros de la OUN, incluido el líder regional Volodýmyr Tymchyi (“Lopatinsky”), apoyaron los planes de Bandera sobre las actividades futuras de la organización y previeron la expansión de la red de la OUN en todo el territorio de la RSS de Ucrania y el comienzo de la lucha contra las autoridades soviéticas en Ucrania. En la segunda quincena de octubre, Bandera, siguiendo instrucciones de la dirección de la OUN, cruzó ilegalmente la línea de demarcación soviético-alemana y se dirigió a Cracovia, al territorio del Gobierno General, donde se unió activamente a las actividades de la OUN, y siguió defendiendo la idea de su reorganización.
Debido a que todos los partidos políticos legales que existían en el territorio de Ucrania Occidental cesaron sus actividades o se disolvieron, la OUN siguió siendo la única fuerza política que conservó sus estructuras. Como se desprende de los documentos de los organismos de seguridad del Estado soviético, en los primeros meses tras el establecimiento del poder soviético en Ucrania Occidental, los activistas locales de la OUN aspiraban a asegurar su representación más amplia posible en la Asamblea Popular de las regiones occidentales, lo que podría permitirles legitimar el curso hacia una Ucrania "independiente". A los miembros de la OUN se les ordenó no mostrar su hostilidad hacia el nuevo gobierno, sino, por el contrario, disfrazarse e infiltrarse en los órganos del gobierno local, la policía, el Komsomol e incluso el partido. Sin embargo, ya en la primera mitad de 1940 esta campaña en su conjunto fracasó y un gran número de agentes de la OUN fueron descubiertos. Entonces, la dirección de la OUN tomó una actitud orientada a preparar un levantamiento armado.

### Invierno 1939-1940. Formación del segundo centro nacionalista
Stepán Bandera logró conseguir el apoyo de activistas clandestinos en Ucrania Occidental y en Transcarpatia, así como de algunos representantes de la dirección de la OUN que vivían exiliados en Alemania, Eslovaquia y Austria y mantenían vínculos directos con la clandestinidad. Durante este período, recibió toda la ayuda posible de Richard Yary, quien seleccionó personalmente a más de cien futuros banderistas entre los activistas de la OUN que se habían mudado al territorio del Gobierno General y los reunió en el Hotel Lux en la ciudad eslovaca de Pishchany. Fue aquí donde se discutieron las reivindicaciones acumuladas de los militantes clandestinos contra la dirección emigrada de la OUN. En particular, se exigió una investigación objetiva sobre la cuestión del llamado “archivo Senik”, gracias al cual la policía polaca pudo descubrir, entre 1934 y 1935, la estructura de dirección de la OUN.
En noviembre de 1939, Bandera recibió una invitación de Andriy Afanasyevich Melnyk a una audiencia en Roma. En enero de 1940, después de esperar la llegada del guía regional Vladimir Tymchy desde territorio soviético, Bandera acordó con él un viaje conjunto a Italia.
Las opiniones de Melnyk y Bandera sobre la estrategia del movimiento nacionalista ucraniano diferían significativamente. Bandera consideraba que era necesario confiar principalmente en las propias fuerzas, ya que, en su opinión, ninguna potencia occidental estaba interesada en la existencia de una Ucrania independiente. Él y sus partidarios consideraban que una posible alianza con Alemania era algo puramente temporal, creían que la OUN debía centrarse en la situación interna de la URSS y, sobre todo, de la propia Ucrania, y no debía estar obligada a coordinar sus planes con nadie, sino que, por el contrario, debía estar dispuesta a iniciar una guerra de guerrillas masiva, independientemente de la situación de la política exterior. Según Ivan Yovik, Bandera abogó por “la proclamación de un estado ucraniano independiente, presentando a los alemanes un hecho consumado”.
Melnyk, por el contrario, creía que el énfasis debía ponerse en la Alemania nazi y sus planes militares (y por lo tanto se opuso a la creación de una resistencia nacionalista armada en Ucrania). Andriy Melnyk y su círculo más cercano en el "Liderazgo de los Nacionalistas Ucranianos" (PUN) no veían la posibilidad de organizar un levantamiento armado exitoso en Ucrania, considerando necesario atraer al Gobierno General tantos miembros de la OUN como fuera posible, y aquellos que, en condiciones de una profunda conspiración, permanecieran en la Ucrania Soviética, debían recibir la tarea de agitación, propaganda y preparación para sabotajes y levantamientos armados locales solo en caso de estallido de guerra. Melnik esperaba organizar el entrenamiento de la principal fuerza de ataque de los miembros de la OUN bajo la guía de instructores alemanes en el territorio del Gobierno General y, en caso de un ataque de Alemania a la URSS, utilizarlos en la “lucha contra el bolchevismo” como un ejército ucraniano aliado con la Wehrmacht. Para este fin, se creó una oficina militar ucraniano-alemana en Cracovia y comenzó a trabajar activamente bajo la dirección del coronel Roman Kirillovich Sushko.
Stepán Bandera, que representaba, en contraste con los emigrantes de larga data, a la “juventud revolucionaria” de mentalidad radical que participó en el trabajo clandestino real contra el estado polaco, y a los líderes del Comité Ejecutivo Regional en las Tierras de Ucrania Occidental (ZUZ) que acababan de ser liberados de la prisión, acusó al Liderazgo (PUN) de falta de iniciativa y debilidad de voluntad, exigiendo que el liderazgo desarrollara inmediatamente instrucciones detalladas para organizar un levantamiento en Ucrania. Según Bandera y sus partidarios, un levantamiento de ese tipo podría sacudir los cimientos mismos del poder soviético, al menos en Ucrania Occidental, demostrar al mundo entero el deseo de independencia del pueblo ucraniano y, lo más importante, crear inestabilidad en las fronteras orientales de la Alemania Nazi y obligar a Alemania a intervenir; en otras palabras, era un intento de provocar a Alemania a la guerra contra la URSS.
En este contexto, Bandera y sus partidarios consideraron necesario organizar el trabajo en cuatro direcciones:
1. preparación y organización de un levantamiento en el territorio de la República Socialista Soviética de Ucrania;
2. formación de unidades militares ucranianas fuera de la República Socialista Soviética de Ucrania;
3. entrenamiento militar general de los miembros de la OUN en el territorio del Gobierno General; y
4. suministrar a los rebeldes en Ucrania: personal, planes, instrucciones, mapas, manuales, etc.[97]

A principios de diciembre de 1939, el comando de la OUN en Cracovia, basándose en su propia visión de la situación en Ucrania y sin coordinar sus acciones con el PUN, envió un correo a Ucrania con una orden a la dirección de la OUN en el Distrito de Leópolis para movilizar a los miembros del Comité Ejecutivo Regional (ZUZ), recoger todas las armas disponibles, reconstruir completamente la estructura organizativa, nombrar líderes de base, purgar la OUN de "elementos políticamente poco fiables" y estar en constante preparación para el combate.
Sin embargo, el emisario fue detenido en la frontera, lo que provocó una serie de detenciones entre los dirigentes de la OUN en el oeste de Ucrania, así como el envío de agentes soviéticos al centro de la OUN en Cracovia. Decenas de dirigentes de bajo nivel de la OUN, que querían huir del arresto, tuvieron que huir al Gobierno General. El incidente exacerbó aún más las relaciones entre el Liderazgo (PUN) y los partidarios de Stepán Bandera. Entonces, en enero de 1940, la dirección del PUN, sin tener en cuenta la opinión de la mayoría de los miembros del Ejecutivo Regional, emitió una directiva obligando a las organizaciones de base de la OUN a abstenerse de acciones activas, esperando, en condiciones de profunda conspiración, una guerra entre Alemania y la URSS.
En enero de 1940, Bandera y Tymchy llegaron a Italia. Como señala John Alexander Armstrong, no se conoce con exactitud el contenido de las exigencias que plantearon al líder oficial de la OUN, ya que posteriormente ambos bandos dieron a conocer su propia versión. Los partidarios de Bandera afirmaron que se le pidió a Mélnyk trasladar la sede de la OUN a un país neutral y establecer una cooperación con los países occidentales que se oponían a Alemania, con el objetivo de formar una legión de nacionalistas ucranianos que vivían en Francia para ayudar a Finlandia, que entonces estaba en guerra con la URSS (Guerra de Invierno). Bandera y Tymchy también exigieron que Mélnyk cambiara la composición del Liderazgo (PUN) de los nacionalistas ucranianos, es decir, que eliminara a Yaroslav Vladimirovich Baranovsky y a Yemelyán Senik, a quienes Bandera acusó de colaborar con la inteligencia polaca, a lo que Mélnyk se negó. Las negociaciones en Roma no lograron resolver las diferencias. Además, las sospechas de traición, que antes se dirigían al círculo íntimo de Mélnyk, ahora le afectaban también a él.
El 10 de febrero, veintisiete líderes del Ejecutivo Regional de la OUN, reunidos en Cracovia, reconocieron por unanimidad a Stepán Bandera como el máximo dirigente de la OUN. Tras declararse legítimo sucesor de Yevguén Konovalets, Bandera formó un nuevo órgano de gobierno de la OUN: el Liderazgo Revolucionario Incluía a sus colaboradores más cercanos: Yaroslav Stetskó, Stepán Vladimirovich Lenkavsky, Mykola Lébed, Román Shujévych y Vasyl Ostapovich Ojrimóvych. Al mismo tiempo, se tomó la decisión de crear nuestro propio servicio de seguridad (SB OUN(b)), dirigido por Mykola Lébed, que, más tarde, asumió la vigilancia de los líderes melnykovitas y la ejecución de las sentencias de muerte que se les impusieron.
La razón formal de la creación de la OUN RP (OUN (b)) fue “un liderazgo insatisfactorio y el rechazo de los métodos de trabajo nacionalistas” (de los melnykovitas). Las reivindicaciones fueron redactadas en la forma de la “Ley del 10 de febrero de 1940”. Bandera y sus partidarios declararon a Mélnyk incapaz de dirigir la “lucha nacional por la independencia de Ucrania”, acusándolo de complacer a los provocadores, de lentitud y de incapacidad para utilizar la situación para librar una lucha activa contra la URSS, y también prohibieron a sus partidarios llevar a cabo cualquier acción en nombre de la OUN. Al mismo tiempo, de todos los participantes del I Congreso de la OUN (1929), sólo dos se unieron a Bandera: Stepan Vladimirovich Lenkavsky, que siempre intentó reunificar las dos estructuras (posiblemente siguiendo instrucciones del PUN) y, de hecho, el iniciador y patrocinador de la escisión; y Richard Yary (un agente doble: Alemania, y luego la URSS).

### Primavera-otoño de 1940

#### La división de la OUN
El 5 de abril, Stepán Bandera se reunió nuevamente con Melnik en Roma, cuando le informó sobre las actividades de la Dirección Revolucionaria y exigió que se le diera el liderazgo de la organización sobre la base de la “Ley del 10 de febrero” (y aprovechando el hecho de que su hermano menor, Alexander Bandera, estaba casado con la sobrina de Galeazzo Ciano, entonces el ministro de Asuntos Exteriores de la Italia fascista). Sin embargo, Melnyk se negó y el 6 y 7 de abril notificó por escrito a Bandera que éste y Yaroslav Stetsko tendrían que comparecer ante el Tribunal Revolucionario Principal de la OUN. Bandera, a su vez, anunció la eliminación de todos los poderes de Melnik y declaró ilegal el “Liderazgo de los Nacionalistas Ucranianos” (PUN).
El 8 de abril, Melnik emitió un llamamiento en el que acusó a Bandera y Stetsko de una escisión planificada de antemano en la organización. Incluso después de este intercambio de acusaciones mutuas, los contactos entre las partes continuaron, y la demarcación final se produjo recién en agosto-septiembre de 1940. La escisión de la OUN puso fin de manera efectiva al conflicto que se había prolongado durante muchos años entre el liderazgo emigrado y los jóvenes activistas que habían participado en el trabajo clandestino directo en el territorio de Ucrania Occidental, un conflicto que, antes, solo pudo ser suavizado gracias a la autoridad de Yevhen Konovalets, el fundador y líder de la Organización Militar Ucraniana y de la OUN.
Según Maria Savchyn: “Los partidarios de Bandera lograron capturar a la abrumadora mayoría de los elementos jóvenes”. La división no tenía ningún trasfondo ideológico específico: en el centro del conflicto estaban las cuestiones tácticas y las contradicciones entre el “Límite” y la emigración. La escisión legitimó el estado real de cosas: dos organizaciones prácticamente autónomas, cuya discordia se agravó por la disputa entre “practicantes” y “teóricos” y asumió las características de un conflicto generacional.
En aquel momento, se sugirió que la división en la OUN podría haber sido inspirada por los servicios secretos alemanes y fue un reflejo del conflicto entre la Abwehr, que "tomó bajo su ala" el movimiento Bandera y lo utilizó tanto para fines de inteligencia como de sabotaje-terrorismo, y la Oficina Central de Seguridad del Reich (Gestapo), que trabajó con los melnykistas. Sin embargo, esta división condicional, no impidió que la Gestapo utilizara los servicios de los banderistas, y la Abwehr los de los melnykistas.
En el momento de la división, los desacuerdos entre los banderistas y los melnykistas no eran de naturaleza ideológica. Además, no había ninguna diferencia entre ellos en sus puntos de vista sobre cuál debería ser la política de Ucrania hacia las minorías nacionales, qué representa la nación ucraniana, etc. Stepan Vladimirovich Lenkavsky, el ideólogo principal de la OUN-B, afirmó que no había diferencias ideológicas entre los banderistas y los melnykistas, sino sólo diferencias en las tácticas, así como el problema de las relaciones personales entre los líderes.
El 27 de septiembre de 1940, Stepán Bandera fue expulsado formalmente de la OUN (m) por los hombres de Melnyk. Después de la división, los miembros de Bandera constituían el 80% del número total de miembros de la OUN en Galicia, el 60% en Volinia, mientras que los miembros de Melnyk predominaban en Bucovina y la diáspora.
En abril de 1941, tomó forma la división final entre las dos facciones, cuando los partidarios de Bandera celebraron, en Cracovia, su propia II Gran Reunión de Nacionalistas Ucranianos, en la que los resultados de la II Gran Reunión en Roma en 1939 fueron declarados inválidos, y el propio Melnyk y sus partidarios fueron declarados saboteadores y destructores. Bandera fue declarado nuevo líder de la OUN. A partir de ese momento comenzó la existencia de dos organizaciones de nacionalistas ucranianos mutuamente hostiles, cada una de las cuales afirmaba ser la única verdadera.

#### Preparación de un levantamiento en el oeste de Ucrania
El general V. Kurmanovich elaboró, por orden de Melnik, un plan para un levantamiento de toda Ucrania, pero las represiones de 1939-41 socavaron la estructura de la OUN en Galicia. Muchos partidarios de Melnik, que, en 1938, se marcharon de Galitzia, fueron detenidos. Sólo en algunos distritos fue posible conservar el liderazgo (por ejemplo, en Rohatyn, donde el guía del distrito era el escritor N. Venzhzhin, maestro del hermano menor de Bandera, Bohdan).
Desde principios de 1940, Bandera, habiendo establecido el control del Ejecutivo Regional en las tierras de Ucrania Occidental, construyó su liderazgo de la clandestinidad de Ucrania Occidental basándose en su propia comprensión de la situación. A principios de enero de 1940, se tomó la decisión de reforzar significativamente la clandestinidad OUN en la República Socialista Soviética de Ucrania. Para este propósito, se formaron grupos de ataque (departamentos) de 5 a 20 personas, entre los miembros de la OUN mejor entrenados militarmente y preparados para el trabajo ilegal, a quienes se les encargó dirigir la clandestinidad y formar unidades rebeldes y de sabotaje sobre el terreno.
Entre enero y marzo de 1940, varios grupos de este tipo cruzaron al territorio de la República Socialista Soviética de Ucrania, entre los que se encontraban miembros destacados del Comité Ejecutivo Regional. Entre los que lograron afianzarse después de cruzar con éxito la frontera y posteriormente desempeñaron un papel importante en las actividades de la clandestinidad OUN estaban Ivan Stepanovich Klimov (Klimov la Leyenda), quien dirigió la clandestinidad en Volinia; Dmytro Myron y Lev Zatny (trabajadores líderes del Ejecutivo Regional); O. Lutsky; Dmytro Semenovych Klyachkivsky y V. Chizhevsky (Stanislavshchina).
El 10 de marzo, la Dirección Revolucionaria de la OUN decidió que los trabajadores clandestinos deben crear y dirigir una sede para la preparación de un levantamiento nacional en el territorio de las regiones de Leópolis y Volinia de la República Socialista Soviética de Ucrania, estudiar el área dentro de dos meses, crear una idea clara de la presencia de fuerzas y armas rebeldes, averiguar el estado de ánimo de la población, su actitud hacia la OUN y un posible cambio de poder. Se planeó completar el trabajo preparatorio principal a mediados de mayo de 1940, después de lo cual esperarían por el señal del líder revolucionario para comenzar el levantamiento.
Pero en realidad todo resultó más complicado. Los líderes clandestinos rápidamente se dieron cuenta de que era imposible organizar un levantamiento debido a la falta de armas, municiones e información sobre la fuerza del enemigo. El 24 de marzo de 1940, en una casa segura de Leópolis se celebró una reunión de los activistas de la OUN(b), donde se eligió una nueva composición del Comité Ejecutivo Regional con 8 personas, en la que O. Gritsak fue elegido director regional; y se decidió dedicarse a la preparación de armas y municiones, al reconocimiento, al sabotaje y a la reestructuración de la estructura organizativa de la OUN(b).
Sin embargo, los organismos de seguridad del Estado soviético, preocupados por los informes de inteligencia sobre la preparación de un levantamiento, llevaron a cabo detenciones masivas de personas sospechosas de estar involucradas en la clandestinidad. Los golpes más duros se asestaron a finales de marzo y principios de abril contra la clandestinidad en las regiones de Leópolis, Ternopil, Rivne y Volinia. Entre los 658 miembros de la OUN detenidos se encontraban seis miembros del Ejecutivo Regional, miembros de la dirección regional y distrital y el jefe de la dirección de la ciudad de Leópolis.
El 29 de octubre de 1940, once dirigentes de la OUN(b) arrestados comparecieron ante un tribunal abierto en Leópolis. Diez de ellos fueron condenados a muerte. La sentencia se ejecutó el 20 de febrero de 1941.
Ya a principios de mayo de 1940, se eligió una nueva composición del Comité Ejecutivo Regional, en la que Dmytro Miron fue elegido director regional, y continuaron los preparativos para un levantamiento armado.
Debido al fracaso de los planes iniciales, el levantamiento se pospuso hasta septiembre-octubre de 1940.

#### Intensificación de las luchas intestinas
El 13 de agosto, después de largos e infructuosos intentos de llevar a los “apóstatas y cismáticos” ante la justicia, el “Liderazgo de los Nacionalistas Ucranianos” (PUN) emitió un llamado a todos los nacionalistas para que “se desvinculen del sabotaje de Stepán Bandera”. En Cracovia se celebraron varias sesiones del Tribunal Revolucionario organizado por el PUN, donde las partes volvieron a intercambiar acusaciones mutuas de traicionar los fines y objetivos de la organización. El resultado fue la sentencia de muerte en ausencia de Bandera, que fue inmediatamente reemplazada por su expulsión de la OUN. Sin embargo, Melnik “permitió a Bandera lavar su vergüenza a través del arrepentimiento y la lucha en la clandestinidad antibolchevique”.
El final del verano y el comienzo del otoño de 1940 se considera el período del final real del proceso de división de la OUN en la OUN bajo el liderazgo de Bandera (OUN(b)) y la OUN bajo el liderazgo de Melnyk (OUN(m)). La lucha entre los banderistas y los melnykistas se libró, principalmente, por el derecho a liderar la emigración nacionalista y a aparecer ante las autoridades alemanas como el único representante del “movimiento ucraniano” que merecía financiación. Durante esta lucha, ambas las facciones, por orden de sus líderes, llevaron a cabo los asesinatos de sus antiguos compañeros, se apoderaron de las instalaciones, el transporte, etc. del otro.
Según datos incompletos, en la lucha interna en vísperas del ataque de Alemania a la URSS (Operación Barbarroja), murieron alrededor de 400 melnykistas y hasta 200 banderistas. Zinoviy Knysh, uno de los líderes de la OUN(m), en sus memorias de posguerra acusó a Bandera y sus secuaces de la muerte de varios líderes de alto rango, cientos de comandantes de bajo nivel, así como de unos 4 mil “miembros comunes, simpatizantes y combatientes” de la OUN(m).
La planificación y ejecución de las principales acciones sangrientas contra los activistas de Melnykivtsi fueron llevadas a cabo por Mykola Lebed y su adjunto M. Arsenich (“Mykhailo”, “Grigor”). Como jefe del Consejo de Seguridad de la OUN(b), Lebed identificó personalmente a las futuras víctimas y garantizó su eliminación. Los melnykivtsi también llevaron a cabo actividades terroristas contra los banderistas. Según el testimonio de uno de los agentes de la Abwehr y emisarios de Melnik capturados por los organismos de seguridad del Estado soviético, se supo que Andrei Melnik confió la preparación de los asesinatos secretos de los líderes de Bandera a Yaroslav Gaivas. Los planes de liquidación fueron elaborados de tal manera que los asesinatos pudieran ser atribuidos a la NKVD y a los polacos. Además de la liquidación física, también se hicieron esfuerzos para desacreditar a los líderes del grupo competidor, acusándolos de colaborar con la NKVD.

#### Otro golpe a la clandestinidad nacionalista
A finales de agosto y principios de septiembre de 1940, la clandestinidad nacionalista sufrió otro golpe. La NKVD se puso en contacto con un oficial de enlace del centro OUN(b) de Cracovia, que tenía instrucciones detalladas para el Ejecutivo Regional, de lo cual quedó claro que los banderistas estaban planeando un levantamiento para el otoño. Más tarde, la NKVD logró obtener información sobre la dirección de la clandestinidad y la ubicación de almacenes secretos con armas y municiones. Esto permitió descubrir 96 grupos nacionalistas y organizaciones de base, que condujo a la detención de 1.108 miembros de la clandestinidad, se incautaron 2.070 fusiles, 43 ametralladoras, 600 pistolas, 80 mil cartuchos, etc.
En respuesta, la dirección de la OUN(b) en Cracovia ordenó que se reforzara el secreto, que todos los que habían entrado en el “campo de visión de la NKVD” fueran retirados del trabajo clandestino, que todos los ilegales fueran transferidos al Gobierno General y que el trabajo fuera continuado sólo por miembros legalizados de la OUN, observando absoluto secreto. Llegó a un punto en que se ordenó la liquidación inmediata de todos los miembros y simpatizantes de la OUN que violaran los principios de conspiración. Con medidas tan duras, la dirección de la OUN(b) intentó salvar la organización hasta la primavera de 1941.
A finales de diciembre de 1940, la NKVD inició una operación “para liquidar definitivamente la clandestinidad de la OUN”. En el invierno de 1940-1941, el golpe principal lo recibió la clandestinidad de las organizaciones regionales de Leópolis, Ivano-Frankivsk, Drohóbych y del distrito de Volodímir. En sólo dos días, del 21 al 22 de diciembre, las agencias de seguridad del Estado arrestaron a 996 partidarios de Stepán Bandera.
En estas condiciones, muchos destacamentos de la OUN, siguiendo órdenes del centro de la OUN de Cracovia, intentaron atravesar la frontera. Durante el invierno, los guardias fronterizos soviéticos registraron 86 enfrentamientos armados durante los intentos de grandes unidades armadas de cruzar al territorio alemán y húngaro. Los partidarios de Bandera capturados sufrieron un castigo cruel.
Del 15 al 19 de enero de 1941 tuvo lugar en Leópolis el "Juicio de los Cincuenta y Nueve" . Cuarenta y dos acusados fueron condenados a muerte, el resto recibió 10 años de trabajos forzados y 5 años de exilio. Más tarde, el Presidium del Soviet Supremo de la URSS sustituyó la pena de muerte para las mujeres por diez años de prisión.
El 7 de mayo tuvo lugar en Drohóbych un juicio aún más masivo, contra sesenta y dos banderistas. Treinta de ellos fueron condenados a muerte y otros veinticuatro a diez años de prisión.
Entre los días 12 y 13 de mayo tuvo lugar, también en Drohóbych, un juicio contra otros treinta y nueve nacionalistas: 22 personas fueron condenadas a muerte, 12 a prisión y cinco al exilio a Kazajistán.

### 1941. Preparación para la guerra contra la URSS
Al otro lado de la línea de demarcación soviético-alemana, en el Gobierno General, cientos de miembros de la OUN que habían escapado a través de la frontera no se quedaron de brazos cruzados: recibieron un entrenamiento militar intensivo, preparándose para actividades subversivas y la guerra de guerrillas. Durante este período, los propios miembros de la Dirección Revolucionaria, incluido Stepán Bandera, también recibieron entrenamiento militar.
Se crearon numerosas escuelas de formación militar básica para la juventud ucraniana. Después de completar estos cursos, los jóvenes que demostraron aptitud para el aprendizaje y el trabajo organizativo fueron seleccionados para cursos especiales de tres meses cerca de Cracovia, en Zakopane (la pensión “Stamari”), donde capacitaron al personal para el servicio de seguridad de la OUN(b). Aquí, los estudiantes recibieron conocimientos básicos en todas las disciplinas militares, la ideología del nacionalismo, la geopolítica, la organización del trabajo clandestino, la propaganda y la agitación, la inteligencia y la contrainteligencia, información básica sobre el sistema de administración estatal de la URSS, la estructura de las agencias de seguridad soviéticas y el Ejército Rojo, se les enseñaron métodos de ciencia forense e investigación, servicio policial, fotografía y karate.
Nikolai Kirillovich Lebed, el jefe del Consejo de eguridad de la OUN(b), era el responsable de la formación del cuerpo de cadetes. Los exámenes finales de los cursos de Cracovia fueron administrados por Román Shujévych y Yaroslav Stetsko. Durante el examen, al cadete se le asignó la tarea de redactar un llamado a un levantamiento, desarrollar planes para un levantamiento armado en un área determinada (basándose en datos sobre las fuerzas disponibles del enemigo, características del terreno, capacidades subterráneas, etc.).
Para los miembros de la OUN que tenían rango militar, se celebraban en Cracovia cursos especiales para en la "escuela superior de oficiales superiores", donde se formaban muchos miembros de los liderazgos central y regional de la OUN-B. La dirección de la OUN, contando con la creación, en el futuro, de un ejército ucraniano, formado principalmente por antiguos soldados del Ejército Rojo, hizo un amplio uso de la literatura militar soviética, que supuestamente ayudaría a eliminar la barrera psicológica en las relaciones entre los comandantes de la OUN y los combatientes soviéticos de ayer.
En el período anterior a la guerra, la cooperación de larga data entre los nacionalistas ucranianos y la Abwehr (inteligencia militar alemana), continuó y se fortaleció. Al proporcionar a la Abwehr información de inteligencia sobre la URSS, la OUN proporcionó candidatos para entrenamiento en varias formaciones paramilitares y escuelas de policía en Przemyśl y en Chełm (aquí se entrenaba personal policial para el futuro aparato de ocupación en Ucrania), en un campo de entrenamiento especial de la Abwehr en Zakopane, el centro de entrenamiento militar Kvinzgut, etc.
En 1940, la oficina de la Abwehr en Cracovia organizó una escuela para miembros de la OUN para formar a agentes de inteligencia y saboteadores para trabajar en territorio soviético entre los ucranianos. La escuela tenía cuatro campamentos (sucursales), ubicados en las ciudades de Krynica-Zdrój, Dukla y Komancza. Después de terminar la escuela, los agentes fueron transferidos en misiones a territorio soviético a través de puntos de la Abwehr en Hungría y Eslovaquia.
Para preparar al personal para la guerra contra la URSS, los melnikovitas crearon su propia escuela entre sus partidarios para formar a los oficiales superiores, entre cuyos profesores se encontraban el general Kapustyansky, Ya. Gaivas, I. Baidunnik y otros.
El 25 de febrero de 1941, el Almirante Wilhelm Canaris, el jefe de la Abwehr, dio permiso para la formación de los llamados: "Escuadrones de Nacionalistas Ucranianos" (DUN), compuestas por los grupos "Norte" (comandante Román Shujévych) y "Sur" (comandante Richard Yary), que en los documentos de la Abwehr se llamaban "Batallón Nachtigall" (Ruiseñor) y "Batallón Roland", que formaban parte de la "División Brandeburgo", subordinada al jefe del Departamento II de la Abwehr (Abwehr-II, "sabotaje y guerra psicológica").
El teniente coronel Erwin Stolze, entonces el subjefe del Departamento II, en su testimonio, incluido por los Juicios de Núremberg en el episodio “Agresión contra la URSS”, declaró que dio, personalmente, instrucciones a Melnik y a Stepán Bandera “para organizar, inmediatamente después del ataque de Alemania a la Unión Soviética, acciones provocadoras en Ucrania con el objetivo de socavar la retaguardia inmediata de las tropas soviéticas, así como convencer a la opinión pública internacional de la supuesta descomposición de la retaguardia soviética que estaba teniendo lugar”.
Hay información sobre reuniones entre Melnik y el jefe del Departamento II; y entre Bandera y el propio jefe de la Abwehr, el Almirante Canaris. Como se desprende de las memorias de Yaroslav Stetsko: el encuentro entre Bandera y Canaris poco antes de la guerra fue organizado por Richard Yary. Como afirmó el propio Bandera, en la reunión con Canaris se trataron principalmente de las condiciones de entrenamiento de las unidades de voluntarios ucranianos en la Wehrmacht.
Además de financiar las actividades de los nacionalistas y participar en la preparación y el despliegue de saboteadores (que llevaban a cabo tareas tanto para la Abwehr como para la OUN en el territorio de la República Socialista Soviética de Ucrania), la Abwehr proporcionó a los líderes de la OUN (a más tardar el 10 de junio de 1941) información sobre la fecha del comienzo de la Operación Barbarroja y las ubicaciones de los principales ataques de la Wehrmacht y acordó con los miembros de la OUN los objetivos para un posible sabotaje.
Las tareas que la Abwehr asignó a la OUN fueron:
- destrucción de objetos importantes en el territorio del futuro enemigo;
- escalada de inestabilidad;
- puesta en escena de levantamientos;
- creación de una "quinta columna" en territorio enemigo.

En previsión del ataque a la URSS, los servicios de inteligencia alemanes tomaron medidas destinadas a reconciliar a los grupos nacionalistas en guerra con el objetivo de unir los esfuerzos de la clandestinidad nacionalista en la preparación para la guerra contra la Unión Soviética. Aunque de palabra coincidieron en la necesidad de la reconciliación, ni Stepán Bandera ni Melnik hicieron nada para lograrla.
Finalmente, en agosto de 1941, ya después del ataque a la URSS, después de que el liderazgo de Bandera, habiendo desobedecido finalmente a las autoridades alemanas, proclamara la independencia del estado ucraniano y se negara a repudiar sus acciones, el Almirante Wilhelm Canaris, según el testimonio del teniente coronel Erwin Stolze, que fue el subdirector del Departamento II de la Abwehr, le ordenó cesar los vínculos con Bandera y considerar a Melnik como el jefe de los nacionalistas.
En la primavera de 1941, comenzó de nuevo el traslado de cuadros dirigentes bien entrenados de la OUN desde el territorio del Gobierno General a la RSS de Ucrania con el objetivo de preparar un levantamiento. En abril, la actividad de la clandestinidad nacionalista había aumentado drásticamente: se llevaron a cabo 65 asesinatos e intentos de asesinato de trabajadores soviéticos y empleados de la NKVD, se distribuyeron folletos, aumentaron los casos de sabotaje y se intensificó la actividad de inteligencia. Los datos entrantes sobre las unidades del Ejército Rojo y las tropas internas de la NKVD, su armamento, despliegue, números, personal de mando, lugares de residencia de las familias de los comandantes, instalaciones militares y oportunidades de sabotaje fueron utilizados por el propio centro de Cracovia y se transmitieron a la inteligencia alemana como pago por equipo material y técnico y por la asistencia financiera. Durante este período, la dirección revolucionaria recibió 2,5 millones de marcos de la Abwehr para realizar trabajos subversivos contra la URSS, que los banderistas utilizaron principalmente para equipar a sus grupos de marcha
Al mismo tiempo, se fortaleció el trabajo de contrainteligencia del servicio de seguridad OUN(b) (SB) para identificar a los agentes de los organismos de seguridad del Estado Soviético. Se crearon unidades del SB en todos los niveles de gestión, y cada célula de base tenía sus propios informantes secretos del SB. Todos los miembros de la OUN(b) fueron obligados a jurar lealtad a Ucrania y a la Organización.
La activación de la clandestinidad de la OUN en el territorio de la República Socialista Soviética de Ucrania fue facilitada por la Gran Reunión de Nacionalistas Ucranianos celebrada en Cracovia, que aprobó nuevas instrucciones sobre las acciones de las células clandestinas de la OUN. Sólo en abril, como resultado de las acciones de los grupos de la OUN, 38 trabajadores soviéticos y del partido fueron asesinados y se llevaron a cabo decenas de actos de sabotaje en empresas de transporte, industriales y agrícolas.
Durante varios meses, las tropas de la NKVD no pudieron hacer frente a los grupos rebeldes armados que operaban en las regiones de Ternopil y de Drohóbych. En esta situación, los dirigentes ucranianos decidieron transportar de la región de la RSS de Ucrania a la región del Gobierno General a las familias de los miembros famosos de la OUN, de los kulaks y de los reprimidos. La operación se inició a finales de mayo de 1941.
Entre abril y junio de 1941, los organismos de seguridad del Estado soviético lograron liquidar 38 grupos rebeldes y de sabotaje, que incluían a 273 participantes. En total: entre 1939 y 1941, según datos de los organismos de seguridad del Estado soviético, 16,5 mil miembros de organizaciones nacionalistas fueron arrestados, capturados o asesinados en Ucrania Occidental. Sin embargo, la OUN logró retener fuerzas suficientes para iniciar una implementación a gran escala de su plan para un levantamiento antisoviético después del ataque de Alemania a la URSS.

#### II Gran Encuentro de la OUN (Bandera)
En abril de 1941, los partidarios de Stepán Bandera convocaron su propia II Gran Asamblea de Nacionalistas Ucranianos, que se celebró en Cracovia, enfatizando así su no reconocimiento de la legitimidad de la II Gran Asamblea anterior, celebrada del 27 al 30 de agosto de 1939, en Roma, por los partidarios de Melnyk. Como líder (guía) de la OUN fue elegido Bandera y como diputado Yaroslav Stetsko. Las decisiones de la Segunda Gran Asamblea de Roma fueron anuladas y se declaró un rumbo para profundizar la cooperación con Alemania, Italia y Japón.
Las resoluciones programáticas del Segundo Congreso de la OUN-B declararon que la OUN estaba luchando por un “estado ucraniano soberano y conciliar, por el poder del pueblo ucraniano en suelo ucraniano”, ya que “solo un estado ucraniano soberano puede garantizar al pueblo ucraniano una vida libre y el desarrollo pleno e integral de todas sus fuerzas”. Se proclamó que el Estado ucraniano sólo podría crearse mediante una “lucha revolucionaria” contra los “ocupantes” (“jinetes”).
En el futuro Estado ucraniano, todos los ucranianos (¡pero no toda la población de Ucrania!) serán iguales en sus derechos y obligaciones en relación con la nación y el Estado y estarán unidos en “organizaciones de producción y profesionales construidas sobre la base de la solidaridad industrial y la igualdad de todos los trabajadores”. El pueblo ucraniano fue proclamado dueño de toda la tierra, aguas y minerales. La continuación de este postulado fue el lema: “Tierra ucraniana para los campesinos ucranianos, fábricas y plantas para los trabajadores ucranianos, pan ucraniano para el pueblo ucraniano”. Se previó la nacionalización de la industria pesada y del transporte.
La situación internacional en la que se celebró el Congreso de los Banderistas era completamente diferente a la de agosto de 1939, cuando Melnyk fue confirmado como jefe de la OUN: Polonia había sido destruida, Dinamarca y Noruega habían sido capturadas, Alemania y sus aliados controlaban prácticamente toda la parte continental de Europa occidental, iniciaban la Frente de los Balcanes y se preparaban para la Invasión de la Unión Soviética.
Las resoluciones del Congreso de los Banderistas declararon que la OUN tenía la intención de utilizar la próxima guerra (entre Alemania y la URSS) para luchar por un estado ucraniano independiente. En relación con esto, los miembros de la OUN recibieron instrucciones de no participar en enfrentamientos directos, sino de esperar y dedicarse exclusivamente al sabotaje, la subversión y la destrucción, inspirando la desintegración y el caos en la retaguardia soviética. La cuestión de qué lado tomaría la OUN se decidió inequívocamente: «Consideramos a las potencias que luchan contra Moscú y no son hostiles a Ucrania como aliados naturales. La plataforma para unas relaciones de alianza a largo plazo podría ser una lucha conjunta contra el Moscú bolchevique».
Las decisiones del congreso contenían evidentes motivos antisemitas cuando hablaban de los judíos como “el apoyo del régimen bolchevique de Moscú”:
Los judíos en la URSS son los partidarios más leales del régimen bolchevique gobernante y la vanguardia del imperialismo moscovita en Ucrania. El gobierno bolchevique de Moscú está utilizando los sentimientos antijudíos de las masas ucranianas para distraer su atención de la verdadera causa de los problemas y dirigirla hacia los pogromos judíos durante el levantamiento. La organización de nacionalistas ucranianos lucha contra los judíos como apoyo al régimen moscovita-bolchevique, al tiempo que explica a las masas que Moscú es el enemigo principal.
En el documento básico de la OUN(b) – la instrucción “La lucha y las actividades de la OUN durante la guerra” adoptada después del Congreso – se declaró:
En tiempos de caos y agitación, uno puede permitirse el lujo de liquidar a personalidades polacas, moscovitas y judías indeseables, especialmente a los partidarios del imperialismo bolchevique-moscovita; Las minorías nacionales se dividen en: a) los leales a nosotros, miembros en realidad de todos los pueblos todavía oprimidos; b) aquellos que nos son hostiles: moscovitas, polacos y judíos. a) tener los mismos derechos que los ucranianos…, b) destruir en la lucha, en particular a aquellos que defenderán el régimen: reasentarlos en sus tierras, destruir, principalmente a la intelectualidad, a la que no se le puede permitir entrar en ningún órgano de gobierno, en general hacer imposible la “producción” de la intelectualidad, el acceso a las escuelas, etc. Destruir a los líderes… La asimilación de los judíos está excluida.
En la sección “Actitud hacia el ejército alemán” se afirmó que las tropas alemanas deben ser consideradas como tropas aliadas y sus éxitos deben usarse para crear su propia estructura estatal, y parte de los activos organizativos de la OUN deben agregarse a las tropas alemanas para trabajar en Ucrania central y oriental. En todos los centros territoriales de la OUN se planeó crear órganos del Servicio de Seguridad, para cuyas actividades se suponía que utilizaría el “arsenal técnico de la NKVD”.
El documento afirmaba que la OUN se oponía tanto al comunismo como al capitalismo y otras visiones y sistemas del mundo que “debilitan” al pueblo, mientras que el fascismo no estaba incluido entre dichos sistemas sociopolíticos. En el congreso, la OUN-B se pronunció contra los “partidos oportunistas”, entre los que se encontraban los hetmanistas, los socialistas revolucionarios, los undistas (Unión Democrática Nacional de Ucrania), los radicales, los clérigos, así como el “grupo pequeñoburgués de compañeros de viaje del nacionalismo de A. Melnyk”, que estaban rompiendo el frente homogéneo de lucha del nacionalismo ucraniano y apoyándose en fuerzas externas.
Se suponía que un estado ucraniano independiente se proclamaría simultáneamente en todo el territorio ucraniano, y no sólo en Ucrania Occidental.
La posición de la OUN respecto a las granjas colectivas era doble. La OUN-B rechazó las granjas colectivas como forma de organización económica y se opuso a ellas, mientras que al mismo tiempo los nacionalistas ucranianos sólo preveían un abandono gradual de las granjas colectivas, que no amenazara con “la destrucción de la vida económica”.
Se suponía que los ucranianos que vivían fuera de los territorios etnográficos ucranianos también debían participar en la lucha contra el “imperialismo moscovita” en sus lugares de residencia.

### OUN(b) y OUN(m) durante la Gran Guerra Patria
Artículo principal: Ejército Insurgente Ucraniano

#### La OUN como «quinta columna»
Desde abril de 1941, Iván Klymiv ("Leyenda") pasó a dirigir la clandestinidad nacionalista en Ucrania Occidental. Según el Ejecutivo Regional, las organizaciones locales de OUN tenían al menos 12 mil miembros. Todos ellos estaban divididos en destacamentos y grupos que operaban según planes de movilización. Los miembros ilegales de la OUN estaban ubicados principalmente en zonas de difícil acceso. Algunos de los miembros de la OUN, que se habían legalizado en organismos, empresas e instituciones soviéticas, tenían misiones personales en caso de estallido de guerra: sabotaje, difusión de rumores de pánico, agitación antisoviética.
Desde el primer día de operaciones militares (22 de junio de 1941), los grupos armados de la OUN lanzaron una activa guerra de guerrillas y sabotaje en la retaguardia inmediata del Ejército Rojo defensor. Según informes de la NKVD, durante esos días, bandas de sabotaje y terroristas destruyeron las comunicaciones en la retaguardia de las tropas soviéticas, impidieron la evacuación de personas y bienes materiales, dirigieron aviones enemigos hacia objetivos importantes con señales luminosas y asesinaron a trabajadores del partido y soviéticos, así como a representantes de las fuerzas del orden. Vestidas con uniformes del Ejército Rojo, las bandas de la OUN atacaron pequeñas unidades y cuarteles generales del Ejército Rojo desde la retaguardia, disparándoles desde los áticos de las casas y puestos de tiro pre-equipados. Los nacionalistas prepararon emboscadas a grupos individuales de combatientes, los destruyeron y así obtuvieron armas para sí mismos. En primer lugar, destruyeron el personal de mando, ofreciendo a menudo a los ucranianos comunes la oportunidad de pasarse a su lado. Muchos residentes locales, movilizados en el Ejército Rojo, desertaron y se pasaron a la OUN. Con la llegada de las tropas alemanas, la población local ayudó activamente a perseguir a los soldados del Ejército Rojo rodeados.
Se llevaron a cabo ataques armados contra los cárceles del NKVD en Berezhany, Leópolis, Zólochiv, Krémenets, Sámbir, Lutsk y otras ciudades. Por ejemplo, en la prisión nº 1 de Leópolis fueron liberados 300 prisioneros. En un mismo día (26 de junio) hubo tres intentos de asaltar la prisión de Berezhany. En la prisión de Lutsk, el primer día de la guerra, los propios miembros de la OUN arrestados iniciaron un motín, que fue reprimido por las tropas de la NKVD, después de lo cual 200 prisioneros fueron fusilados.
Los destacamentos de la OUN atacaron puestos fronterizos, cortaron líneas de comunicación, emboscaron columnas militares, capturaron áreas pobladas y las mantuvieron hasta que llegaron las columnas de avanzada del ejército alemán, o las asaltaron junto con los alemanes. En los asentamientos más alejados del frente, los nacionalistas distribuyeron panfletos instando a la gente a evadir la movilización, a no ayudar al Ejército Rojo, a colaborar con los alemanes y a no creer en la propaganda bolchevique: «No crean las mentiras de los Comisarios Rojos ni de los traficantes sobre robos, masacres y arrestos perpetrados por el ejército alemán. El ejército alemán es el ejército más culto del mundo. No se opone a la creación de un Estado ucraniano ni al poder de los campesinos, trabajadores e intelectuales ucranianos».
A medida que la línea del frente se desplazaba hacia el este, las unidades de la OUN en varios lugares se transformaron en “milicias populares”. Así, el 25 de junio, Yaroslav Stetsko escribió en su carta-informe a Stepán Bandera: “estamos creando una milicia que ayudará a eliminar a los judíos”. Las instrucciones del Consejo de Seguridad de la OUN explicaron que la “milicia popular” sería un órgano temporal de seguridad del Estado. La "milicia popular" debía estar dirigida por un comandante elegido entre los nacionalistas destacados. Los organismos locales de la “milicia popular” debían registrar a todos los ciudadanos que se instalaron (en Ucrania Occidental) después del 17 de septiembre de 1939 (fecha del comienzo de la entrada del Ejército Rojo en Ucrania Occidental), así como a todos los judíos.
A los soldados ucranianos del Ejército Rojo que se rindieron, se les permitió servir en la “milicia popular”. Naturalmente se excluyó el uso de rusos y polacos. Todos los ciudadanos del pueblo estaban obligados a ayudar a la “milicia popular” a identificar a “soldados del Ejército Rojo, agentes de la NKVD, judíos, informantes, en una palabra, todos los que no pertenecen a los ciudadanos del pueblo y llegaron aquí como resultado de la ocupación de tierras ucranianas por la Moscú Roja”. El mando alemán, sin embargo, casi siempre tenía una actitud negativa hacia tales iniciativas de sus “aliados” y en otoño tomó medidas para desarmar a la “milicia”.
A partir del 24 de junio, en Leópolis, los miembros de la OUN abrieron fuego con armas automáticas y ametralladoras desde los tejados y ventanas de los edificios de muchos lugares de la ciudad contra las unidades del 8º Cuerpo Mecanizado, que se estaba desplegando en la zona de combate en marcha forzada. Se instalaron puestos de tiro en el Castillo Alto, en la estación de distribución de gas de la ciudad, en el Parque Lychakivskyi, en las iglesias del centro de Lviv y en la estación de tranvías.
El primer día, las tropas soviéticas respondieron con disparos indiscriminados contra ventanas y áticos. Las batallas contra los rebeldes continuaron durante todo el día y fueron libradas por unidades del Ejército Rojo, patrullas de policía y combatientes del 233º regimiento de las tropas de escolta del NKVD. El 25 de junio comenzaron los allanamientos en viviendas del centro de la ciudad. La comandancia emitió una orden que prohibía a los habitantes de la parte central de la ciudad abrir las ventanas que daban a las calles y plazas principales o incluso aparecer en las ventanas. Las tropas abrieron fuego sin previo aviso contra todas las ventanas abiertas. A pesar de las medidas adoptadas, los enfrentamientos armados en las calles de la ciudad continuaron hasta el 28 de junio.
En la zona fronteriza del distrito Rava-Ruska de la región de Leópolis, donde se ubicaron poderosas fortificaciones y se desplegaron importantes fuerzas de tropas fronterizas, los miembros de la OUN centraron su atención en el reconocimiento de las instalaciones militares. La valiosa información operativa obtenida fue transmitida a las tropas alemanas que avanzaban sobre la zona fortificada de Rava-Russky.
En junio y julio, simultáneamente con los destacamentos de Banderistas, destacamentos armados de Taras Dmytrovych Borovet (atamán Taras Bulba) iniciaron operaciones activas en Polesia, logrando expulsar a las tropas soviéticas de un gran territorio en la región de Olevsk, capturar la ciudad misma y crear su propia “República de Olevsk”.
Desde aproximadamente el 7 y 8 de julio, cuando Ucrania Occidental ya estaba mayoritariamente en manos de tropas alemanas y húngaras (Óblast de Ivano-Frankivsk), la naturaleza de las acciones de las unidades nacionalistas armadas cambió: se reorganizaron principalmente en unidades de autodefensa locales, que protegían las áreas pobladas de los soldados del Ejército Rojo y de los desertores que se encontraban rodeados, los desarmaban, recogían armas de los lugares de batalla, etc.
En total, durante el levantamiento antisoviético organizado por la OUN al comienzo de la guerra, el Ejército Rojo y partes de las tropas de la NKVD perdieron alrededor de 2.100 personas muertas y 900 heridas en enfrentamientos con los nacionalistas ucranianos, mientras que las pérdidas de los nacionalistas solo en Volinia alcanzaron las 500 personas muertas. Los miembros de la OUN lograron levantar un levantamiento en el territorio de 26 distritos de las actuales regiones de Leópolis, Ivano-Frankivsk, Ternopil, Volinia y Rivne. Los nacionalistas lograron establecer el control sobre 11 centros regionales y apoderarse de importantes trofeos (los informes indicaban 15 mil fusiles, 7 mil ametralladoras y 6 mil granadas de mano).
Tras el avance de las unidades del ejército fascista, se fueron desplazando varios de los llamados "grupos de marcha", formados por banderistas, cuya ruta de avance había sido acordada de antemano con la Abwehr. El “grupo de marcha” del Norte, compuesto por 2.500 personas, se movió por la ruta Lutsk – Zhitomir – Kyiv, mientras que el del Este, compuesto por 1.500 miembros de la OUN, se dirigió a Poltava – Sumy – Kharkov. El “grupo” del sur, compuesto por 880 personas, siguió la ruta Ternopil – Vinnytsia – Dnepropetrovsk – Odesa.
Estos grupos cumplieron las funciones de un aparato auxiliar de ocupación: ayudaron a formar la llamada policía ucraniana, los consejos de ciudades y distritos, así como otros órganos de la administración de la ocupación. El texto de la Ley de Proclamación del Estado Ucraniano, del 30 de junio de 1941, se distribuyó entre la población. Se esperaba que en las condiciones de la ocupación alemana, los nacionalistas tuvieran la oportunidad de difundir sus ideas por todo el territorio de Ucrania, preparando así el terreno para una futura lucha por la independencia del Estado ucraniano.
Dmitri Mirón-Orlik fue el principal dirigente de los grupos en marcha. Con el comienzo de las represiones alemanas de otoño contra los banderistas, el destino de estos grupos fue diferente. Los grupos del norte y del este fueron derrotados en su mayoría por la SD y por la Gestapo. La mayoría de sus líderes fueron arrestados, pero algunos lograron pasar a la clandestinidad y comenzar a crear una red de la OUN en toda Ucrania. El grupo del sur tuvo más suerte: logró llegar a Odesa y a crear allí una fuerte base de la OUN.
Además de los tres grupos de marcha, había otro pequeño grupo especial dirigido por Yaroslav Stetsko, la segunda persona después de Stepán Bandera en la OUN-B. Su tarea era proclamar un estado ucraniano independiente en Leópolis. Al proclamar una Ucrania independiente, los banderistas querían presentar a la administración alemana un hecho consumado. Además, los banderistas probablemente querían arrebatarle finalmente la iniciativa a los melnykitas en la lucha por el Estado Catedralicio Independiente de Ucrania y convertirse en el único gobierno ucraniano legítimo en Ucrania a los ojos de los alemanes.

#### Proclamación del "Estado de Ucrania"
El 23 de junio, la OUN(b) envió un memorando a la Cancillería del Reich sobre una mayor cooperación entre la OUN y Alemania. El 3 de julio, la OUN(m) envió sus propuestas.
Tras las tropas alemanas, Yaroslav Stetsko y un grupo de simpatizantes llegaron a Leópolis, donde el 30 de junio convocó la Asamblea Nacional de Ucrania, que proclamó un Estado Ucraniano, encabezado por Stepán Bandera. Los líderes nacionalistas ucranianos esperaban que ese nuevo Estado recibiría el mismo estatus que Eslovaquia, bajo el liderazgo de Jozef Tiso, o Croacia, bajo el liderazgo de Ante Pavelić, para, junto con la Gran Alemania, establecer un nuevo orden mundial. El propio Stetsko encabezó el gobierno del proclamado Estado ucraniano, formado principalmente por miembros de la OUN(b).
El 3 de julio de 1941, Stetsko envió cartas de saludo y solicitudes de apoyo a los líderes de los países del Eje: Hitler, Mussolini, Miklós Horthy, Ion Antonescu, Carl Gustaf Mannerheim, Francisco Franco, Ante Pavelić y Jozef Tiso, enfatizando que su país era miembro de la "Nueva Europa". Así, en una carta a Pavelić, Stetsko declaró que los ucranianos y los croatas, "ambos pueblos revolucionarios, curtidos en la lucha, garantizarán la creación de un entorno saludable en Europa y un nuevo orden".
Posteriormente, los simpatizantes de la OUN(b) proclamaron la "Ley del 30 de Junio" en mítines en los centros distritales y regionales de Ucrania Occidental ocupados por tropas alemanas, formaron milicias ucranianas y órganos de gobierno que colaboraron activamente con las estructuras administrativas y punitivas alemanas que llegaron allí. Dado que el lado alemán preveía que manifestaciones antisoviéticas similares a las ocurridas en las regiones occidentales se producirían en la retaguardia del Ejército Rojo en Ucrania Oriental, inicialmente no tomó medidas activas contra los nacionalistas ucranianos.
La actitud de los líderes alemanes en Leópolis hacia la Ley de Proclamación del Estado Ucraniano fue ambigua. Como afirmó Yaroslav Stetsko en sus memorias: la inteligencia militar estaba dispuesta a apoyar a la OUN: el jefe de la Abwehr, el Almirante Wilhelm Canaris, creía que solo con la «creación de un estado ucraniano sería posible una victoria alemana sobre Rusia».
Sin embargo, la dirección política del Partido Nacionalsocialista Obrero Alemán, encabezada por Martin Bormann, rechazó cualquier cooperación con la OUN, considerando las tierras ucranianas únicamente como territorio para la colonización alemana. El intento de los nacionalistas ucranianos de proclamar su propio estado desagradó a Hitler y a Bormann, que exigieron que la «conspiración de los separatistas ucranianos» fuera destruida de inmediato.
El 3 de julio de 1941, en Cracovia, se celebraron conversaciones que involucraron: Stepán Bandera, Volodymyr Gorbovyi; Vasyl Mudryi; Stepan Shukhevych; Viktor Andrievskyi; Ernst Kundt, el Subsecretario de Estado del Gobierno General; el Dr. Fühl; el juez von Bülow; y el coronel Alfred Bisanz sobre la Ley del 30 de junio. En esa ocasión Bandera, en respuesta a las amenazas de represión de Kundt si la OUN no cesaba sus actividades, declaró: «Hemos entrado en la batalla que ahora se está desarrollando para luchar por una Ucrania independiente y libre. Luchamos por las ideas y los objetivos ucranianos. [...] La OUN es la única organización que libra la lucha, y tiene el derecho, sobre la base de esa lucha, de crear un gobierno».
El 5 de julio, Bandera y varios miembros de la OUN(b) que se encontraban en Cracovia,  fueron puestos bajo arresto domiciliario y trasladados a Berlín para dar explicaciones. El 9 de julio, Yaroslav Stetsko fue arrestado en Leópolis. Ese mismo día, se produjo un ataque armado contra Stetsko en Leópolis, en el que murió su chófer, pero el propio jefe de gobierno resultó ileso.
En Berlín, se exigió a Stepán Bandera que cesara las acciones contra el grupo de Melnyk y que retirara la "Ley del 30 de junio de 1941". Melnyk también fue puesto bajo arresto domiciliario en Cracovia, pero fue liberado poco después. El 21 de julio de 1941, el Ministerio de Asuntos Exteriores alemán declaró oficialmente que la proclamación de Ucrania del 30 de junio carecía de fuerza legal. La OUN(m) también condenó el Acta de Proclamación de la Estadidad del 30 de junio de 1941 (“La sofisticada provocación de Moscú fracasó. Banderite recibió un golpe en la frente en la propia Leópolis.”) y mostró una tendencia hacia una política más flexible, considerando que la confrontación abierta con el poder alemán era inoportuna y destructiva para los intereses nacionales.
Mientras el “jefe del gobierno del estado ucraniano” y el “líder del pueblo ucraniano” estaban en Berlín, las funciones de “jefe del estado ucraniano” en Leópolis eran desempeñadas por Lev Mikhailovich Rebet.
Desde el 20 de julio (según otras fuentes, el 25 de julio), Bandera se encontraba bajo arresto domiciliario en Berlín, al igual que Stetsko. El arresto domiciliario no les impidió dirigir la OUN: recibieron la visita de correos con información de Ucrania y les enviaron sus cartas e instrucciones.
El 3 de agosto, ambos "líderes" enviaron cartas a Hitler en relación con la inclusión de Galitzia en el Gobierno General. El 14 de agosto, Stepán Bandera escribió una carta a Alfred Rosenberg, en la que intentaba, una vez más, aclarar la situación con la OUN(b) para los alemanes. Bandera adjuntó a la carta un memorando titulado "Sobre la situación en Leópolis", que incluía las siguientes secciones:
1. "Historia de la cooperación entre la OUN y Alemania";
2. "La OUN y el nuevo orden en Europa del Este";
3. "Fundamentos de la amistad ucraniano-alemana";
4. "El Estado como fuente de la creatividad popular";
5. "El objetivo de la OUN es el Estado ucraniano";
6. "Ley del 30 de junio de 1941 y la cooperación ucraniano-alemana";
7. "Relaciones de la OUN con el gobierno del Estado ucraniano"; y
8. "La OUN para una mayor cooperación con Alemania".

El memorándum enfatizó: “La idea de la identidad ucraniana se opone a cualquier opresión, ya sea el bolchevismo judío o el imperialismo ruso”, “La OUN desea la cooperación con Alemania no por oportunismo, sino basándose en la conciencia de la necesidad de esta cooperación para el bien de Ucrania”, “No hay mejor garantía de la amistad ucraniano-alemana que el reconocimiento por parte de Alemania del Estado ucraniano”.
Algunos investigadores sobreestiman la importancia del arresto del "gobierno" de Yaroslav Stetsko, considerándolo prácticamente como el inicio del enfrentamiento entre la OUN y las autoridades de ocupación alemanas en Ucrania, una manifestación de la oposición de la OUN a Alemania. Sin embargo, en el verano de 1941, aún no se hablaba de oposición alguna por parte de la OUN. A pesar de los arrestos de los líderes de la OUN, los nacionalistas ucranianos llamaron al pueblo ucraniano a apoyar a Alemania.
La OUN-B desautorizó públicamente todos los llamamientos a luchar contra las autoridades de ocupación, difundidos en nombre de la OUN, considerándolos una provocación: "La organización de nacionalistas ucranianos no emprenderá una lucha clandestina contra Alemania, y ningún traidor o enemigo la obligará a seguir ese camino".
Algunos grupos de marcha de la OUN colaboraron abiertamente con las autoridades de ocupación. Por ejemplo, el 16 de julio de 1941, uno de los líderes del grupo de marcha declaró: «Nuestras acciones demuestran más la sincera cooperación de la OUN con los alemanes que todos los llamamientos, y esto es lo principal». Los líderes de los grupos de marcha compartieron inteligencia con los alemanes y llevaron a cabo misiones especiales. A finales de agosto de 1941, en el órgano impreso de la administración del distrito de Kosiv, en un artículo titulado «La Organización de los Nacionalistas Ucranianos y sus Tareas Inmediatas», escrito en nombre de la OUN, se decía lo siguiente: «En nuestro trabajo, siempre recordamos la ayuda del Ejército Alemán y su líder Adolf Hitler en la liberación del pueblo ucraniano». Las diferencias entre la OUN y la administración alemana residían en que esta última no reconocía en modo alguno la independencia de Ucrania ni su condición de Estado. Sin embargo, hasta el otoño de 1941, las actividades de la OUN seguían siendo legales.

#### Batallones "Nachtigall" y "Roland"
Al comienzo de la Gran Guerra Patria, la dirección de la Abwehr planeó utilizar estas unidades para labores subversivos en el territorio de la República Socialista Soviética de Ucrania que desorganizaran la retaguardia del Ejército Rojo, mientras que Stepán Bandera esperaba que estas unidades se convirtieran en el núcleo del futuro ejército ucraniano.
En la noche del 30 de junio, el Batallón Nachtigall entró en Leópolis, donde capturó puntos estratégicos en el centro de la ciudad, incluida la emisora de radio, desde donde posteriormente se proclamó la "Acta de Restauración del Estado de Ucrania". La cuestión de la participación del personal de Nachtigall en el pogromo judío de Leópolis ha provocado y sigue provocando gran controversia en la historia.
En julio, el Batallón Nachtigall participó en batallas con el Ejército Rojo cerca de Vínnitsa. Por su valentía en la batalla, Yuriy Lopatinsky e Ivan Grinyokh recibieron Cruces de Hierro de varias denominaciones.
El Batallón Roland fue enviado para apoyar a las tropas alemanas en Rumania, luego en Moldavia , pero no participó en los combates. Para el otoño, los batallones ucranianos se disolvieron, y su personal se consolidó en una sola unidad.
A finales de octubre, el 201.º Batallón Schutzmannschaft, formado de esta manera y con un número aproximado de 650 personas, se trasladó a Fráncfort del Óder, donde, a partir del 25 de noviembre, sus miembros comenzaron a firmar contratos individuales de un año para servir en el ejército alemán. Un año después, en diciembre de 1942, la mayoría de los militares, negándose a firmar un nuevo contrato, pasarían a la clandestinidad y poco después se unirían al Ejército Insurgente Ucraniano.

#### Los primeros intentos de crear un "ejército ucraniano"
En el verano de 1941, basado en una decisión de la de la Dirección Regional de la OUN en Ucrania Occidental, Iván Klymiv ("Leyenda") se convirtió en el "comandante inicial del Ejército Nacional Revolucionario Ucraniano" (UNRA). Entonces, la dirección de la OUN consideraba al UNRA la base del futuro ejército del Estado Ucraniano. La creación de su propio "ejército" implicaba simultáneamente la destrucción de una potencial "quinta columna", incluyendo minorías nacionales que pudieran ser desleales al estado ucraniano. Por lo tanto, Iván Klymiv exigió que se elaboraran "listas de polacos, judíos, especialistas, oficiales, líderes y todos los elementos hostiles a Ucrania y Alemania".
Es evidente que los banderistas consideraban a todos los polacos y judíos desleales a los nacionalistas, por lo que fueron incluidos en las "listas negras" de personas que podían ser destruidas si era necesario. Probablemente, estas listas podrían ser útiles para la OUN(B), que, con el estallido de la guerra, comenzó a destruir a comunistas, NKVDistas, miembros del Komsomol y otras personas que intentaron consolidar el poder de Moscú en Ucrania Occidental. En este sentido, los miembros de la OUN(B) actuaron como los nazis. La OUN destruyó muchos de los que podían convertirse en un apoyo para la resistencia a su poder. En cuanto a los polacos, la OUN (B) se dirigió contra quienes participaban en actividades políticas, y no contra todos sin excepción.
Iván Klymiv consideraba bandas a cualquier formación armada ucraniana o de otro tipo en territorio ucraniano que no estuviera bajo su control y, en caso de que se negaran a deponer las armas, las amenazaba con represalias. Todas estas acciones criminales para destruir la "quinta columna" debían llevarse a cabo en nombre del pueblo ucraniano, ya que la OUN, al definir la nación, partía de la idea de la soberanía popular. Klymiv declaró al respecto: «El único soberano en suelo ucraniano es el pueblo ucraniano y su representante: la Dirección de los Nacionalistas Ucranianos, con Stepán Bandera a la cabeza».
Sin embargo, para el otoño, las unidades creadas por orden de Klymiv fueron disueltas. Entonces, el propio Klymiv adoptó una postura antialemana activa y se convirtió en un ferviente partidario del inicio de la lucha armada contra Alemania.

#### La OUN(b) pasa a la clandestinidad
A mediados de septiembre de 1941, los éxitos del ejército alemán y el rápido avance hacia el este permitieron a Hitler rechazar el concepto de un "Estado Ucraniano". Además, la actividad excesivamente independiente de los nacionalistas comenzó a obstaculizar la administración alemana. Berlín también reaccionó negativamente a la guerra interna que la OUN(b) lanzó contra los partidarios de Andriy Melnyk.
El 30 de agosto, en Zhitomir, como resultado de un atentado terrorista, Omelyan Sennik y Mykola Stsiborskyi, miembros de la dirección de la OUN(m) fueron asesinados. Posteriormente, varias decenas de personas más fueron asesinadas en diversas ciudades. La dirección de la OUN(m) culpó inmediatamente a los banderistas de estos crímenes.
El 13 de septiembre, Reinhard Heydrich, el jefe de la Oficina Central de Seguridad del Reich (Reichssicherheitshauptamt - RSHA), aprovechando esta oportunidad, firmó una directiva para llevar a cabo arrestos de miembros de la OUN(b) en todo el territorio de la Alemania Nazi, en el Gobierno General y en el territorio de primera línea “bajo sospecha de ayudar al asesinato de representantes del movimiento de Melnik”, así como para cesar las actividades de todas las ramas y órganos de la OUN(b).
En la mañana del 15 de septiembre, se produjeron arrestos masivos que afectaron hasta al 80% de la cúpula de la OUN(b). En 1941, la Gestapo arrestó, en total, a más de 1500 activistas de Bandera.
El 18 de septiembre, las autoridades alemanas comenzaron a desarmar a la milicia ucraniana (OUN).
Antes de eso, el 12 de septiembre, Hans Koch, oficial de la Wehrmacht y especialista en la "cuestión ucraniana", se había reunido, en Berlín, con Yaroslav Stetsko y Stepán Bandera para exigir que revocaran la "Ley de Proclamación del Estado Ucraniano", pero ambos se negaron. Como consecuencia, el 15 de septiembre, fueron arrestados y recluidos en la prisión central de la Gestapo en Berlín, y en enero de 1942, fueron trasladados al cuartel especial Zellenbau del campo de concentración de Sachsenhausen, donde se recluían a figuras políticas indeseables.
Una vez en el campo de concentración, Bandera y Stetsko se vieron privados de la oportunidad de liderar las acciones de los nacionalistas ucranianos. Cuando fueron liberados en 1944, el Ejército Insurgente Ucraniano (UPA), creado sin su participación y con liderazgo propio, ya hacía mucho tiempo operando en Ucrania Occidental.
Tras el arresto de Bandera, Mykola Lebed asumió el liderazgo interino de la OUN(b). En otoño de 1941, organizó una conferencia para desarrollar una nueva estrategia de acción. Los participantes quedaron impresionados por el éxito de las tropas alemanas, que se acercaban a Moscú en ese momento. La opinión predominante era que el Reich tomaría la capital de la URSS. Se decidió que iniciar una lucha armada contra los alemanes en ese momento solo desangraría a la OUN, por lo que se ordenó a los miembros de la organización que volvieran a la clandestinidad y realizaran actividades de propaganda y organización. Los miembros clandestinos de la OUN otorgaron especial importancia a la infiltración en la Policía Auxiliar Ucraniana. El servicio en ella brindó la oportunidad de recibir entrenamiento militar a un número significativo de jóvenes. Incluso entonces, surgió la intención de tomar el control de la organización "en el momento oportuno". Los líderes de los nacionalistas inicialmente asumieron que en el momento adecuado los miembros de esta formación se pasarían a su lado y crearían un destacamento partidista.
El 25 de noviembre de 1941, la Gestapo, al enterarse de que la OUN de Bandera no había sido derrotada, informó que los seguidores de Bandera preparaban un levantamiento armado y emitió una orden secreta para arrestar a todos los activistas de la OUN(B). Tras el interrogatorio, la instrucción prescribía fusilarlos sin juicio.
Sin embargo, después de que los seguidores de Melnyk crearon organismos de autogobierno en Kiev, eso después de que el grupo de marcha de la OUN(m), que llegó a Kiev en septiembre de 1941 y: estableció la publicación del periódico "Palabra Ucraniana", el funcionamiento de la Unión de Escritores Ucranianos, diversas instituciones públicas y formó la Rada Nacional Ucraniana (UNR) en la capital de Ucrania. Como consecuencia de estas acciones: la represión masiva también afectó a los seguidores de Melnyk y, el 17 de noviembre de 1941, los alemanes disolvieron la OUN(m).
A principios de 1942, algunos miembros de la OUN(m), incluida la poetisa Elena Teliga , fueron fusilados en Babi Yar (según otras fuentes, fueron asesinados en las mazmorras de la Gestapo en la calle Vladimirskaya, donde ahora se encuentra el edificio del Servicio de Seguridad de Ucrania).
En Kiev, hasta principios de 1942, los seguidores de Bandera colaboraron a nivel de base con los seguidores de Melnyk y tuvieron cierta influencia en la policía ucraniana de Kiev, dirigida por los seguidores de Melnyk. Sin embargo, a principios de 1942, la OUN prohibió oficialmente a sus miembros unirse a la policía alemana bajo amenaza de expulsión. Sin embargo, a pesar de los arrestos y la transición a una posición ilegal o semilegal, la OUN(b) no se opuso oficialmente a los alemanes. Esto se explicó en parte por la posición de Stepan Bandera. A principios de 1942, Yevhen Stakhiv recibió una carta de Stepán Bandera para Mykola Lébed, en la que pedía que no se tomaran medidas contra los alemanes.
En abril de 1942, se celebró en Leópolis la II Conferencia de la OUN-B, que determinó la estrategia futura del movimiento de liberación. La conferencia confirmó la actitud negativa de la OUN(b) hacia la política nazi en Ucrania, orientó a sus miembros hacia el desarrollo de una amplia formación militar y sentó las bases para la lucha armada bajo las consignas de la lucha activa por la independencia de Ucrania.
A lo largo de 1942, el movimiento insurgente se desarrolló bajo el lema: «Nuestra lucha armada contra los alemanes sería una ayuda para Stalin». Por lo tanto, la OUN(B) se abstuvo de realizar operaciones militares activas contra Alemania y se dedicó principalmente a la propaganda. Los miembros de la OUN esperaban el momento en que la Wehrmacht y el Ejército Rojo se debilitaran para organizar una poderosa insurrección y lograr la liberación de Ucrania tanto de Alemania como de la Unión Soviética.
En el momento de la II Conferencia (abril de 1942), los banderistas consideraban la guerra partisana una pérdida de vidas humanas. Sin embargo, en abril de 1942, por orden de la dirección de la OUN-B en Volinia, comenzó la formación de los llamados "grupos de autodefensa" (boyevki) según el esquema "kushch" (3 aldeas, 15-45 participantes), centenas supradistritales y kuren (3-4 centenas). A mediados del verano, los boyevki de Volyn contaban con hasta 600 participantes armados.
A pesar de las detenciones de miembros de la OUN-B, la organización continuó funcionando y cientos de nuevos miembros y simpatizantes se unieron a sus filas. Mediante métodos de agitación, los miembros de la OUN también intentaron interferir con el reclutamiento de la población ucraniana para trabajos forzados en Alemania.
Sin embargo, en el otoño de 1942, se hizo evidente que esta línea de resistencia pasiva no podía mantenerse. Grupos de partisanos soviéticos aparecieron con mayor frecuencia en Volinia, mientras que los destacamentos forestales crearon otros grupos nacionalistas ucranianos. Los más famosos fueron las unidades de Taras Bulba-Borovets, vinculado al movimiento Petliura. Ya a finales de 1941-1942, Borovets utilizó oficialmente el nombre Ejército Insurgente Ucraniano (UPA) para nombrar a las unidades que creó, en referencia directa al movimiento partisano antisoviético de la década de 1920.
El creciente descontento de la población ucraniana con las autoridades alemanas obligó a los líderes de la OUN a buscar maneras de cambiar la situación. En octubre de 1942, se celebró la Primera Conferencia Militar de la OUN(b) en Leópolis. La iniciativa de celebrar la conferencia provino de activistas de base de la OUN y no de Mykola Lebed. El tema principal fue la creación de formaciones armadas ucranianas y la conducción de futuras operaciones militares. Durante la reunión, se creó un grupo de trabajo, que se encargó de preparar planes detallados. Los escenarios planificados no excluían la movilización masiva de cientos de miles de ucranianos y la lucha contra todos los enemigos simultáneamente, incluyendo: la URSS, la Polonia y los países del Eje. La comisión también consideró cómo tratar con las minorías étnicas en caso de un levantamiento.

#### Creación del Ejército Insurgente Ucraniano (UPA)
A principios de diciembre de 1942, se celebró, en Leópolis, la 2.ª "Conferencia Militar de la OUN Bandera", donde se decidió acelerar la creación de formaciones armadas de la OUN ("unidades militares de la OUN de los independentistas-estatistas"). El documento final también señalaba que "toda la población preparada para el combate debe unirse bajo la bandera de la OUN para luchar contra el mortífero enemigo bolchevique".
Desde 1942, las actividades de la OUN-B, en Volinia, fueron dirigidas por Dmytro Klyachkivsky (Klim Savur). Ivan Samoilovich Litvinchuk ("Dubovy"), líder de la OUN-B en el noreste de Volinia, tuvo una influencia significativa en la creación de destacamentos partisanos de Bandera. Fue allí donde, a finales de 1942, bajo el mando de Grigory Pereginyak ("Dovbyoshka-Korobka"), se creó un centenar (equivalente a una compañía). El centenar era formalmente el Departamento Militar de la OUN (así llamaban los banderistas a sus grupos partisanos), y solo después de la aprobación del nombre "Ejército Insurgente Ucraniano" comenzaron a aplicárselo. Sin embargo, esto no quita que fuera el primer destacamento partisano de la OUN-B, por lo que en la revista del Ejército Insurgente Ucraniano (UPA): "Do zbroi", de julio de 1943, se le reconoció como el primer centenar del UPA.
A principios de 1943, la victoria del Ejército Rojo en Stalingrado, reavivó la perspectiva de una derrota militar para la Alemania Nazi. Además, unidades y destacamentos partisanos soviéticos comenzaron a penetrar en el territorio de las regiones occidentales ocupadas de Ucrania, llevando a cabo tareas para destruir la retaguardia alemana. Esto, según varios historiadores, se convirtió en una de las principales razones que obligaron a los nacionalistas a acelerar la formación de sus propias fuerzas armadas, ya que la dirección de la OUN-B llegó a la conclusión de que podría perder influencia en las regiones y la base de su propio movimiento.
Estos motivos se indican abiertamente en una carta de Vasyl Lvovich Maka, uno de los líderes del Servicio de Seguridad (SB) de la OUN en las tierras del noroeste, que señaló que los miembros de la OUN ya deberían estar llevando a cabo acciones rebeldes, y estas acciones no se adelantaron a los acontecimientos, sino que ya llegaron tarde, ya que el territorio se estaba saliendo de control ("arrancado de las manos"), en relación con el endurecimiento de la política de ocupación ("los alemanes comenzaron a destruir aldeas") comenzó la resistencia espontánea a los ocupantes y "los atamanes comenzaron a multiplicarse", y finalmente, los partisanos soviéticos comenzaron a ingresar al territorio de Ucrania Occidental ("los partisanos rojos comenzaron a inundar el territorio").
Del 17 al 23 de febrero de 1943, se celebró la 3.ª Conferencia de la OUN-B en la aldea de Terebezhi, cerca de Olesko, donde se decidió iniciar una guerra de guerrillas abierta en Volinia, aunque no está claro cuándo se determinó el momento exacto de su inicio. Cabe destacar que la conferencia tuvo lugar tras la victoria del Ejército Rojo en Stalingrado, pero antes de la derrota en la Batalla de Járkov (marzo de 1943). Los banderistas podrían haber pensado que la derrota de Alemania ya estaba muy cerca. Estaban convencidos de que la batalla final por la independencia tendría que ser librada contra la URSS o Polonia, o quizás ambos enemigos a la vez. El discurso inaugural de la conferencia estuvo a cargo de Mykhailo Stepanyak (líder de la OUN en el distrito de Galitzia), quien advirtió que la URSS podía ganar la guerra y propuso iniciar de inmediato un levantamiento contra los alemanes y liberar Ucrania de la ocupación antes de la llegada del Ejército Rojo, pues creía que la tarea de la OUN en las circunstancias actuales era organizar un levantamiento antialemán a gran escala antes de la llegada de las tropas soviéticas. En su opinión, tras un levantamiento exitoso, los intentos de la Unión Soviética de conquistar tierras ucranianas serían considerados imperialismo a ojos de los aliados occidentales.
Para llevar a cabo este levantamiento, era necesario unir a todas las organizaciones nacionalistas ucranianas y crear un gobierno multipartidista. Su plan contó con el apoyo de Provod, pero no se implementó ante la presión de Dmytro Semenovych Klyachkivsky y Román Shujévych (futuro sucesor de Klyachkovsky como comandante en jefe del Ejército Insurgente Ucraniano (UPA)), quienes opinaban que todas las acciones activas debían dirigirse principalmente no contra los alemanes, sino contra los partisanos soviéticos y polacos, mientras que la lucha contra los nazis era secundaria y debía ser de naturaleza pasiva y defensiva. Por lo tanto, en opinión de Klyachkovsky y Shujévych, las acciones que debían priorizarse en ese momento se centraban en otra tarea importante: la obtención de armas, equipo y municiones.
También en la tercera conferencia de la OUN(b), se resolvieron finalmente las cuestiones de la creación del Ejército Insurgente Ucraniano (UPA) y se identificaron los principales enemigos del movimiento de liberación ucraniano (nazis, polacos y bolcheviques).
Los destacamentos de Taras Borovets, que ya operaban en los bosques. No se sometieron al UPA porque no querían participar en la limpieza étnica contra la población polaca ni someterse a Stepán Bandera.
En las decisiones de la III Conferencia de la OUN-B: se condenaron todas las formas de cooperación con los ocupantes, tanto de los servicios soviéticos como alemanes. La conferencia no abordó específicamente la cuestión polaca y no se encontraron indicios de la inminente Masacre de Volyn.
La organización recién formada se llamaría inicialmente "Ejército de Liberación de Ucrania". Sin embargo, dado que ya existía una estructura militar rival con nombre similar: el "Ejército Ucraniano de Liberación", los partisanos de Bandera casi nunca usaron este nombre, por lo que, entre finales de abril y principios de mayo de 1943, empezaron a utilizar el nombre de "Ejército Insurgente Ucraniano" (UPA), antes popularizado por Taras Borovets.
Mientras tanto, se gestaba en la OUN, un creciente descontento con Mykola Lebed, quien reemplazó a Bandera como líder de la OUN. Una de las razones del descontento con Lebed, que finalmente condujo a su destitución y su reemplazo por Román Shujévych, fue precisamente: su "autoritarismo" y su escasa atención a las ideas y al labor de los líderes de la OUN a nivel local. Se le acusó de tendencias dictatoriales, restringiendo la libertad de los miembros de las jefaturas regionales. Los antiguos miembros del Batallón Nachtigall se opusieron especialmente a él.
Como resultado, en mayo de 1943, en una reunión ampliada de la Dirección de la OUN(b), Lebed fue destituido y la Oficina de la Dirección, dirigida por Zinoviy Matla, Dmytro Mayivsky y Román Shujévych; se convirtió en la máxima autoridad. De este modo, Shujévych se convirtió en el líder de facto de la OUN. La creación de la Oficina del Cable podría haber sido considerada como un paso fuera del liderazgo hacia la democratización de la OUN, si no fuera por el desarrollo posterior de los acontecimientos, cuando Shujévych concentró en sus manos tres de los puestos más importantes: el jefe de la OUN, el comandante del UPA y el secretario de la UGVR.
En la literatura sobre emigrantes ucranianos existe la tesis de que, el 14 de octubre de 1942, se fundó el UPA. Esta afirmación se ha extendido con fluidez a diversas obras ucranianas modernas, así como a la historiografía rusa. Esta fecha surgió en 1947 en la orden de aniversario de Román Shujévych, entonces el comandante en jefe del UPA, quien pretendía prolongar la existencia del Ejército Insurgente con fines propagandísticos. La fecha del 14 de octubre no fue casual, ya que la festividad cosaca de la Intercesión cae en ese día.
Sin embargo, a pesar de la notoriedad de esta fecha solemne, algunos investigadores se basan en datos fiables que indican que en 1942 el Ejército Insurgente Ucraniano existía solo en proyectos y adelantaba el período de su fundación cuatro o cinco meses. Cabe mencionar que esto también fue reconocido por los banderistas. Por ejemplo, en la orden de "victoria" de mayo de 1945, el mismo Shujévych escribió que los rebeldes recibieron armas en el invierno de 1943.
Documentos alemanes también indican que durante 1942 la OUN-B no llevó a cabo ninguna operación militar activa contra los alemanes y que, solo en marzo de 1943, comenzaron sus levantamientos armados activos en Volinia y Polesia.
El único enfrentamiento armado notable ocurrido en 1942, fue, el 17 de octubre, un tiroteo durante la toma de una imprenta clandestina en Járkov por parte de la SD, que culminó con la detención de 11 banderistas.

#### Intensificación de la lucha partidista de la OUN(b)
Aunque, según Mykhailo Stepanyak, “las decisiones antialemanas no se implementaron”, a principios de 1943, unidades de la OUN llevaron a cabo varios ataques contra instalaciones administrativas alemanas, principalmente con el objetivo de obtener alimentos, armas y municiones. Se cree que la primera acción antialemana del Ejército Insurgente Ucraniano (UPA) fue, entre los días 7 y 8 de febrero de 1943, el ataque a la comisaría de policía de la ciudad de Volodýmyrets (Óblast de Rivne).
En la fase inicial de las operaciones, muchos ataques se dirigieron a los órganos administrativos, donde murieron trabajadores y se quemaron documentos. Al mismo tiempo, los rebeldes destruyeron lecherías, molinos, aserraderos y similares. Las unidades de la UPA también atacaron centros administrativos de distrito y ciudades, donde los alemanes habían establecido las llamadas fortalezas. También organizaron emboscadas en las carreteras, matando a pequeños grupos de policías alemanes. La UPA también atacó algunas expediciones punitivas dirigidas contra la población civil ucraniana. Sin embargo, el UPA rara vez atacó los ferrocarriles, ya que no le interesaba debilitar a la Wehrmacht, que luchaba contra la URSS.
En la primavera de 1943, se produjo, en Volinia, una deserción masiva de miembros de la Policía Auxiliar Ucraniana, con su posterior transferencia a las filas del Ejército Insurgente Ucraniano (UPA). En total, entre marzo y abril de 1943, entre 4.000 y 6.000 exmiembros de la policía se unieron a la UPA, formando la columna vertebral de su personal de mando. Existen varias versiones sobre el motivo de la deserción de los Schutzmanns. La más común es que la dirección de la OUN-B en Volinia, inmediatamente después de recibir información sobre los resultados de la III Conferencia de la OUN-B, dio a sus hombres que servían allí la orden de unirse a los partisanos, y esta deserción provocó una reacción en cadena: el inicio de la represión alemana y, como resultado, la fuga de otros policías. Sin embargo, es posible que la deserción, ya planificada, se acelerara por la exposición de policías asociados con la OUN y la amenaza de arresto por parte de la Gestapo. En la primavera del año siguiente, ocurrieron, en Galitzia Oriental, casos similares de deserciones masivas de Schutzmanns ucranianos a las filas del UPA. Así, a finales de marzo de 1944, se crearon unidades militares com entre 180 e 420 integrantes con desertores de la policía de Rava-Ruska.
En 1943, existían, en Volinia, "repúblicas" rebeldes del UPA, es decir, territorios en los que los nazis fueron expulsados y donde se establecieron administraciones de la OUN. Un ejemplo de estas "repúblicas" fue Kolkovskaya, que existió de abril a noviembre de 1943, con su centro en la aldea de Kolky, habiendo sido suprimida por el ejército alemán. De la primavera al otoño de 1943, una república similar existió en la aldea de Antonivtsi, en el Óblast de Ternópil. En los bosques de Svinarinsky, hubo otra "república" rebelde. Desde 1944, estas "repúblicas" también fueron creadas en Galitzia.
Existen disputas históricas sobre quién fue el primer comandante en jefe del Ejército Insurgente Ucraniano, debido a que la estructura centralizada aún no se había formado por completo. En ocasiones, se considera, erróneamente, a Román Shujévych como el primer líder del UPA. Sin embargo, según varios historiadores modernos, es más correcto considerar a Dmytro Semenovych Klyachkivskyi como el primer comandante del UPA. No obstante, se considera que su predecesor, aunque no llegó a comandar todo el UPA, fue el teniente Vasyl Ivakhiv, referente militar de la OUN para Volinia y Polesia.
El 1 de mayo de 1943, se creó el Comando Principal del UPA, dirigido por Vasyl Ivakhiv y Klyachkivsky. Tras la muerte de Ivakhiv, el 13 de mayo de 1943, en un combate con los alemanes cerca de la aldea de Chernyzh (Raión de Lutsk), Klyachkivsky adquirió poder ilimitado sobre todos los territorios afectados por las acciones partisanas. Durante el verano de 1943, los banderistas obligaron a otras organizaciones nacionalistas a someterse al mando de "Klim Savur".
En Galitzia, durante la primera mitad de 1943, aún no existían fuerzas armadas plenamente desarrolladas de nacionalistas ucranianos. En el verano y otoño de 1943, la situación cambió. En julio, tras una incursión en Galitzia por parte de una unidad de partisanos soviéticos al mando de Sydir Kovpak, así como debido a la movilización de jóvenes ucranianos occidentales por parte de los ocupantes hacia la división SS Galitzia, los nacionalistas ucranianos de Galitzia comenzaron a crear la Autodefensa del Pueblo Ucraniano (UNS). A principios de 1944, la UNS se unió al UPA, recibiendo el nombre de UPA-Oeste y un comandante: Vasyl Sidor (Shelest).

#### La OUN(m) entre 1941 y 1944
Después de 1941, los caminos de ambas facciones de la OUN divergieron. En 1942, la política de ocupación alemana condujo a una división interna en la propia OUN-M, debido a la actitud hacia los alemanes. Andriy Melnyk insistió en una mayor cooperación con el Tercer Reich y se dedicó a enviar memorandos a Berlín con propuestas similares, pero algunos activistas de la OUN-M tenían una opinión diferente.
El 24 y 25 de mayo de 1942, se celebró, en Pocháyiv, una conferencia de la OUN-M, donde, Oleg Olzhych fue elegido el adjunto de Melnyk. Después de eso, Oleg se dedicó a la formación de unidades partisanas con el objetivo de luchar contra los alemanes.
Según los propios datos de Melnyk, entre 1941-1944, la OUN(m) perdió 4.756 miembros asesinados por los nazis, incluidos 197 miembros de la alta dirección, entre ellos: 5 miembros de la Dirección de la OUN(m). 132 melnykitas fueran prisioneros de campos de concentración nazis, incluidos 7 miembros de la dirección. El 95% de las víctimas de la OUN(m) estaban en el Reichskommissariat Ukraine, controlado por Erich Koch.
En la primera mitad de 1943, los hombres de Melnyk contaban con varios destacamentos partisanos en Volinia, con un total de 2.000 a 3.000 combatientes. El más fuerte de ellos fue, primero: el sotnia y luego el kuren "Khrena", dirigido por Mykola Nedzvedsky. Los destacamentos de la OUN(m) casi nunca participaron activamente en actividades armadas, aunque hubo enfrentamientos con partisanos soviéticos y banderistas, y participaciones en acciones antipolacas.
En una de las escaramuzas, los hombres de Melnyk asesinaron al metropolitano ortodoxo Alexander Yakubovich Hromadsky. Durante varios meses, los banderistas y los hombres de Melnyk negociaron la unificación de esfuerzos en una lucha conjunta, pero esas negociaciones no tuvieron éxito. El 7 de julio, los banderistas desarmaron por la fuerza al kuren "Khrena" e incorporaron a algunos de sus partisanos (incluido Maksym Skorupsky, "Max" ) a las filas del UPA.
Si en Volinia, los melnikitas y banderistas al menos intentaron cooperar, en Galitzia no ocultaron su hostilidad mutua. Cuando el 11 de mayo de 1943, desconocidos fusilaron, en Leópolis, Yaroslav Vladimirovich Baranovsky, un al famoso activista de la OUN-M, los melnikitas acusaron inmediatamente a los banderistas del intento de asesinato, que negaron las acusaciones en un comunicado especial.
El 14 de enero de 1944, los melnikitas sufrieron otro revés: desconocidos asesinaron al coronel Roman Sushko en Leópolis. Esta vez también, las sospechas recayeron sobre los banderistas. Ambos asesinatos, el de Baranovsky y el de Sushko, fueron condenados por el metropolitano greco-católica Andrey Sheptytsky.
En febrero, los melnikitas de Galitzia, posiblemente en respuesta al intento de asesinato de Sushko, acusaron al Ejército Insurgente Ucraniano (UPA) de provocar a los alemanes para que cometieran pacificaciones contra los ucranianos, violar los acuerdos con las unidades de la OUN-M para desarmarlas traicioneramente en Volinia y, finalmente, asesinar a rivales políticos. El UPA también fue acusado de robar brutalmente alimentos a los campesinos ucranianos. Los asesinatos en masa de polacos perpetrados por el UPA también fueron denunciados por la OUN-M. Los melnikitas estaban convencidos de que la única consecuencia de tales acciones contra los polacos era su huida a las ciudades, lo que solo debilitaba a los ucranianos en Volinia. Advirtieron que la transferencia de tales métodos a Galitzia Oriental solo traería graves pérdidas a la comunidad ucraniana.
En la primera mitad de 1944, Andriy Melnyk, en varios discursos en Berlín, criticó duramente las políticas alemanas, y su equipo intentó establecer contacto con los Aliados. En respuesta, la represión alemana volvió a azotar a la OUN-M. Además del propio Melnyk, varios otros activistas fueron arrestados. El 26 de febrero, Melnyk fue internado en la prisión política de Sachsenhausen, donde Stepán Bandera había estado preso durante más de dos años (fue liberado en octubre de 1944). Oleg Olzhych fue enviado al campo de Sachsenhausen (donde murió).
Tras el arresto y la muerte de Oleh Olzhych, la OUN-M quedó dirigida por Yaroslav Gaivas. A finales de mayo, se celebró, en Turka, una conferencia de la OUN-M, donde se decidió crear un destacamento guerrillero para combatir a los comunistas. La formación armada se denominó "Destacamento Pavlo Polubotok". El destacamento se fundó en la aldea de Volosatoye, en el distrito de Bieszczady. A finales de agosto de 1944, la unidad fue desarmada por partidarios de Bandera e incorporada al kuren del UPA bajo el mando de Martin Mizerny, "Ren".
A finales del otoño de 1944, la dirección de la OUN-M, exiliada, se reunió en Bratislava, donde se adoptó una directiva en la que se afirmaba que la lucha armada en la situación actual no tenía ninguna posibilidad de éxito, por lo que se decidió trasladar toda la actividad organizativa al ámbito político y cultural.

#### OUN-B después del III Congreso Extraordinario
En agosto de 1943 se debía celebrar la IV Conferencia de la OUN, pero R. Shukhevych, para consolidar su estatus como jefe de la OUN, pasó por alto el procedimiento organizativo (no hubo representantes de todas las ramas territoriales regionales y provinciales en el congreso convocado, que, de acuerdo con la carta, debían estar presentes en el congreso) y en lugar de una conferencia, convocó un congreso extraordinario.
Muchos investigadores consideran el tercer congreso de la OUN-B como el punto de partida para la democratización de la OUN. El asesor político del PZU (Pivdenni Ukrainskikh Zemlya - Tierras del Sur de Ucrania) de la OUN, E. Logush-"Ivaniv", intervino en el congreso sobre cuestiones programáticas. Propuso cambios al programa, que, tras pequeñas modificaciones, fueron adoptados.
Las resoluciones del congreso proclamaron que la OUN luchaba contra los imperios, contra la “explotación de una nación por otra”, y por lo tanto lucha contra Alemania Nazi y contra la URSS y se opone igualmente a los “programas internacionalistas y fascistas-nacionalsocialistas”.
La Unión Soviética que era denominada como «Moscú» en los documentos programáticos y se consideraba una continuación del imperialismo moscovita. Según los documentos del congreso, el objetivo del "imperialismo moscovita" era, bajo el pretexto de la supuesta defensa de la patria, recrear la eslavofilia y la fraseología pseudorrevolucionaria para lograr los objetivos del imperialismo moscovita, a saber: establecer el dominio en Europa y, posteriormente, en todo el mundo.
El tema mesiánico siguió presente en la ideología de la OUN. Así, se afirmó que «el resurgimiento del Estado Catedralicio Independiente de Ucrania (USSD) garantizará el surgimiento y la perdurabilidad de los estados nacionales de otros pueblos de Europa Oriental, Sudoriental y Septentrional, así como de los pueblos esclavizados de Asia».
A diferencia de la III Conferencia de la OUN-B, en el III Congreso de la OUN, los polacos, como fuerza política, recibieron una descripción detallada: «La élite imperialista polaca es sirvienta de los imperialismos extranjeros y enemiga de los pueblos libres. Intenta involucrar a las minorías polacas en territorio ucraniano y a las masas polacas en la lucha contra el pueblo ucraniano y ayuda a los imperialismos alemán y moscovita a destruir al pueblo ucraniano». La OUN no solo lucharía por el USSD, sino que también vincularía su lucha con la lucha antiimperialista de los pueblos del Báltico, el Este y los Balcanes.
Se destacó con particular orgullo (aunque esto no era del todo cierto) que “las minorías nacionales de Ucrania, conscientes de su destino común con el pueblo ucraniano, luchan junto con él por el Estado ucraniano”.
Las resoluciones del III Congreso de la OUN incluyeron cláusulas (párrafos 10 y 12) sobre derechos civiles, incluidos los derechos de las minorías nacionales, disposiciones que anteriormente estaban completamente ausentes del programa de la OUN.
Es cuestionable la tesis que afirma que los cambios ideológicos de la OUN ocurridos en el congreso se explican por consideraciones puramente pragmáticas, es decir el deseo de complacer a los aliados. En este caso, resulta completamente incomprensible la división de los banderistas de la OUN en dos grupos, que tuvo lugar después de la guerra en 1954: uno, liderado por Stepán Bandera, se mantuvo, en la cuestión político-nacional, con las posturas e ideas que prevalecían en la OUN-B antes del III Congreso Extraordinario; y el segundo, liderado por Lev Rebet y Zinovy Matla, con las posturas más democráticas adoptadas en 1943.
Pero no todos los líderes de la OUN estaban satisfechos con el cambio en el programa de la OUN. Mykhailo Stepanyak creía que un cambio en el programa por sí solo no era suficiente. Intervino en el congreso criticando a la OUN como una organización que se había comprometido a sí misma por sus vínculos con los alemanes. Creía que debía crearse una nueva organización sobre la base de la OUN y que el énfasis debía estar en el este de Ucrania, pero, según él, esta "propuesta fue un completo fracaso".
Al mismo tiempo, se decidió aumentar el número de efectivos del Ejército Insurgente Ucraniano (UPA) movilizando a la población y esperando el avance del frente más allá de las fronteras de la República Socialista Soviética de Ucrania. Por lo tanto, era necesario prepararse para la llegada de los soviéticos y preparar escondites. Solo tras la llegada de las tropas soviéticas fue necesario actuar contra la Unión Soviética. En este sentido, la OUN-B contaba con un levantamiento del pueblo ucraniano y de otros pueblos. Para ello, se planeó enviar grupos de marcha hasta el Cáucaso. Sin embargo, no todos los miembros de la dirección de la OUN apoyaron esta idea. Stepanyak y Lebed la consideraron un suicidio del pueblo ucraniano.
Tras el III Congreso de la OUN-B, apareció en ruso un folleto titulado "¡Ciudadanos de Ucrania!", que no mencionaba ninguna nacionalidad y llamaba a todos los ciudadanos de Ucrania a apoyar a la OUN y el UPA en la lucha contra los alemanes y los bolcheviques.
Para el III Congreso de la OUN, la actitud de la OUN-B hacia el racismo había cambiado. Así, en la obra programática de Iván Grinyokh, la teoría racial fue condenada rotundamente.
A pesar de que, en 1943, los nacionalistas ucranianos reconocieron los derechos de las minorías nacionales y comenzaron a defender un sistema multipartidista y los derechos civiles, la literatura que no era en absoluto democrática continuó siendo utilizada en la vida cotidiana. Y, en 1944, en los cursos educativos para ancianos del UPA, el nacionalismo ucraniano se contrastó con la democracia. La misma natiocracia fue citada como el ideal de la estructura social en los cursos. La inmoralidad hacia los enemigos de Ucrania continuó siendo predicada, cuando solo se reconoció como moral aquello que sirvió a la construcción de un estado ucraniano independiente. Las obras de Dmitro Dontsov, el ideólogo del "nacionalismo efectivo", continuaron siendo utilizadas en la capacitación del personal.
En enero de 1945, el trabajo educativo y político del UPA prescribió el uso del libro "Dónde buscar tradiciones históricas", de Dmitro Dontsov. Esta obra de Dontsov está dedicada a las tradiciones históricas de Ucrania, que él, en su propio espíritu, no veía en el desnacionalizado siglo XIX o XX, sino en la era de la antigua Rus y la tradición cosaca.
Entre otras cosas, la obra de Dontsov contenía las siguientes afirmaciones: «Existen naciones amo y naciones plebeyas, o, como Oswald Spengler las llama, fellahin. (...) Esta división entre "caballeros" y "porcinos" entre las naciones, entre aristócratas, amos y plebeyos, no es una división de clase, ni social, sino solo psicológica y tipológica». Para Dontsov, esta división no es de naturaleza nacional, y una misma nación en diferentes períodos de la historia puede ser un ejemplo tanto de "nación amo" como de "nación plebeya". En este libro, escrito en 1938, Dontsov expresó repetidamente su desprecio por la democracia ucraniana y mundial, y presentó a Hitler y Japón como modelos de la lucha contra el socialismo. Como ejemplo de verdaderos ciudadanos de Ucrania, Dontsov citó a aquellos ucranianos que se manifestaron no solo contra el régimen político ruso, sino también contra el pueblo ruso.
Así, en 1945, se utilizó literatura muy poco democrática en la formación del personal del UPA. Quizás la elección de dicha literatura se debió no tanto a motivos ideológicos como prácticos: en la clandestinidad, se utilizaba cualquier literatura nacionalista, independientemente de si expresaba los viejos principios del nacionalismo ucraniano o era más democrática.
La liberalización de la ideología de la OUN, en 1943, no significó la desaparición de la palabra «líder» del léxico de la organización y del UPA. Así, en una nota publicada en «Rebel», el órgano del UPA, se puede leer: «Cuando el pueblo pierde a su líder, este es el mayor precio que paga en su camino hacia la liberación. La Moscú imperialista mató a dos de nosotros en un período». El cambio en la ideología de la OUN no significó que renunciara a su pasado ni admitiera públicamente sus errores: la OUN-B negó cualquier cooperación con los alemanes, ni en el presente ni en el pasado, calificándola de «propaganda soviética».
Tras el III Congreso de la OUN-B, componentes del nacionalismo ucraniano como el "nacionalismo como cosmovisión" y el "nacionalismo como ética" (es decir, cuestiones filosóficas sobre la relación entre el materialismo y el idealismo, el voluntarismo y la ética nacionalista), que previamente habían sido considerados por los nacionalistas como atributos indispensables de la doctrina nacionalista, fueron rechazados. Sin embargo, el nacionalismo, en esencia, como movimiento nacional por la independencia, se conservó.
Incluso antes del III Congreso de la OUN-B, Mykhailo Stepanyak expresó la necesidad de crear una organización más representativa que la OUN, capaz de atraer a sectores más amplios de la población. Pronto se iniciaron medidas prácticas para implementar esta idea.
En otoño de 1943, tras el III Congreso, se celebró la Primera Conferencia de la OUN-B, en la que Shukhevych propuso actuar contra los alemanes para dar a los combatientes del UPA la oportunidad de prepararse para la batalla, y solo entonces comenzar a actuar contra el Ejército Rojo. En la conferencia, también se tomó la decisión fundamental de crear un organismo suprapartidista, ya que solo accederían a negociar con los Aliados. En la práctica, dicho organismo solo se creó en el verano de 1944.
En julio de 1944, la idea de Stepanyak de crear una nueva organización, distinta de la OUN, se hizo realidad en la Organización Revolucionaria de Liberación Popular (NVRO), creada por iniciativa suya. Según el testimonio de Stepanyak durante su interrogatorio, él consideraba a la NVRO como una especie de reemplazo de la OUN, una organización que, a diferencia de la OUN, debía estar abierta no solo a los nacionalistas ucranianos, sino también a todos los partidarios de una Ucrania independiente. Como lo evidencian los documentos soviéticos, el enfoque sobre la cuestión de la membresía en la NVRO debería haber sido diferente: no solo los ucranianos, sino también personas de otras nacionalidades podían convertirse en sus miembros. Stepanyak logró obtener el consentimiento para la creación de una nueva organización de parte de la dirección de la OUN, incluyendo a Yakov Busel (Galina), Vasily Kuk (Lemish) y Petro Oliynyk (Aeney). En cuanto a la estructura de la organización, M. Stepanyak abogó por una mayor independencia de los líderes locales en la toma de decisiones.
En su Resolución sobre la cuestión nacional, la NVRO continuó la política de la OUN-B tras el III Congreso. La NVRO también abogó por el pleno derecho de las naciones a la autodeterminación y la separación, y por la construcción de estados en Europa en sus territorios etnográficos. Se criticó a los países occidentales por sus aspiraciones imperialistas y su inconsistencia en la defensa del derecho de las naciones a la autodeterminación; el imperialismo fue criticado como principio de la política internacional. Al mismo tiempo, la NVRO fue más allá que la OUN en la cuestión social.
La NVRO se inclinó aún más hacia la izquierda que la OUN. El texto de la resolución incluía definiciones como "opresión social" y "las masas trabajadoras". La NVRO se opuso a todos los sistemas sociopolíticos existentes en aquel momento: contra el sistema "democrático burgués", donde todo el poder estaba solo nominalmente en manos del pueblo, pero en realidad estaba en manos de los capitalistas y terratenientes; contra el “fascista burgués”, donde se priva al pueblo de toda oportunidad de influir en el gobierno del Estado, y donde continúa la explotación de “los trabajadores por las clases dominantes”; “bolchevique”, donde todo el poder pertenece al Partido Bolchevique, “estableciendo la dictadura de la clase dominante de los nobles bolcheviques sobre los pueblos”.
Todos estos sistemas (fascismo, bolchevismo) fueron criticados por la falta de libertades democráticas (libertad de expresión, de libertad de reunión, de organización, etc.) o por sus limitaciones (democracia burguesa).
La NVRO proclamó el conjunto habitual de derechos democráticos: libertad de expresión, de reunión, de religión, etc. Se garantizó el pleno derecho de las minorías nacionales a desarrollar su propia cultura en significado y contenido, y la igualdad de todos, independientemente de su nacionalidad, clase y afiliación partidaria.
El programa social de la NVRO representó un paso más hacia la democracia, alejándose del pasado fascista de la OUN. A diferencia del III Congreso de la OUN, este fue otro paso hacia la izquierda. Es evidente que un programa social de estas características, incluso sin un componente nacional, podría resultar muy atractivo para una parte de la población insatisfecha con el sistema soviético.
Sin embargo, la NVRO no estaba destinada a existir por mucho tiempo. Mykhailo Stepanyak fue capturado junto con algunos de sus camaradas por las autoridades soviéticas, mientras editaba materiales de la NVRO. Pronto, por iniciativa de Román Shujévych, se creó la "Rada Principal de Vyzvolna Ucraniana" (UGVR), y la existencia de la NVRO ya no fue necesaria. No obstante, incluso en enero de 1945, se encontraron documentos de unidades individuales del UPA que declaraban que el UPA actuaba en nombre de la NVRO. Esto coincidía con la decisión de Román Shujévych, según la cual, aunque la NVRO dejara de existir, como organización independiente, su nombre se utilizaría con fines propagandísticos.
A pesar de la liberalización, la dirección de la OUN vigiló atentamente para que no surgiera nueva oposición. Así, en octubre de 1944, Petro Duzhiy, entonces el referente de propaganda de la OUN en el Comité Ejecutivo Regional en las Tierras de Ucrania Occidental (ZUZ), ordenó la destrucción de la tirada completa del número 100 del periódico "Daily News" ("Shchodenni visti") por criticar a Provoda.
En noviembre de 1943, se creó el Comando General (el "Comando Principal" - GC UPA) y Román Shujévych se convirtió en el jefe ("comandante en jefe") del UPA. Simultáneamente, se creó el Estado Mayor General (el "Estado Mayor Militar") del UPA, encabezado por Dmytro Hrytsai. Klim Savur conducía el UPA-Norte. También se crearon los distritos generales del UPA-Sur y del UPA-Oeste. Rostislav Voloshyn ("Pavlenko") se convirtió en el jefe de la retaguardia, e Iosif Pozychanyuk en el jefe del departamento político.
Antes del III Congreso Extraordinario en Volinia, el UPA había subyugado eficazmente a la OUN. A menudo, una misma persona podía recibir órdenes contrarias de los líderes del UPA y de la OUN. Al mismo tiempo, en Volinia se produjo la fusión organizativa de la OUN y del UPA, el líder regional de la OUN, con todo su personal, fue incluido en el distrito militar del UPA. El comandante del distrito militar también era el líder regional de la OUN. Tras la creación del Comandante en Jefe del UPA y del Cuartel General Militar Principal del UPA y la subordinación de Klyachkivsky a Román Shujévych, el UPA asumió efectivamente el liderazgo de la OUN.
A principios de 1944, el UPA alcanzó su máximo apogeo. Según Peter Sodol, un historiador estadounidense de origen ucraniano, en la primavera de 1944, el número de sus combatientes alcanzó entre 25.000 y 30.000 personas. Por otro lado, según Władysław Filar (historiador polaco), el número de efectivos del UPA, en la primavera de 1944, solo en Galitzia, era de entre 45.000 y 50.000 personas.
El UPA también continuó expandiéndose territorialmente. En julio de 1944, se creó el Ejército de Autodefensa Ucraniano de Bucovina (BUSA), que en ese momento contaba con 800 personas. Poco después, el BUSA pasó a formar parte del UPA.
A principios de 1944, el UPA abogó que algunos ucranianos no evadieran la movilización en el Ejército Rojo, sino que se unieran a él con el objetivo de desintegrarlo desde dentro. Sin embargo, ya en marzo de 1944, el UPA llamó a los jóvenes a evadir al reclutamiento en las filas del Ejército Rojo.
El Servicio de Seguridad (SB) de la OUN fue de gran importancia para las actividades de la resistencia ucraniana, porque desempeñó un papel especial en la destrucción de los enemigos de la OUN y del estado ucraniano. A partir de octubre de 1943, el SB en Volinia estuvo subordinado al Estado Mayor Militar del Comando General del UPA. La unidad principal del SB era el distrito. El propio jefe de distrito del SB decidía quién era el enemigo. Al mismo tiempo, sus acciones eran prácticamente incontrolables para cualquiera. Sin embargo, a menudo, los miembros del SB combinaban sus puestos en el SB con sus puestos en la OUN y en el UPA.
Tras el III Gran Congreso Extraordinario, continuaron numerosos enfrentamientos militares menores entre el UPA y los alemanes. Sin embargo, a pesar de las derrotas alemanas en el Frente Oriental, en otoño el mando alemán decidió restablecer el orden en su retaguardia. A mediados de octubre, tropas punitivas, lideradas por Hans-Adolf Prützmann, entonces el jefe supremo de las SS en Ucrania, iniciaron una ofensiva en los territorios controlados por los rebeldes. Durante las operaciones de otoño de 1943, las "repúblicas" rebeldes de Volinia fueron liquidadas. Incluso se llevó a cabo una operación con aviación y artillería para derrotar a la "república" de Kolkiv. En ocasiones, a nivel local, unidades del UPA y partisanos soviéticos incluso acordaron una tregua mutua para una lucha más eficaz contra los alemanes. Un acuerdo de este tipo se firmó, por ejemplo, a finales de 1943, cerca de la aldea de Yatskivtsi, entre el grupo "Sablyuka" y partisanos soviéticos locales.

#### Reanudación de la cooperación entre la OUN (b) y los alemanes
En 1944, la situación había cambiado drásticamente: los destacamentos y el liderazgo del UPA, previendo la derrota de Alemania, buscaron contactos con los alemanes para buscar apoyo para luchar contra el enemigo prioritario del UPA: los “soviéticos”.
Así, el 13 de enero de 1944, en el distrito de Kamenets-Kashirsky, se llegó a un acuerdo entre las unidades locales del UPA y el jefe de la guarnición alemana, según el cual el UPA recibiría munición, forraje y, finalmente, la propia ciudad a cambio de construir un puente y defenderla del ejército soviético. Hubo muchos casos en los que los rebeldes intercambiaron armas con los alemanes por alimentos. Vasily Kuk, el último jefe del UPA, en su entrevista con el historiador ruso Alexander Gogun, testificó: «Nos dieron fusiles, nosotros les dimos manteca de cerdo».
Sin embargo, el Alto Mando del UPA prohibió las negociaciones entre los comandantes locales del UPA y los alemanes, inmediatamente después de tener conocimiento de estos hechos. El 7 de marzo, Porfiry Frolovich Antoniuk, uno de los kurens de la UPA-Norte, quien negociaba con los alemanes, fue fusilado por decisión del tribunal militar. En abril de 1944, otro oficial del UPA fue ejecutado por firmar un acuerdo con los alemanes para una lucha conjunta contra los polacos. Simultáneamente a las negociaciones entre la cúpula del UPA y el mando alemán, se produjeron combates entre unidades de la Wehrmacht y destacamentos del UPA a nivel de base.
Sin embargo, las negociaciones con los alemanes sobre el terreno continuaron. En ocasiones, estas condujeron a acciones conjuntas entre unidades del UPA sobre el terreno y las fuerzas de la Wehrmacht contra el Ejército Rojo. Según la NKVD, el 25 de febrero de 1944, unidades del UPA, junto con los alemanes, lanzaron una ofensiva sobre la ciudad de Dubrovytsia, en el Óblast de Rivne. El lado alemán confió al UPA la defensa de las siguientes ciudades: Kamen-Kashyrsky, Lyubeshev y Ratne. La NKVD, incluso, registró casos en los que, tras negociaciones sobre el terreno, unidades de soldados alemanes con armas se unieron al UPA.
El 9 de marzo de 1944, la muerte de Nikolai Kuznetsov ("Paul Siebert"), un oficial de inteligencia y Héroe de la Unión Soviética, a manos de los banderistas, también fue resultado de la cooperación de los nacionalistas ucranianos con los servicios especiales de la Alemania nazi. Cuando Kuznetsov huyó de Leópolis, la sección de la Gestapo en Leópolis envió información sobre él a los rebeldes, lo que les permitió capturar a Kuznetsov y a sus compañeros, interrogarlos y fusilarlos.
El 10 de abril de 1944, el Comando General del UPA emitió una orden que prohibía a las organizaciones locales colaborar con los alemanes bajo amenaza de muerte. La amenaza se ejecutó contra algunos comandantes de unidad. Sin embargo, fue en ese momento cuando el propio Comando General de la UPA mantenía negociaciones con los alemanes (dirigidas por Ivan Grinyokh bajo el seudónimo de "Gerasimovsky"), que no culminaron plenamente hasta el verano de 1944.
El 18 de agosto de 1944, el General Wolf-Dietrich von Xylander, el Jefe del Estado Mayor del Norte de Ucrania, en un documento dirigido al cuartel general del ejército y al Oberkommando der Wehrmacht (OKW), ordenó que las unidades del UPA no fueran atacadas a menos que atacaran primero. El UPA, a su vez, accedió a proporcionar información de inteligencia a la Wehrmacht] y a dirigir a los soldados alemanes tras la línea del frente. Este acuerdo fue considerado por el UPA como un "medio táctico, no una verdadera cooperación". Sin embargo, los enfrentamientos entre las unidades del UPA y los alemanes continuaron.
Las víctimas de los insurgentes solían ser soldados alemanes que acompañaban convoyes o custodiaban almacenes que las unidades del UPA atacaban para reabastecerse, mientras que los soldados de la Wehrmacht hechos prisioneros por los nacionalistas solían ser desarmados y liberados. El último enfrentamiento tuvo lugar el 1 de septiembre de 1944.
Tras la liberación de Ucrania de la ocupación alemana, por parte del Ejército Rojo, los líderes de la Alemania Nazi se vieron obligados a reconsiderar su postura hacia el nacionalismo ucraniano y pasaron a considerar al UPA como un posible aliado en la guerra contra la URSS. El 28 de septiembre de 1944, las autoridades alemanas liberaron a Stepán Bandera y a Yaroslav Stetsko del Campo de Concentración de Sachsenhausen, junto con un grupo de activistas de la OUN(b) previamente detenidos. Numerosos artículos aparecieron en la prensa alemana sobre los éxitos del UPA en la lucha contra los bolcheviques, en los que sus miembros eran llamados "luchadores por la libertad de Ucrania".
Según Otto Skorzeny, en otoño de ese mismo año, grupos aislados de soldados alemanes se unieron a las unidades de la OUN-UPA y, por sugerencia de la UGVR, se convirtieron en líderes de los campos de entrenamiento y las escuelas militares del UPA. Para suministrar armas y equipos, se organizó un "puente aéreo", mediante el cual se transportaron activistas de la OUN(b) y saboteadores alemanes desde Alemania a las zonas de operaciones de la OUN-UPA en los territorios ocupados por las tropas alemanas.
Bandera fue trasladado a Berlín y se le asignó un apartamento en un edificio donde la Gestapo, que lo vigilaba, vivía en la planta baja. Allí se le ofreció dirigir el Comité de Liberación de Ucrania, cuya creación se planeaba en Alemania (similar al Comité de Liberación de Rusia del general Andréi Vlásov). Todos los grupos nacionalistas ucranianos, e incluso el UPA, quedarían subordinados a este comité.
Sin embargo, Stepán Bandera declaró que no podía crear dicho comité, ya que durante su estancia en el Campo de Concentración de Sachsenhausen no había tenido ninguna influencia en la OUN, en el UPA y ni en la UGVR. Razón por la cual, aconsejó a los alemanes que recurrieran a otras asociaciones y figuras. Según el testimonio de Vasyl Dyachuk, su compañero de armas, en febrero de 1945, Bandera escapó de su apartamento en Berlín con la ayuda de miembros de la OUN y se trasladó al sur de Alemania utilizando documentos falsos. Allí logró ocultarse de la Gestapo hasta el final de la guerra.
Según los historiadores ucranianos modernos, la relación entre el UPA y los alemanes durante este período se caracteriza, en general, como una "neutralidad armada": el UPA estaba obligada a no ser la primera en atacar a las fuerzas alemanas, a proporcionarles información de inteligencia, a cambio de recibir armas y una neutralidad recíproca. En caso de un ataque alemán contra unidades del UPA o aldeas ucranianas, las formaciones del UPA debían repeler contundentemente. Sin embargo, esta era la política del Mando Supremo del UPA. A nivel local, los comandantes individuales solían entablar negociaciones con los alemanes sin autorización superior para llevar a cabo acciones conjuntas contra el Ejército Rojo.

#### División OUN y SS "Galicia"
Un aspecto importante de la relación entre la OUN y la Alemania es la actividad de la División SS Galitzia. Incluso al comienzo de la guerra, algunos líderes de la OUN de Melnykiv abogaron por la creación de un ejército ucraniano como parte de las fuerzas armadas alemanas.
Pero, en la primera etapa de la guerra, los nazis no necesitaron la ayuda de los pueblos eslavos. La situación cambió tras la derrota alemana en Stalingrado (2 de febrero de 1943). Entonces se decidió reclutar a pueblos racialmente "inferiores" en el ejército alemán y se empezaron a crear divisiones nacionales de las Waffen-SS. Las autoridades alemanas no se atrevieron a crear una división "ucraniana" de las SS, pero se decidió crear una división "gallega" de las SS con los ucranianos de Galitzia.
En abril de 1943, se anunció el reclutamiento para la división. Tras el anuncio del reclutamiento para la División SS Galitzia, 62 000 personas (según otras fuentes, 84 000) se alistaron como voluntarios. Según Vladimir Kosik (historiador ucraniano emigrado), la OUN-B realizó campañas de agitación contra la creación de la división.
Sin embargo, como lo demuestran investigaciones más detalladas y los recuerdos de los propios miembros de la división, la situación era más complicada. En la OUN existían diferentes opiniones respecto a la división. Algunos líderes, incluyendo a Román Shujévych, abogaban por que los nacionalistas sirvieran en la división para recibir entrenamiento militar. Otros, incluyendo los dirigentes de la PZUZ (Tierras Ucranianas del Noroeste) y de la PUZ (Tierras Ucranianas del Sur), se oponían. Como resultado, se llegó a un acuerdo: la OUN condenó públicamente la división, pero envió allí a sus cuadros para recibir entrenamiento militar e obtener influencia en la división.
A partir de febrero de 1944, algunas unidades del UPA, junto con unidades de la División SS Galitzia, lucharon contra partisanos soviéticos y polacos en el territorio del Gobierno General. Más tarde, tras la Batalla de Brody (13 al 22 de julio de 1944), el UPA incorporó en sus filas los supervivientes de la SS Galitzia. En total, las filas del UPA se reforzaron con hasta 3.000 personas.
Tras la capitulación alemana, el destino de los soldados de la División SS Galitzia fue diverso. Unos 1.500 militares fueron capturados por los estadounidenses: unos 1.000 en Alemania y 500 en Austria. Unos 10.000 ucranianos fueron capturados en la zona de ocupación británica. Otros 4.700 soldados y oficiales fueron capturados por las tropas soviéticas.
A diferencia de la mayoría de las demás unidades colaboracionistas de Europa del Este, los militares de la SS Galitzia no fueron entregados a la Unión Soviética; se les permitió emigrar a Canadá y Estados Unidos. Esto se debió a que los aliados occidentales de la URSS en la coalición antihitleriana no reconocían las fronteras de los estados europeos, en cuya modificación la Alemania de Hitler había participado. Londres, que reconocía plenamente al gobierno polaco en el exilio, consideraba a la población de Ucrania Occidental (incluidos los soldados de la 14.ª División, principalmente de Galitzia y, en menor medida, de Volinia) ciudadanos de Polonia, pero no de la URSS, por lo que su extradición a la Unión Soviética no parecía obvia para los británicos ni para los estadounidenses.

#### Relaciones de la OUN (b) con Hungría
Al comienzo de la Segunda Guerra Mundial, Hungría fue el primer país del Eje con el que los nacionalistas ucranianos desarrollaron inmediatamente relaciones hostiles debido a la Invasión de Cárpato-Ucrania, en mediados de marzo de 1939, por tropas húngaras.
En la primera mitad de 1943, las fuerzas de ocupación húngaras que, por encargo de los alemanes, llevaban a cabo tareas de policía y seguridad en Volinia, fueron convocadas a menudo por el mando alemán para llevar a cabo operaciones de contrainsurgencia y acciones de pacificación en aldeas ucranianas.
En agosto de 1943, tuvieron lugar los primeros intentos de reconciliación entre el Ejército Insurgente Ucraniano (UPA) y las tropas húngaras. Los magiares, que no querían derramar sangre por los intereses alemanes, en secreto de los nazis, declararon al personal de mando que querían ver a los líderes del UPA y establecer relaciones entre los magiares y el UPA, ya que no apoyaban la política nazi hacia los judíos y los eslavos.
A finales de 1943-1944, las relaciones entre el UPA y las fuerzas de ocupación húngaras ya eran multifacéticas y muy ambiguas. Se registraron casos de neutralidad, no agresión mutua y cooperación, así como enfrentamientos armados, batallas, enfrentamientos, robos a la población ucraniana por parte de las tropas húngaras y el desarme de las unidades rebeldes. Se llevaron a cabo negociaciones activas de cooperación en Leópolis y Budapest.
Los húngaros se familiarizaron con el estado del suministro de material y alimentos del OUN-UPA, discutieron con los rebeldes planes para organizar sabotajes en la retaguardia soviética, el tratamiento de los miembros de la OUN en hospitales húngaros y su posible emigración a Hungría, conservando el derecho a desarrollar actividades políticas. Además, Budapest mantuvo negociaciones entre bastidores con EE. UU. y Gran Bretaña sobre la salida de la guerra.
En marzo de 1944, las relaciones se deterioraron de nuevo, cuando las tropas alemanas, al enterarse de las negociaciones secretas entre los líderes húngaros y los aliados, ocuparon Hungría bajo el escenario de la "Operación Margarethe" para evitar que el país se uniera a la Coalición Antihitleriana. Como resultado de esta operación, se llevó a cabo una purga de personal en el cuartel general del ejército húngaro. Muchos oficiales húngaros involucrados en contactos con representantes de la resistencia ucraniana fueron destituidos de sus altos mandos o transferidos a otros puestos. Además, en 1944, los húngaros apoyaron al bando polaco en el conflicto étnico ucraniano-polaco en Galitzia. En ese contexto: se mostraron muy amistosos con la población polaca y a menudo protegieron sus aldeas de los ataques armados de los nacionalistas ucranianos, ayudando a los polacos a emigrar hacia Occidente.
Entre marzo y mayo de 1944, las tropas húngaras llevaron a cabo una serie de operaciones punitivas, en Galitzia, contra unidades del UPA, pero pronto cesaron debido a la proximidad del frente soviético-alemán y a la decisión de ambos bandos de detener el derramamiento de sangre innecesario. En el momento en que se alcanzó un nuevo entendimiento entre los húngaros y el UPA, los rebeldes no solo cubrieron la retirada de los húngaros, sino que también los liberaron del cerco a cambio de una cantidad moderada de armas.

#### Relaciones de la OUN (b) con Rumania
A principios de 1943, tras iniciar una amplia lucha armada antialemana en Volinia y en el sur de Polesia, las organizaciones clandestinas OUN(b) y Ejército Insurgente Ucraniano (UPA) también se vieron obligadas a enfrentarse a las tropas rumanas y a las agencias punitivas y represivas en los territorios ucranianos ocupados de Bucovina del Norte, Besarabia y Transnistria, En una época en la que Rumanía era aliada de Alemania Nazi. Sin embargo, no se registraron, por parte de los nacionalistas ucranianos, ataques armados ni sabotajes significativos contra los ocupantes rumanos. Para el verano de 1943, las actividades de la OUN en los territorios ocupados por Rumania estaban prácticamente paralizadas por los servicios especiales rumanos.
A finales de 1943/44, la situación cambió drásticamente y los servicios secretos rumanos iniciaron negociaciones con los nacionalistas ucranianos para cooperar en la lucha contra la URSS.
El 24 de octubre de 1944, Timofey Semchyshyn, que fue jefe de la OUN en Transistria, testificó durante un interrogatorio ante la NKVD que, durante las negociaciones, entre los días 17 y 18 de marzo de 1944, en Chisináu, con representantes del Mariscal Ion Antonescu, se alcanzaron acuerdos verbales entre la OUN, el UPA y la Rumanía sobre todos los asuntos. La excepción fue el no reconocimiento por parte de la OUN de la frontera oriental rumana, vigente hasta junio de 1940. Por lo tanto, el acuerdo nunca se firmó.
En junio y julio de 1949, uno de los cientos del UPA organizó una incursión en Rumania para establecer contactos con la resistencia anticomunista. Se desconocen los resultados de esta incursión.

### Liquidación de la clandestinidad nacionalista en Ucrania Occidental
Después de que la Unión Soviética reconquistara Ucrania, el Ejército Insurgente Ucraniano (UPA) siguió atacando al Ejército Rojo, tropas internas y fronterizas de la NKVD, personal de las fuerzas del orden y de los servicios de seguridad, además de los trabajadores soviéticos y del partido. Sin embargo, los partisanos resultaron ineficaces contra el ejército regular. Su método consistía en ataques sorpresa por la retaguardia. La resistencia clandestina llamó al boicot de las movilizaciones, atacó convoyes con reclutas, asesinó a activistas comunistas y atacó unidades del Ejército Rojo y de la NKVD.
El gobierno soviético comenzó a tomar medidas decisivas. Se estacionó una guarnición de hasta un batallón en cada distrito, y regimientos de las Tropas Internas de la NKVD se estacionaron en centros regionales. En total, más de 30.000 soldados de la NKVD fueron enviados a combatir al UPA. Algunas unidades llegaron a Ucrania directamente desde Chechenia y Kalmukia, donde acababan de completar las deportaciones de chechenos e ingusetios. En algunas aldeas, se crearon batallones de exterminio (BI) subordinados a la NKVD. Varios trenes blindados, apoyados por grupos de desembarco, llegaron para proteger las vías férreas.
El 12 de febrero de 1944, se publicó el primer llamamiento de la dirección de la URSS al UPA, instándolo a salir voluntariamente de sus escondites y deponer las armas. Simultáneamente, comenzaron operaciones de limpieza a gran escala. Las personas sospechosas de colaborar con la resistencia fueron llevadas al interior de la URSS. Los cadáveres se exhibían con frecuencia para intimidar a otros. Con el mismo propósito, se organizaron juicios-espectáculo y ejecuciones públicas de miembros capturados de la OUN-B y del UPA, a los que incluso se conducía a escolares.
En octubre de 1944, cerca de 600 agentes experimentados fueron enviados a Ucrania Occidental desde otras partes de la República Socialista Soviética de Ucrania, quienes se dedicaron a la creación de una red de agentes. La NKVD también comenzó a organizar numerosos grupos especiales que se hacían pasar por el UPA (en junio de 1945, había 157 grupos de este tipo). Su misión consistía en eliminar a los líderes de la resistencia y a pequeños grupos de partisanos, proporcionar información de inteligencia a las tropas de la NKVD y organizar diversas provocaciones para sembrar un clima de sospecha mutua en la resistencia.
En el invierno de 1945-1946, justo antes de las elecciones al Sóviet Supremo de la Unión Soviética, previstas para el 10 de febrero de 1946, los comunistas decidieron asestar un golpe decisivo al UPA. Se organizó la Operación "Gran Bloqueo", que consistió en que, después del 10 de enero de 1946, toda Ucrania Occidental se cubrió con guarniciones de soldados del Ejército Rojo y de la NKVD. Eran 3.500 guarniciones, cada una compuesta por entre 20 y 100 soldados y oficiales, bien equipados con armas automáticas. Además, se crearon numerosos grupos móviles, apoyados por vehículos blindados de transporte de personal, que realizaron incursiones continuas. El "Gran Bloqueo" duró hasta el 1 de abril. Les costó a los rebeldes al menos 5.000 muertos. Sin embargo, no fue posible derrotar por completo al movimiento nacionalista.
Las pérdidas sufridas por la resistencia ucraniana durante el Gran Bloqueo fueron difíciles de compensar, lo que llevó a la decisión de disolver definitivamente los grandes destacamentos (centurias) del UPA. En julio de 1946, Román Shujévych, entonces el comandante en jefe del UPA, ordenó la disolución de las unidades partisanas. Solo las unidades armadas, profundamente encubiertas, de la OUN continuarían la lucha.
La desmovilización de las unidades del UPA se llevó a cabo gradualmente. A principios de 1949, dos centurias del UPA (cada una con la fuerza de un pelotón) seguían activas en Galitzia, las cuales fueron disueltas a finales de año. Oficialmente, el 3 de septiembre de 1949, por orden de Román Shujévych, la UGVR cesó temporalmente las actividades de las estructuras del UPA.
La deportación de familias partisanas, o simplemente de personas sospechosas de simpatizar con ella, a zonas remotas de la URSS, fue uno de los métodos más eficaces para combatir la clandestinidad. Las primeras deportaciones se llevaron a cabo ya entre 1944 y 1945. En 1946, los éxitos en la lucha contra la clandestinidad llevaron al gobierno soviético a abandonar temporalmente esta medida represiva. Sin embargo, ya en 1947 se decidió llevar a cabo una deportación a gran escala en toda Ucrania Occidental. Además, se planeó desalojar simultáneamente los partidarios de los "bandidos" a los kulaks, lo que serviría de preludio a la colectivización forzosa que se inició, entre 1948 y 1950, en esta región.
El 21 de octubre de 1947 a las 6 de la mañana, los servicios especiales iniciaron las operaciones de desalojo que recibieron el nombre en clave de "Oeste", que, en la mayoría de las regiones, fueron terminadas ese mismo día. En el Óblast de Ternópil, más de 13.000 personas fueron desalojadas en diez horas. Durante la operación, que duró varios días, fueron deportadas 26.644 familias de "nacionalistas activos": 76.192 personas, de las cuales 18.866 eran hombres, 35.152 mujeres y 22.174 niños.
Las operaciones soviéticas de aquel período se asemejaban a los métodos de responsabilidad colectiva empleados por los nazis, con la única diferencia de que los alemanes fusilaban a rehenes y pacificaban aldeas, mientras que los servicios secretos soviéticos exiliaban a las zonas más remotas de la URSS a quienes se sospechaba que apoyaban a los "bandidos". En 1949, 25.527 personas fueron deportadas de Ucrania Occidental; en 1950, 41.149; en 1951, 18.523, y en 1952, 3.229.
Los servicios secretos soviéticos dedicaron la mayor atención a la captura o eliminación de los líderes de la OUN-B y del UPA. Así, el 26 de enero de 1945, la NKVD logró capturar Yuriy Oleksandrovych Stelmashchuk, uno de los comandantes más famosos de la resistencia ucraniana en Volinia. Se cree que el testimonio de Stelmashchuk ayudó a los servicios secretos soviéticos a identificar y eliminar Dmytro Klyachkivsky ("Klim Savur"), el comandante del UPA-Norte.
El 5 de marzo de 1950, los servicios secretos lograron descubrir el escondite de Taras Chuprynka, entonces el comandante principal del UPA, en la aldea de Belogorshcha, a las afueras de Leópolis. En la misma operación, Román Shujévych, rodeado, se negó a rendirse y fue aniquilado.
Tras la muerte de Shujévych, el coronel Vasyl Kuk ("Lemish") asumió el mando de las fuerzas clandestinas, sin embargo, el 24 de mayo de 1954, fue arrestado junto con su esposa. Esta fecha marcó el fin de la resistencia ucraniana como estructura organizada. Sin embargo, continuó la búsqueda de grupos e individuos que intentaban sobrevivir en circunstancias extremadamente desfavorables, que fueron gradualmente perseguidos o exterminados por el KGB.
El 14 de abril de 1960, el último grupo activo de la OUN, compuesto por tres personas, fue liquidado físicamente por el KGB, en el distrito de Pidhaytsi del Óblast de Ternópil.

## La política nacional y la participación en asesinatos en masa
La actitud y los planes de los nacionalistas ucranianos hacia las minorías nacionales son caracterizados de forma diversa por los investigadores. Algunos presentan a la OUN como una organización carente de hostilidad hacia otras nacionalidades, mientras que otros señalan que, a principios de la década de 1940: judíos, polacos y rusos eran considerados grupos históricamente hostiles y era evidente el deseo de la OUN de cometer genocidio contra las minorías correspondientes.
Inicialmente, la OUN se propuso cooperar con diversos pueblos anticomunistas para una lucha conjunta contra la URSS. Esta cooperación dependía en gran medida de si consideraban a estas minorías amistosas, peligrosas o no. La OUN buscaba atraer a las minorías nacionales de la URSS para luchar contra el "imperialismo moscovita".

### La OUN y los judíos

#### Década de 1930
En Galitzia, durante la Primera Guerra Mundial , el movimiento nacionalista ucraniano no abordó la cuestión judía en el sentido sociopolítico. Soldados y oficiales judíos sirvieron en el USS y en el Ejército Ucraniano de Galitzia (UGA). En 1918, incluso se creó un kuren judío independiente en el UGA. Yevguén Konovalets, el futuro líder del nacionalismo ucraniano, se pronunció en contra de las exigencias de los antisemitas de expulsar a los judíos del USS.
En Leópolis, a pesar de las contradicciones existentes entre judíos y ucranianos, los ucranianos, a diferencia de los polacos, que, en noviembre de 1918, cometieron un sangriento pogromo, en el que murieron 72 judíos, después de que los ucranianos se retiraran de la ciudad, no emprendieron ninguna acción activa dirigida contra los judíos.
Pero con el tiempo, la situación cambió, y para la década de 1930, los asuntos judíos se habían convertido en una parte importante de la ideología de la OUN. El hecho que empeoró las relaciones entre entre los ucranianos y los judíos fue el asesinato, en mayo de 1926, de Simon Petliura, que fue el principal dirigente de la República Popular Ucraniana (UNR), a manos del judío Sholom Schwartzbard, quien lo cometió como venganza por los pogromos judíos perpetrados por los "petliuritas".
El asesinato de Petliura y, no menos importante, la absolución de su asesino por un tribunal parisino, complicaron las ya de por sí difíciles relaciones entre los ucranianos y los judíos. Añadió leña al fuego el hecho de que, durante el juicio, la prensa judía salió en defensa del asesino, de modo que pronto se empezó a responsabilizar colectivamente a los judíos del asesinato de Petliura. Como se demostró más tarde, este estereotipo costó la vida a algunos judíos durante los pogromos judíos de 1941.
A principios de la década de 1930, la idea de que el judaísmo era culpable de la opresión secular de los ucranianos, de que los judíos no apoyaron a los defensores de la independencia durante la Guerra de Independencia de Ucrania y de que los judíos tenían una posición dominante en la prensa y el mundo financiero mundial estaba muy extendida entre los nacionalistas ucranianos. También en esa época, se había formado un estereotipo entre algunos intelectuales ucranianos occidentales, según el cual la explotación judía de Ucrania y el rechazo de los judíos a "ayudar" a los ucranianos a crear un estado ucraniano independiente, eran las principales causas de los pogromos.
Los nacionalistas ucranianos no estaban solos en su visión negativa del judaísmo. El antisemitismo "moderado" se volvió aceptable en la sociedad ucraniana occidental. Poco antes de la adopción de las Leyes de Núremberg, el periódico formalmente no partidista "Noviy Chas" aprobó la política legislativa antijudía seguida en la Alemania Nazi, argumentando que "los ucranianos pueden envidiar el destino de los judíos alemanes debido a Zbruch".
En la segunda mitad de la década de 1930, periódicos y folletos formaron la imagen del "chekista judío" en la opinión pública ucraniana occidental. Al hablar del antisemitismo ucraniano del período de entreguerras y los estereotipos antijudíos generalizados, es necesario recordar que las tierras ucranianas occidentales en ese momento estaban bajo la jurisdicción de Polonia, donde el antisemitismo se desarrollaba activamente durante ese período. Incluso fuerzas políticas polacas como la Ludowcy, que se oponían a los extremos de la política antijudía de los Endeks y a los pogromos, consideraban que la mejor solución a la cuestión judía era la emigración de los judíos de Polonia. Esto, naturalmente, influyó en la actitud de los ucranianos hacia los judíos residentes en Polonia.
En la década de 1930, los nacionalistas ucranianos (y otros) solían identificar al comunismo con los judíos. Hasta 1943, la OUN utilizó el término "judío comunista". Además, por así decirlo, el "antisemitismo económico" floreció entre los nacionalistas ucranianos, cuando, para socavar la posición económica de los judíos y proteger los intereses económicos de los ucranianos, los nacionalistas llevaron a cabo acciones antijudías como boicotear productos judíos, dañar sus propiedades e incluso incendiar viviendas judías. Y esto a pesar de que, según informes de la policía polaca, el Comité Ejecutivo Regional de la OUN prescribía combatir a los judíos únicamente con métodos económicos, mientras que a los comunistas se les combatía con todos los métodos, "sin excluir el terrorismo".
Sin embargo, existen pruebas de que la dirección de la OUN regional incitó directamente a las bases nacionalistas a cometer pogromos. Así, en un folleto publicado en 1931 y presumiblemente escrito por S. Lenkavsky, entonces el referente ideológico del Comité Regional; y por S. Okhrimovich, entonces el líder regional de la OUN, está escrito: “Cuando un astillero explote a un pueblo o una fábrica de trabajadores, iniciaremos una huelga y nos negaremos a trabajar mientras recibamos los salarios que queremos. Nos negaremos a vender leche, huevos, etc. a los maestros polacos. Romperemos las ventanas de las tabernas, destrozaremos botellas de vodka y expulsaremos a los judíos del pueblo”. En la segunda mitad de la década de 1930, comenzaron las acciones antijudías en Volinia. En 1936, comenzaron los ataques incendiarios contra tiendas judías en Volinia, organizados por la OUN.
En 1937, en una de las reuniones de los líderes de la OUN en Kostopil, se decidió que "los judíos son perjudiciales para la nación ucraniana; es necesario expulsarlos" ("pozbutisya"). Basándose en esta motivación, se decidió expulsarlos incendiando hogares y comercios judíos. Esas acciones tuvieron lugar en Kostopil, Derazhnya, Berestovets, Stavka y Diksin. Como resultado, alrededor de 100 familias judías quedaron sin techo. Quizás un incentivo adicional para los incendios provocados antijudíos en Volinia fue la supuesta fuerte influencia de los comunistas en estas tierras. Probablemente, los nacionalistas ucranianos consideraban a los judíos como partidarios de los comunistas y, por lo tanto, decidieron manifestar su postura hacia él de esta manera. En este caso, la iniciativa vino "desde abajo", de las localidades, y no del “Liderazgo de los Nacionalistas Ucranianos” (PUN) ni del Comité Regional de la OUN.
También se observaron manifestaciones antijudías en otras regiones del oeste de Ucrania. Así, en 1936, según la policía polaca, en los distritos de Berezhany, Pidhaytsi y Rohatyn, se registraron más de 20 manifestaciones antijudías. Sin embargo, en este caso, no está claro en qué consistieron exactamente las manifestaciones antijudías ni en qué medida fueron una manifestación de la política específica de la OUN, ni en qué medida fueron manifestaciones antijudías espontáneas de ucranianos.
Los nacionalistas ucranianos no fueron los únicos en emplear métodos económicos contra los judíos. Las fuerzas políticas de derecha polacas también llevaron a cabo una campaña de boicot antijudío. Al evaluar la política práctica antijudía de la OUN, el "antisemitismo económico", es necesario distinguir dos aspectos:
1. la política económica "antijudía" propiamente dicha, como el boicot a los productos judíos, las medidas destinadas a eliminar la mediación judía en la economía de Ucrania Occidental, así como cualquier otra mediación que afecte negativamente a la situación de la población ucraniana, y la expansión, como respuesta, de la cooperación económica ucraniana;
2. las medidas que, aunque puedan estar dirigidas contra la economía judía, tienen un carácter claramente ilegal y violento: el incendio de tiendas judías y la destrucción de escaparates.

Volodymyr Mykhailovych Vyatrovich, un investigador ucraniano, cree que el odio a los comunistas fue fundamental para el desarrollo del antisemitismo entre los ucranianos. Además, Vyatrovich califica las acciones antijudías de los jóvenes pro-OUN como acciones anticomunistas y antialcohólicas, deliberadamente presentadas como antijudías por las autoridades polacas.
Sin embargo, las evaluaciones de estas acciones realizadas por el KPZU confirman que al menos algunas de las acciones llevadas a cabo por la OUN fueran precisamente antijudías. El KPZU distinguió claramente entre acciones anticomunistas y acciones antijudías.

#### La anexión de Ucrania Occidental a la URSS
Tras la ocupación de Ucrania Occidental por las tropas soviéticas en el otoño de 1939, se afianzaron en Galitzia: el estereotipo de la URSS como "comuna judía" y la dominación judía en las fuerzas del orden soviéticas, surgido durante la revolución. Este fortalecimiento se vio facilitado por la sovietización forzosa de la región. Numerosos líderes y miembros de antiguos partidos políticos "burgueses" y figuras culturales fueron arrestados, y miles de enemigos reales e imaginarios del poder soviético, ciudadanos socialmente ajenos y políticamente poco fiables, fueron enviados a Siberia.
Las actividades de la OUN, la única organización política de la Polonia de entreguerras que logró sobrevivir, aunque en la clandestinidad, y que continuó operando, atrajeron la atención especial de las autoridades soviéticas. Una oleada de arrestos de miembros de la OUN se extendió por Ucrania Occidental y la responsabilidad recayó nuevamente sobre los judíos. El porcentaje de judíos en los órganos del poder soviético establecido era ligeramente superior a su número en la población de la región, pero esto tiene una explicación: por primera vez, los judíos locales tuvieron la oportunidad de participar en la vida política del país sin discriminación alguna. Pero incluso una representación tan amplia de judíos en los órganos soviéticos era solo relativa: los judíos no constituían la base del aparato político soviético en la región.
El estereotipo del judío comunista que existía entre los nacionalistas ucranianos y en la sociedad ucraniana en general se fortaleció y alcanzó su apogeo al comienzo de la Segunda Guerra Mundial, cuando el grado de agresión hacia el "judío comunista" por parte de los nacionalistas ucranianos y los nazis difería poco. El hecho de que judíos, así como representantes de otros pueblos de Ucrania occidental, fueran enviados a Siberia simplemente pasó desapercibido para los nacionalistas ucranianos.
Tras la anexión de Ucrania Occidental a la URSS en el otoño de 1939, algunos nacionalistas ucranianos expresaron abiertamente su descontento con el hecho de que en la URSS “los judíos estaban en el poder”. En la aldea de Dobrotovo, en el distrito de Nadvirna (Óblast de Ivano-Frankivsk), dos miembros de la OUN anunciaron a la población que “la comuna les quitaría las tierras a todos los ricos, llevarían a los pobres a Siberia, el Ejército Rojo cerraría todas las iglesias, que los niños serían llevados a edificios separados, y que la comuna azotaría a los judíos contra los ucranianos”.
En 1941, durante la celebración del Segundo Congreso de la OUN-B, se formuló la postura de los nacionalistas ucranianos respecto a los judíos. Por lo tanto, las resoluciones políticas del congreso señalaban que «los judíos en la URSS constituyen el apoyo más ferviente del régimen bolchevique gobernante y la vanguardia del imperialismo moscovita en Ucrania. El gobierno bolchevique moscovita utiliza los sentimientos antijudíos de las masas ucranianas para desviar su atención de la verdadera causa del mal, para que durante el levantamiento ocurran pogromos contra los judíos. La Organización de Nacionalistas Ucranianos lucha contra los judíos como apoyo al régimen bolchevique moscovita, reconociendo que Moscú es el principal enemigo».

#### Pogromos judíos en el oeste de Ucrania en junio-julio de 1941
Al comienzo de la invasión nazi de la Unión Soviética, los banderistas ya habían formado estereotipos sobre polacos, judíos y rusos. También es necesario tener en cuenta que la OUN se posicionó como aliada de los nazis al inicio de la guerra, por lo que la retórica antisemita era especialmente dura. Los banderistas identificaron el sistema soviético con la "dictadura judeo-bolchevique". En los panfletos banderistas distribuidos al comienzo de la guerra, los judíos son claramente retratados como un pueblo explotador.
Al mismo tiempo, el antisemitismo masivo en Ucrania difería del alemán. Documentos alemanes indicaban que el antisemitismo estaba extendido en Ucrania, pero era predominantemente religioso, no racial.
Poco después del inicio de la guerra soviético-alemana, comenzaron los primeros pogromos judíos. Entre junio y julio de 1941, ocurrieron pogromos (con distintos grados de crueldad) en 26 ciudades ucranianas de Galitzia y Volinia. Esos pogromos fueron un desastre terrible para los judíos de Ucrania Occidental. Según diversas estimaciones, el número de víctimas de los pogromos de julio en Ucrania Occidental, oscila entre 12.000 y 28.000 judíos.
Una ola de ira antisemita se generó tras la revelación de los masacres de prisioneros por la NKVD. En todas partes, se culpó a la población judía local. Los alemanes intentaron astutamente manipular estos sentimientos. En Dobromil, ucranianos incendiaron una sinagoga y en Sámbir asesinaron a cincuenta personas. En Leópolis, una turba enfurecida metió a unos mil judíos en prisión, burlándose de ellos y linchándolos. Los judíos fueron obligados a exhumar con las manos desnudas, lavar los cuerpos tendidos de los muertos y luego lavarse con el agua utilizada para este fin. Al mismo tiempo, fueron golpeados, maldecidos e insultados de todas las maneras posibles. El trabajo continuó desde el amanecer hasta el anochecer, y a nadie se le dio nada de comer ni beber. Los asesinatos fueron frecuentes. Los soldados del Batallón Nachtigall probablemente participaron en el Pogromo de Leópolis, pero no se sabe cómo se organizó la unidad.
Del 25 al 27 de julio de 1941, cuando se organizaron los llamados "Días de Petliura", en homenaje a Simon Petliura, que fue el líder de la República Popular Ucraniana, que murió, el 25 de mayo de 1926, a manos de un judío), tuvo lugar la siguiente ola de persecución antijudía en Leópolis. El pogromo comenzó alrededor de las cinco de la mañana. Los pogromistas irrumpieron en casas judías, expulsaron a la gente, golpearon y robaron. Alrededor de mil quinientas personas fueron asesinadas en ese momento.
El papel de la OUN en estos sucesos no está del todo claro. No hay pruebas de que los pogromos fueran organizados por la dirección de la OUN, pero la milicia ucraniana creada por los banderistas, con el apoyo de la población, participó en las persecuciones antijudías. No se puede descartar que la violencia contra los judíos fuera consecuencia directa de la distribución de los panfletos antisemitas de Ivan Klimov, "Legend", quien, tras la captura de Leópolis por los alemanes, se dedicó a la distribución de panfletos de la Dirección Regional de la OUN(B) con llamamientos antisemitas.
Stepan Lenkavsky, uno de los partidarios más destacados de Stepán Bandera, defendió el trato individualizado a ciertas personas de origen judío, por ejemplo, los especialistas valorados por la comunidad ucraniana y aquellos bautizados y emparentados con ucranianos ("un cuarto y medio de la sangre de los judíos"). También afirmó: “Con respecto a los judíos, adoptaremos todos los métodos que se utilicen para destruirlos”.
Incluso después del fin de los pogromos, el antisemitismo persistió entre los nacionalistas ucranianos. Tras su finalización, las milicias ucranianas en las ciudades del oeste de Ucrania supervisaron la aplicación de las normas alemanas sobre los judíos.

#### OUN y policía auxiliar
Véase también: Policía Auxiliar Ucraniana
Un tema aparte es la relación entre la OUN y la policía ucraniana. Tras la liquidación de la UMP en el otoño de 1941, los alemanes crearon la policía auxiliar ucraniana, que incluía a muchos exmiembros de la milicia ucraniana. Sin embargo, la SD la purgó a fondo de nacionalistas ucranianos activos. No obstante, a pesar de las purgas, un gran número de nacionalistas ucranianos permaneció en la organización. En la primavera de 1943, más de 5.000 miembros de la policía ucraniana huyeron a los bosques, convirtiéndose en la base de los cuadros del Ejército Insurgente Ucraniano (UPA).
Las afirmaciones de algunos historiadores ucranianos de que las opiniones antijudías de los miembros de la OUN desaparecieron inmediatamente después del inicio de las "acciones" alemanas para exterminar a los judíos son falsas. La OUN y sus miembros continuaron profesando el antisemitismo, incluso después del inicio del exterminio de los judíos.

#### La actitud de la OUN-B hacia los judíos después del III Congreso Extraordinario
En agosto de 1943, se celebró el Tercer Congreso Extraordinario de la OUN-B, que aprobó un programa que incluía puntos (párrafos 10-12) sobre derechos civiles, que anteriormente habían estado completamente ausentes en el programa de la OUN. También se garantizaron los derechos de las minorías nacionales.
Sin embargo, en la práctica, continuaron los casos de exterminio de judíos por parte de los nacionalistas ucranianos. Según Yaroslav Hrytsak, Román Shujévych, tras convertirse en líder del movimiento insurgente ucraniano, ordenó a los miembros del Ejército Insurgente Ucraniano (UPA) no participar en pogromos judíos, no se corresponden en absoluto con la práctica real del trato que los nacionalistas ucranianos dieron a los judíos entre 1943 y 1944.
El exterminio de judíos continuó incluso después de los cambios ideológicos de la OUN. El informe, del 3 de noviembre de 1943, del representante del SB de la VO "Zagrava" (grupo norte del UPA), afirma que, entre el 15 de septiembre y el 15 de octubre de 1943, el SB asesinó a 33 polacos y a un judío.
El informe, del 17 de octubre de 1943, del comandante del distrito de Galo del distrito militar de Zagrava, afirmaba: «Una banda de lugareños y judíos —hasta 60 personas, en su mayoría mal armadas— rondaba por las cercanías de Ozersk y Svarichevichi; había más de ellos al otro lado del Río Horýn. Al parecer, este pequeño grupo de partisanos judíos y locales fue aniquilado por el UPA.
En noviembre de 1943, algunas unidades del UPA «se lanzaron a la caza de judíos». El 14 de noviembre de 1943, tras una «vagancia» similar en el bosque cerca de Ostrovtsy, el destacamento Kolodzinsky mató a 4 judíos, capturó a 2 y dos más escaparon. No está del todo claro cómo estas marchas eran coherentes con la política de democratización proclamada por la OUN, pero es evidente que las acciones antijudías por parte de los nacionalistas tuvieron lugar incluso después de la democratización parcial de la OUN en el III Congreso. A finales de 1943 y principios de 1944, los judíos que quedaban en la región de Pidhaytsi fueron asesinados por unidades ucranianas del UPA.
La democratización del programa de la OUN no condujo a la eliminación de los estereotipos antijudíos entre los miembros comunes de la organización. Algunos nacionalistas ucranianos continuaron definiendo al gobierno soviético como "judío-bolchevique" en conversaciones, incluso después de la democratización parcial del programa de 1943. El estereotipo del judío que apoya a los bolcheviques se encuentra, incluso, en los informes de la OUN de 1944. Además, el estereotipo del "judío comunista" persistió. En uno de los informes de la OUN sobre los sucesos en Bucovina, se pueden encontrar definiciones como "escoria judeo-bolchevique" y "administración judeo-bolchevique".
Los informes del UPA a menudo enfatizaban el componente judío (real o imaginario) de las bandas partisanas. Por ejemplo, en el informe, del 25 de diciembre de 1943, del comandante de la retaguardia ("zapillya") de la VO "Zagrava", se dijo que: "Una banda bolchevique, compuesta principalmente por judíos, atacó la aldea de Maryanovka, la saqueó y se apoderó de ganado vacuno y ovino. Entre ellos se encontraban mujeres judías que robaron la ropa de cama a los campesinos".
En algunos casos, los judíos actuaron como parte atacante. Por ejemplo, entre julio de 1943 y julio de 1944, destacamentos judíos que operaban cerca de Peremyshliany, compuestos por judíos que huían del exterminio alemán en los bosques, llevaron a cabo 13 incursiones en aldeas y comisarías ucranianas con fines de venganza y de incautación de armas.
En el otoño de 1944, aparentemente, se produjo un cambio definitivo en la política de la OUN hacia los judíos. El 5 de septiembre de 1944, el mando del Distrito Militar de Bug emitió la orden 11/1944, según la cual los judíos, al igual que otros pueblos, debían ser tratados como minorías nacionales.
En la instrucción temporal, del 7 de septiembre de 1944, de la oficina de organización de la Dirección Regional de la OUN en las Tierras de Ucrania Occidental (ZUZ), relativa a los judíos, se prescribía: «No se tomarán medidas contra los judíos. La cuestión judía ha dejado de ser un problema (ahora son muy pocos). Esto no aplica a quienes se oponen activamente a nosotros». La cláusula sobre la posibilidad de exterminar a los judíos que actúen contra los partisanos dejó a los nacionalistas el derecho a exterminarlos en defensa propia.
Un lugar importante en la propaganda de la imagen de una OUN no antisemita lo ocupa la historia de la niña judía Irina Reichenberg, supuestamente rescatada por la esposa de Román Shujévych con la participación personal de este.
Según Volodymyr Mykhailovych Viatrovych, fue Natalia Shujévych quien ayudó a preparar nuevos documentos para la niña con el nombre de la ucraniana Irina Ryzhko (según los cuales figuraba como hija de un oficial fallecido del Ejército Rojo), y después de que Natalia fue arrestada por la Gestapo, Roman Shujévych logró enviar a la niña a un orfanato en el Convento Greco-Católico Basiliano en Pylypiv, cerca de la ciudad de Kulykiv, a 30 km de Leópolis.

#### Judíos en las filas del Ejército Insurgente Ucraniano (UPA)
Desde la primavera de 1943, unidades del Ejército Insurgente Ucraniano (UPA) comenzaron a emplear a judíos que habían escapado de los campos de concentración y se habían unido a ellos como trabajadores para sus propias necesidades. Los judíos eran utilizados principalmente como sastres de ropa y lencería. Además de los campos especiales, donde se empleaban especialistas judíos, había un gran número de médicos judíos en el UPA. Probablemente, muchos médicos judíos se unieron al UPA porque no tenían otra opción, ya que formar parte de un equipo les daba una mayor probabilidad de supervivencia, así como la oportunidad de vengarse de sus agresores alemanes. Algunos médicos, simplemente, fueron llevados por la fuerza. Se sabe que después de que las tropas soviéticas ocuparan la Ucrania Occidental, casi todos los médicos judíos del UPA, así como médicos de otras nacionalidades, abandonaron el UPA. Se unieron voluntariamente a una organización que luchaba contra los alemanes, pero no estaban preparados ni deseaban servir en una organización que luchaba contra la URSS.
Al hablar del número relativamente grande de especialistas judíos en el UPA, hay que tener en cuenta que fueron precisamente los especialistas judíos los que lograron sobrevivir hasta 1943. Otros judíos – los intelectuales, los ancianos, los niños –   en ese momento, en su mayoría, ya habían sido exterminados.
Al menos algunos de los especialistas y médicos judíos del UPA podrían haber sobrevivido fácilmente hasta el final de la guerra o la llegada de las tropas soviéticas y conservado recuerdos positivos de su tiempo en el UPA. Algunos de los médicos judíos que sirvieron en la UPA afirmaron que recibían un trato muy humano. Esto distinguía a los nacionalistas ucranianos de otros regímenes de derecha que utilizaban a judíos. Los médicos judíos especialistas que servían a las tropas rumanas debían llevar insignias judías especiales. No vale la pena mencionar la actitud de los alemanes hacia los especialistas judíos.
Al mismo tiempo, existen pruebas que indican que algunos médicos judíos fueron asesinados al intentar escapar tras la llegada del Ejército Rojo. Al parecer, la misma suerte corrieron los judíos que trabajaban como médicos en la resistencia ucraniana en el Óblast de Ternópil cuando se acercaron las tropas soviéticas. Por ejemplo: dos especialistas judíos del campo de Kurovtsy (Óblast de Ternópil) se unieron al UPA, pero fueron asesinados cuando se acercó el Ejército Rojo. Algunos médicos judíos del UPA huyeron cuando se acercaron las tropas soviéticas, a pesar de que el UPA los trató bien. Es posible que algunos médicos judíos fueran asesinados precisamente por intentar escapar. .
Cabe destacar que, a principios de 1943, fue cuando comenzó la creación de campamentos con especialistas judíos y el reclutamiento de médicos judíos en el UPA, es decir, antes del III Congreso Extraordinario de la OUN y antes del cambio en el programa de la OUN en este congreso, ya hacia la liberalización. Por lo tanto, el reclutamiento de judíos en el UPA se llevó a cabo inicialmente por una necesidad práctica extrema, y no por un cambio en la ideología de la OUN en el III Congreso Extraordinario ni por la concesión de todos los derechos civiles a las minorías nacionales de Ucrania. Considerando que, en la primavera de 1943, el UPA aún no había recibido la aprobación oficial de la OUN, y que la cuestión de su subordinación a la OUN no se había resuelto de forma inequívoca, es probable que la idea de la participación práctica de judíos en el UPA surgiera desde abajo, de la dirección de la OUN en el Comité Ejecutivo Regional en las Tierras de Ucrania Occidental (ZUZ), y no de la propia dirección de la OUN.
Aquellos autores que citan el servicio de médicos judíos en el UPA como evidencia de la ausencia de antisemitismo entre los nacionalistas ucranianos y evidencia de que los nacionalistas ucranianos no exterminaron judíos, no preguntan por qué la participación de judíos no especialistas como soldados rasos de la UPA prácticamente no se menciona en ninguna parte. Mientras tanto, en Volinia, incluso después de la limpieza del gueto, en el otoño de 1942, un cierto número de judíos permaneció escondido en los bosques, que podrían haber reabastecido las filas de la UPA. En el otoño de 1942, después de la liquidación del gueto en Volinia, se encontraron grupos de judíos que huían del gueto, de 10 a 15 personas cada uno. Incluso, en el otoño de 1943, a juzgar por los informes del UPA, en algunas áreas de Volinia, 40 o incluso 100 judíos permanecieron en los bosques.
En total, unos 40.000 judíos huyeron del gueto de Volinia, pero no más de 4.000 sobrevivieron al Holocausto. Un número significativo de judíos permaneció en Galitzia. Por ejemplo, 100 judíos fueron escondidos en uno solo de los varios búnkeres en los que se refugiaron los judíos de Ternopil tras la liquidación del gueto, en el verano de 1943.
En la segunda mitad de 1943, unos 300 judíos huyeron de Boléjiv a los bosques cercanos. Se sabe que judíos que huían del Holocausto se juntaban a las unidades partisanas soviéticas. En Volinia, se estima que unos 2.500 judíos se unieron a los partisanos soviéticos.
A pesar del papel de las unidades partisanas soviéticas en la salvación de judíos, el antisemitismo tampoco pasó desapercibido para los partisanos soviéticos. Es más, algunos judíos fueron asesinados por sus compañeros de armas soviéticos tras unirse a las unidades soviéticas. Sin embargo, al más alto nivel, dicho antisemitismo fue reprimido en aquel entonces.
El investigador judío E. Bauer enfatiza que la presencia de partisanos soviéticos en diversas zonas de la región facilitó, de una u otra forma, la salvación de los judíos. Sin embargo, en el UPA, salvo raras excepciones, no había soldados judíos. Al parecer, no los había porque el UPA seguía considerando a los judíos como elementos extremadamente poco fiables ("judíos bolcheviques"), y, por lo tanto, no podía admitirlos en sus unidades, y también porque los judíos no querían unirse al UPA por temor a los nacionalistas ucranianos. Esto contradice la versión sobre la actitud benévola de los nacionalistas ucranianos hacia los judíos. Además, la presencia de judíos en las unidades partisanas soviéticas, y no solo en ellas, provocó un descontento manifiesto entre los comandantes del UPA. Por ejemplo, Repkin, el jefe de la unidad partisana checoslovaca, , se le dijo verbalmente que solo después de que su unidad se deshiciera de los judíos, los nacionalistas ucranianos iniciarían negociaciones con él. Ni en la respuesta escrita, ni en las negociaciones posteriores de los representantes del UPA se abordó el "tema judío", pero el informe de Repkin sobre la exigencia de los nacionalistas ucranianos de expulsar a todos los partisanos judíos en sí mismo es digno de mención y no fue una simple calumnia contra el UPA, porque está confirmado por documentos. Así, en un artículo del periódico "A las armas" ("Do zbroi"), publicado por el "departamento político del UPA", se informó que los partisanos soviéticos, para congraciarse con los nacionalistas ucranianos, "a menudo utilizan consignas nacionales y, en ocasiones, expulsan de forma ostentosa a judíos y polacos de sus filas"
Al mismo tiempo, incluso un cambio parcial en la política de los nacionalistas ucranianos hacia los especialistas y médicos judíos no cambió el hecho de que los nacionalistas ucranianos continuaron participando en el exterminio de judíos. Esta política se implementó principalmente a través del Consejo de Seguridad de la OUN.

#### Después de la Segunda Guerra Mundial
La liberación de Ucrania Occidental por las tropas soviéticas puso fin al genocidio nazi de los judíos. Los judíos, que eran uno de los pueblos más numerosos en Ucrania Occidental antes de la guerra, prácticamente desaparecieron de este territorio como consecuencia de la misma. La llegada de las tropas soviéticas permitió que los judíos que se escondían en los bosques, incluso en las unidades del Ejército Insurgente Ucraniano (UPA), regresaran a las ciudades. Los contactos entre nacionalistas ucranianos y judíos cesaron, pero el antisemitismo se mantuvo en la vida cotidiana entre los activistas del UPA. Y en 1945, palabras como "zhidok" eran usadas en la vida cotidiana por empleados de bajo rango de la OUN. El rechazo a las consignas antisemitas y el reconocimiento programático de los derechos de todas las nacionalidades, incluida la judía, no significó que los líderes de los nacionalistas ucranianos dejaran de ser antisemitas. Así, según el testimonio de Porendovsky-Zabolotny, en el otoño de 1945, en su presencia, D. Mayevsky ("Taras"), entonces el jefe de la oficina de referencia política de la OUN, declaró: "Fue bueno que los alemanes exterminaran a los judíos, porque al hacerlo la OUN se deshizo de uno de sus enemigos". En el otoño de 1946, Yaroslav Starukh, entonces un miembro de la dirección de la OUN, hizo una declaración similar.
Según Aron Weiss (investigador israelí), durante los años de guerra, 28.000 judíos fueron asesinados por nacionalistas ucranianos en Ucrania Occidental.
Durantes las audiencias parlamentarias dedicadas al 75 aniversario de la tragedia de Babi Yar (29 al 30 de septiembre de 1941), Reuven Rivlin, entonces Presidente de Israel, mencionó la implicación de los ucranianos en las represiones contra los judíos, en su discurso en la Rada Suprema de Ucrania.
Fueron fusilados en los bosques, cerca de barrancos y zanjas, y arrojados a fosas comunes. Muchos de los cómplices de los crímenes eran ucranianos. Entre ellos, destacaron los combatientes de la OUN, quienes se burlaron de los judíos, los asesinaron y, en muchos casos, los entregaron a los alemanes. También es cierto que hubo más de 2.500 Justos entre las Naciones, esas pocas chispas que brillaron con fuerza en el oscuro ocaso de la humanidad.
Reuven Rivlin señaló que alrededor de 1,5 millones de judíos fueron asesinados en lo que hoy es Ucrania durante la Segunda Guerra Mundial, en Babi Yar y otros lugares.

### La OUN y los polacos

#### Polonia de entreguerras
Las relaciones entre polacos y ucranianos en el oeste de Ucrania fue una larga historia de enfrentamientos y conflictos. Por lo tanto, no sorprende que algunos historiadores intenten rastrear las raíces del enfrentamiento armado polaco-ucraniano durante la Segunda Guerra Mundial casi hasta Bogdán Jmelnitski (1595-1657). Pero, en realidad, esta anticuización del enfrentamiento ucraniano-polaco de la década de 1940 revela muy poco sobre las verdaderas causas del conflicto. Sus raíces se remontan a un pasado más remoto.
Tras la partición de la República de las Dos Naciones, las tierras del oeste de Ucrania se dividieron en dos estados. Volinia pasó a manos del Imperio Ruso, y Galitzia a manos de Imperio Austríaco. La situación de las tierras ucranianas en el Imperio Ruso y en el Austríaco difería significativamente. Si en Rusia, hasta 1905, se les negaba a los ucranianos cualquier derecho al desarrollo cultural y nacional, en la Galitzia austriaca la situación era más favorable para el desarrollo del movimiento nacional ucraniano. En Galitzia, los ucranianos tuvieron la oportunidad de aprender su idioma, fundar escuelas ucranianas y, con el tiempo, obtener el derecho a elegir diputados ucranianos al Consejo Imperial.
Sin embargo, la situación en Galitzia se complicó debido a que las autoridades austrohúngaras cedieron Galitzia a los polacos, quienes ocuparon todos los puestos administrativos importantes de la región, los cuales utilizaron, entre otras cosas, para combatir el movimiento nacional ucraniano. Todo esto condujo al desarrollo y fortalecimiento de estereotipos antipolacos entre la intelectualidad ucraniana.
Aún más importante para la formación del odio hacia los polacos y el dominio polaco entre una parte de la población ucraniana de Galitzia fue la experiencia de la guerra polaco-ucraniano (1918-1919), que culminó con la derrota del Ejército Galitziano Ucraniano. Tras esto, la Galitzia ucraniana pasó a manos de los polacos, aunque su estatus legal no se determinó definitivamente hasta el 14 de marzo de 1923, cuando el Consejo de Embajadores aprobó la transferencia de Galitzia Oriental a Polonia.
Es evidente que la anexión de tierras de Ucrania Occidental a Polonia, en contra de la voluntad de la mayoría de la población, y la dura política polaca hacia los ucranianos, cuyo objetivo era asimilar a la población ucraniana, no podían sino causar descontento entre la población ucraniana. Inicialmente, la mayoría de los partidos políticos ucranianos adoptaron posturas antipolacas. Sin embargo, con el tiempo, la situación cambió. Tras el inicio de las represiones contra la intelectualidad ucraniana en la URSS y la hambruna de 1933 (Holodomor), muchos partidos políticos ucranianos de la Segunda República Polaca comenzaron a buscar la oportunidad de establecer relaciones con las fuerzas políticas polacas, considerando la presencia de tierras ucranianas en Polonia como un mal menor en comparación con la amenaza que los bolcheviques representaban para los ucranianos.
A principios de la década de 1920, se crearon partidos ucranianos propolacos independientes que asumieron una postura de total lealtad al Estado polaco. Entre estos partidos se encontraban el Partido Ucraniano-Ruso de los Granjeros, creado en 1924, y la Unión Popular Ucraniana, creada en 1926.
Además, en esa época, Dmitro Dontsov, el ideólogo del nacionalismo ucraniano, también se pronunció desde una postura propolaca. Creía que, para luchar con éxito contra Rusia, los ucranianos debían centrarse en Polonia. Dontsov expuso detalladamente sus ideas geopolíticas sobre la importancia de centrarse en Polonia en su obra "Los fundamentos de nuestra política".
El Gobierno de la República Popular Ucraniana en el Exilio también tenía una orientación propolaca. Como es sabido, en la guerra polaco-soviética, Symon Petliura se alió con Józef Pilsudski para luchar conjuntamente contra los bolcheviques.
En el exilio, Symon Petliura, a pesar del fracaso de la alianza con Polonia concluida en 1920, siguió considerando a la URSS el principal enemigo de Ucrania y abogó por una alianza con Polonia. Tras el asesinato de S. Petliura en 1926, el gobierno de la UPR en el exilio, encabezado por Andriy Livytskyi, siguió defendiendo una alineación con Polonia, con la esperanza de que esta contribuyera a la independencia de Ucrania.
En agosto de 1926, A. Livytsky, por mediación de V. Slawek, entregó a Pilsudski un memorando con una propuesta para crear un cuartel general militar ucraniano que elaboraría un plan para reconstruir el Ejército Popular de Ucrania en caso de guerra. En febrero de 1927, dicho cuartel general se creó, operando ilegalmente durante un tiempo.
Aunque las autoridades polacas no se atrevieron a lanzar una nueva campaña contra la URSS, apoyaron al Centro Estatal de la UPR, incluso financieramente.
La OUN se oponía firmemente a la postura propolaca y conciliadora del gobierno de la UPR en el exilio, que no rechazaba la cooperación con los ocupantes; y la política de los partidos políticos ucranianos occidentales, orientada a un compromiso con las autoridades polacas a cambio de concesiones a los ucranianos, que, por lo tanto, no abordaba la cuestión de la ocupación de territorios ucranianos occidentales.
En este contexto, a principios de la década de 1930, la OUN se convirtió en una de las expresiones más activas del descontento ucraniano con la política antiucraniana polaca. A diferencia de muchos otros partidos ucranianos occidentales, que a menudo buscaban algún tipo de acuerdo político con la élite política polaca, la OUN se oponía sistemáticamente a la ocupación de territorios ucranianos por parte de Polonia (consideraba el control de la Segunda República Polaca sobre territorios ucranianos occidentales como una ocupación) y, por lo tanto, rechazaron cualquier acuerdo con las autoridades polacas. La emigración ucraniana polonófila (así como los ucranianos occidentales partidarios del acuerdo con Polonia) fue objeto de duras críticas por parte de la OUN.
Al mismo tiempo, el objeto del odio de los nacionalistas ucranianos no solo era el gobierno polaco o los políticos ucranianos propolacos, sino, a menudo, la propia población polaca de las tierras occidentales de Ucrania. Esto también se vio fortalecido por el aspecto social de la "cuestión polaca" en las tierras occidentales de Ucrania, ya que, por ejemplo, la mayoría de los grandes terratenientes de Galitzia eran polacos, lo que, dada la pobreza de la población ucraniana, provocaba descontento entre los campesinos ucranianos.
En el verano de 1930, este descontento se convirtió en una confrontación abierta, cuando los ucranianos comenzaron a incendiar masivamente las granjas de los terratenientes (la llamada "acción de sabotaje"). Inicialmente, la "acción de sabotaje" fue iniciada por activistas locales de la OUN, pero los actos de sabotaje no fueron cometidos solo por activistas de la OUN.
En 1932, ya independientemente de los nacionalistas ucranianos, comenzaron a surgir en Volinia levantamientos de los campesinos ucranianos contra los terratenientes, los colonos y los representantes de las autoridades polacas.
Las revueltas campesinas de la década de 1930 fueron de carácter social y nacional. El factor antipolaco predominó en los sabotajes perpetrados por los nacionalistas ucranianos. Sin embargo, las revueltas campesinas de la década de 1930 no pueden reducirse únicamente a las actividades de la OUN; su naturaleza fue más amplia. No solo participaron miembros y simpatizantes de la OUN, sino también campesinos procomunistas de Volinia.
A pesar de los intentos posteriores de la historiografía ucraniana de presentar los levantamientos campesinos de la década de 1930 como precursores directos de la masacre de Volinia, hubo diferencias significativas entre los levantamientos campesinos de la década de 1930, que supuestamente tuvo el carácter de un levantamiento popular de los campesinos ucranianos contra los señores polacos; y la Masacre de Volinia, en 1943.
Los levantamientos ucranianos de la década de 1930, si bien estaban dirigidos contra los señores y colonos polacos, no estaban dirigidos contra los polacos como tales, es decir: los polacos como grupo étnico. El objetivo de las acciones antipolacas de la década de 1930 era la propiedad de los terratenientes polacos, es decir: la lucha por un cambio en el sistema sociopolítico y la independencia de Ucrania, y no las vidas de los polacos. Por otro lado, uurante la limpieza étnica de los polacos en Volinia en 1943, el objetivo de los nacionalistas ucranianos era la expulsión de los polacos del "territorio etnográfico" ucraniano, y no la destrucción o apropiación de su propiedad, aunque la oportunidad de beneficiarse a costa de la propiedad polaca atrajo a más ucranianos a la acción antipolaca de la OUN.
En 1931, el Comité Ejecutivo Regional de la OUN, publicó el folleto: "Cómo y por qué luchamos contra los polacos", en el que explicó las razones de su rechazo a Polonia y a los polacos y describió los métodos de su lucha por la liberación. Los nacionalistas ucranianos consideraban las tierras de Ucrania Occidental como territorios ucranianos tomados por los polacos hacía cientos de años, donde desde entonces han estado explotando continuamente a la población ucraniana. Desde la Rebelión de Jmelnitski (1648-1657), las tierras de Ucrania Occidental se han convertido en un escenario de lucha continua entre ucranianos y polacos. Los nacionalistas ucranianos de Galitzia consideraban que un levantamiento armado del pueblo ucraniano era la única vía posible para cambiar la situación. Al mismo tiempo, según los autores del folleto, las “masas ucranianas” debían comenzar la “lucha revolucionaria” contra el dominio polaco ya ahora, mediante la lucha económica contra los colonos polacos (boicot) y acciones de represalia, incluido el uso de la fuerza física, contra la policía polaca, las cooperativas, etc.
Los nacionalistas ucranianos utilizaron la insatisfacción de los ucranianos con su posición social para incitar el odio hacia los polacos. Ya a principios de la década de 1930, los nacionalistas ucranianos en Galitzia distribuyeron un panfleto que describía las tareas del futuro Estado ucraniano. Entre otras cosas, se señalaba que una de las tareas era «expulsar de sus fronteras al elemento hostil moscovita y polaco que priva de trabajo y tierras a los ucranianos y contribuye a su esclavización».
Los recuerdos de la posguerra de los polacos y otras fuentes demuestran que el deseo de expulsar a los polacos de las tierras ucranianas era inherente a una parte de la población rural ucraniana de Volinia ya en la década de 1930 y, también, en 1941 durante el ataque alemán a la URSS.
La idea de expulsar al “elemento hostil” de Ucrania se había extendido entre una parte de la población de Ucrania Occidental incluso antes del comienzo de la Segunda Guerra Mundial, pero vino desde abajo y no estuvo condicionada por ninguna resolución programática de la OUN.
Los nacionalistas ucranianos no se limitaron a las amenazas; a nivel local, los nacionalistas más acérrimos comenzaron a tomar medidas activas. A finales de la década de 1930, la OUN llevó a cabo una campaña anticolonización a nivel local. Así, según las memorias de B. Kazanovsky, miembro de la OUN, en la primavera de 1937, se ordenó a los polacos de la colonia cerca de Dmitrov que abandonaran sus hogares por la mañana; de lo contrario, se les amenazaba de muerte. Tras la huida de los polacos a Polonia, sus casas fueron incendiadas. También se incendiaron todas las chimeneas polacas en los pueblos de Kriviei y Shchurovichi. Esta acción fue organizada por el ejecutivo de distrito de la OUN(B).
Posteriormente, durante la guerra, se continuó la práctica de quemar las casas de los colonos polacos tras su huida. Según la lógica de los nacionalistas ucranianos que participaron en acciones antipolacas, no debería haber quedado ni rastro de polaco en Ucrania. Estas acciones "anticoloniales" se llevaron a cabo bajo el lema "Tierra ucraniana para los ucranianos", lo que refuta la opinión de los historiadores que afirman que el lema "Ucrania para los ucranianos" no conllevaba ninguna carga discriminatoria y significaba Ucrania para todos los ciudadanos ucranianos. Estas acciones no fueron iniciativa del Comité Regional de la OUN, sino que surgieron desde abajo. El iniciador de estas acciones fue I. Klimov, entonces un líder regional, que sería uno de los futuros líderes de la OUN, quien, posteriormente, se mostraría especialmente irreconciliable con los "enemigos" de Ucrania.
Algunos miembros locales de la OUN eran más intolerantes con los polacos que el “Liderazgo de los Nacionalistas Ucranianos” (PUN), y ya abrigaban el sueño de expulsarlos.
En Leópolis, se produjeron ocasionalmente enfrentamientos entre nacionalistas ucranianos y polacos. En respuesta a los intentos de jóvenes polacos de romper carteles ucranianos en Leópolis, se produjo un enfrentamiento entre simpatizantes de la OUN y polacos, en el que varios polacos fueron apuñalados.

#### Segunda Guerra Mundial
En septiembre de 1939, con el inicio de la invasión alemana de Polonia, comenzaron las acciones esporádicas de la OUN contra los polacos, que se hicieron especialmente frecuentes, a partir del 17 de septiembre, con el inicio de la invasión soviética de Polonia. En este contexto, la OUN emprendió acciones para desarmar a las unidades militares polacas. El objetivo principal de esas acciones, era obtener armas para la OUN. En total, más de 2.500 polacos fueron capturados.
Algunos soldados polacos capturados por la OUN murieron, pero la mayoría fue desarmada y entregada a los alemanes o al Ejército Rojo. Aprovechando el caos que surgió después de que la URSS entrara en la guerra, los nacionalistas ucranianos comenzaron a cometer represalias contra soldados polacos, activistas políticos y maestros rurales. En algunos lugares, incluso llegaron a realizar pogromos polacos. Por ejemplo, en el pueblo de Slovyatyn (Raión de Ternópil), los nacionalistas ucranianos locales masacraron muchos de los polacos del pueblo. Según algunos datos, durante los levantamientos de septiembre, 129 polacos fueron asesinados por nacionalistas ucranianos en nueve asentamientos cercanos.
Según algunas fuentes, en septiembre de 1939, más de 7.000 miembros de la OUN participaron en las acciones antipolacas. Sin embargo, en general, esas acciones fueron esporádicas y dirigidas contra representantes de la administración y la policía polacas, y no contra los polacos en sí. Las acciones de los nacionalistas ucranianos contra los polacos durante la campaña de septiembre no constituyeron un levantamiento coordinado, sino acciones iniciadas desde abajo contra los polacos en retirada.
Tras la división del Estado polaco realizada por la URSS y Alemania, Vladimir Kubiyovych, un destacado etnógrafo ucraniano, jefe de la UCC, asociado al ala Melnyk de la OUN, propuso la demarcación del territorio del Gobierno General de Polonia a través del reasentamiento de la población.
En el Congreso de la OUN-B de abril de 1941, se planteó la cuestión de la actitud de los nacionalistas ucranianos hacia los polacos. Las resoluciones afirmaban lo siguiente: «La OUN lucha contra las acciones de los grupos polacos que pretenden renovar la ocupación polaca de territorios ucranianos. La eliminación de las acciones antiucranianas por parte de los polacos es una condición previa para el establecimiento de relaciones mutuas entre las naciones ucraniana y polaca» (párrafo 16). Tras la anexión de las antiguas fronteras orientales a la Unión Soviética, la importancia de la cuestión polaca disminuyó para la OUN.
Así, al comienzo de la Segunda Guerra Mundial, los nacionalistas ucranianos ya consideraban la Polonia como un enemigo eterno. Sin embargo, la dirección de la OUN no mostró intención alguna de deshacerse de los polacos. Un mayor radicalismo se manifestó entre los activistas de base de la OUN y la población ucraniana común, quienes, aprovechando la oportunidad, a menudo emprendieron diversas acciones antipolacas.
Con el estallido de la guerra, las relaciones entre ucranianos y polacos se tensaron cada vez más. Tras la llegada de las tropas alemanas, se produjeron enfrentamientos armados entre ambos pueblos en algunas aldeas. En algunas zonas, se equiparó a los polacos con judíos y se les obligó a llevar brazaletes blancos. Se compilaron listas de polacos que la OUN sospechaba de deslealtad al Gobierno General.
A pesar de que en 1942 se produjeron asesinatos individuales de polacos a manos de nacionalistas ucranianos, aún no había indicios de una catástrofe polaco-ucraniana. En la Segunda Conferencia de la OUN, celebrada en abril de 1942, los nacionalistas ucranianos abogaron por la pacificación de las relaciones polaco-ucranianas con respecto a los polacos, sobre la base de estados independientes y el reconocimiento y respeto a los derechos del pueblo ucraniano a las tierras de Ucrania Occidental. Al mismo tiempo, la OUN continuó luchando contra los sentimientos chovinistas de los polacos y su ansia por las tierras de Ucrania Occidental, contra las intrigas antiucranianas y los intentos polacos de ocupar importantes áreas del aparato económico y administrativo de las tierras de Ucrania Occidental a costa de expulsar a los ucranianos.
Uno de los temas históricos más controvertidos de este período es la limpieza étnica de la población ucraniana por parte de los polacos en Zakerzonia (en Kholmshchyna y Lublinshchyna). La controversia radica en las diferentes interpretaciones sobre el momento en que ocurrieron estos acontecimientos: si precedieron a las acciones en Volinia o si ocurrieron después de su inicio.
En el invierno de 1943, comenzaron los ataques aislados contra aldeas polacas, pero no fue hasta marzo y abril que comenzaron los ataques sistemáticos del Ejército Insurgente Ucraniano (UPA). Inicialmente, fueron atacadas las aldeas y colonias polacas ubicadas al norte y al este de Volina. En primavera, durante la Semana Santa, en la la tercera década de abril, se produjo el pico de ataques.
Posteriormente, la ola de ataques remitió un poco. A finales de junio-julio de 1943, cuando parecía que lo peor ya había pasado para los polacos, comenzó una nueva ola de ataques, incluso más intensa que la de abril. A diferencia de las acciones de primavera, los ataques se extendieron al oeste de Volinia, a Lutsk, Vladímir y otros distritos.
Como ya se mencionó, en marzo de 1943, entre 5.000 y 6.000 policías ucranianos en Volinia abandonaron el servicio y huyeron para unirse al UPA en los bosques. Sin embargo, los alemanes reclutaron rápidamente una nueva fuerza policial auxiliar entre los polacos, que comenzó a participar con especial celo en todas las acciones alemanas antiucranianas, como la quema de aldeas, etc.
En mayo de 1943, los alemanes trasladaron el 202.º Batallón de la Schutzmannschaft, compuesto por 360 personas, desde Bielorrusia a Volinia para combatir al UPA. Este batallón, compuesto casi en su totalidad por polacos, participó en batallas contra el UPA en los bosques alrededor de Kostopil y llevó a cabo acciones punitivas contra la población ucraniana. Después de esto, los nacionalistas ucranianos comenzaron a acusar a los polacos de actividades antiucranianas y a caracterizar sus ataques a aldeas y colonias polacas como acciones de represalia.
Algunos historiadores polacos tradicionalmente culpan por completo al lado ucraniano del conflicto, presentando el lado polaco como puramente defensivo y a las acciones de los nacionalistas ucranianos como planificadas de antemano. A su vez, algunos historiadores ucranianos atribuyen casi toda la responsabilidad al bando polaco. Vasyl Kuk, el último comandante en jefe del UPA y figura destacada de los nacionalistas ucranianos durante los sucesos de Volinia (quien, sin embargo, al comienzo de los sucesos no se encontraba en Volinia, sino en las regiones de Ucrania ya controladas por las tropas soviéticas), negó la existencia de una orden del UPA para limpiar las tierras ucranianas de polacos.
El momento exacto de la decisión de expulsar a los polacos de Volinia es objeto de un intenso debate historiográfico. Según el historiador V. Filyar, la decisión de llevar a cabo acciones antipolacas fue tomada, a finales de 1942, por la dirección de la OUN, y finalmente formalizada en la III Conferencia, aunque la OUN ya tenía planes para expulsar a los polacos de Volinia antes de la guerra. Cita pruebas de que, ya en 1942, los nacionalistas ucranianos comenzaron ataques individuales contra aldeas polacas en Volinia, con decenas de civiles como víctimas. En su opinión, las acciones de los nacionalistas ucranianos durante la guerra fueron intencionadas y no accidentales, y los polacos fueron, por supuesto, el bando que se defendía.
Eva Semashko comparte la misma opinión. Ella cree que la decisión de exterminar a los polacos se tomó en la Tercera Conferencia de la OUN-B, y que los ataques masivos contra las aldeas polacas comenzaron incluso antes, en el otoño de 1942. Por lo tanto, considera claramente el asesinato de polacos como genocidio.
K. Bergkoff también comparte la opinión de que, a principios de 1943, la OUN tomó la decisión de eliminar a todos los polacos de las tierras ucranianas.
V. Filyar sugirió que en la Tercera Conferencia de la OUN-B se tomó la decisión de iniciar una "revolución nacional", y que los líderes regionales tuvieron la oportunidad de elegir las formas de lucha según la situación. Entonces, en Volinia, Dmytro Klyachkivsky, el líder del UPA, aprovechó esta "mano libre" para combatir a la población polaca.
Grzegorz Motyka, un investigador polaco del enfrentamiento ucraniano-polaco, cree que es posible que, en la III Conferencia de la OUN-B, se decidiera deportar a la población polaca de Volinia, y que, entre febrero y junio de 1943, la dirección local de la OUN en Volinia decidiera exterminarla sin previo aviso, pues creían que, de lo contrario, si el UPA comenzaba a advertir a los polacos y a distribuir panfletos instándolos a abandonar Volinia, estos se resistirían, lo que complicaría enormemente su deportación. Según su hipótesis, tres personas: Dmytro Klyachkivsky, Vasyl Ivakhov («Som») y Ivan Lytvinchuk («Dubov»), uno de los líderes de las unidades del UPA; tomaron la decisión de iniciar la acción antipolaca en Volinia.
El 18 de mayo de 1943, Dmytro Klyachkivsky, el jefe del UPA, emitió un llamamiento acusando a la policía polaca de colaborar con los alemanes y destruir aldeas ucranianas y que alertaba que, en caso de que continuara la colaboración entre polacos y alemanes, los autores de llamamiento se vengarían de los polacos: «Si la sociedad civil polaca no influye en quienes ingresaron a la administración como Volksdeutsche, policías y otros, y no los convence para que abandonen este servicio, la ira del pueblo ucraniano se derramará sobre los polacos que viven en territorio ucraniano. Cada aldea, cada asentamiento será incendiado por vuestra culpa que se reflejará en vosotros». En este caso, la responsabilidad recaerá en el pueblo polaco en su conjunto. No se hacía distinción entre los sirvientes alemanes y la pacífica población polaca. Y más tarde, en el verano de 1943, tras ataques aún más terribles contra colonias y aldeas polacas, la publicación del departamento político del UPA, "A las armas" ("Do Zbroi"), acusó a los "sirvientes" polacos de la "horda alemana" de atormentar a Ucrania más que los alemanes. Sin embargo, la publicación no informó sobre la destrucción de la pacífica población polaca por parte de las unidades del UPA.
Esto coincidía plenamente con la ideología de la OUN de preguerra, que atribuía la responsabilidad de todas las injusticias cometidas contra los ucranianos no a figuras históricas específicas, sino a naciones enteras. Si el enfrentamiento entre el UPA y con la resistencia polaca y la policía polaco-alemana, era inevitable, la destrucción de la población civil, a la que los nacionalistas ucranianos culpaban de los crímenes de la policía polaca y de los colaboradores alemanes, venía dictada por la experiencia ideológica de la OUN: una visión nacionalista del mundo y de la historia, cuando para los nacionalistas: los sujetos de la historia no eran personas o procesos concretos, sino naciones enteras.
En la segunda mitad de 1943, las acciones antipolacas del UPA se extendieron gradualmente al territorio del distrito de Galitzia, que, en la primavera de 1944, se converteria en acción antipolaca masiva por toda la región, que fue precedida por una ola de asesinatos individuales que comenzó a mediados de 1943. La elección de las víctimas era, inicialmente, determinada por su estatus en la comunidad polaca. Las acciones de los insurgentes ucranianos fueron inicialmente contra funcionarios polacos y empleados públicos de la administración de ocupación. Sin embargo, es muy posible, que en alguna ocasión se ajustaran cuentas personales. El número total de acciones antipolacas del UPA: agosto de 1943: 45, septiembre: 61, octubre: 93, noviembre: 309, enero: 466. Sin embargo, en febrero y marzo de 1944, el terror adquirió el carácter de pogromos masivos. En total, entre 20.000 y 30.000 polacos murieron a manos del UPA en Galitzia, y más de 300.000 huyeron a las regiones del interior del Gobierno General.
Al hablar de las acciones antipolacas de los nacionalistas ucranianos, no se puede ignorar que, en otoño de 1943, los polacos lanzaron un ataque terrorista masivo contra la población ucraniana en Lubelsk, en Chełm y en Hrubiŭshyn. En estas regiones, los ucranianos eran minoría en comparación con los polacos y, además, a principios de 1943, no había unidades del UPA, lo que hacía especialmente vulnerable a la población ucraniana local. Los sucesos en Hrubiŭshyn fueron especialmente sangrientos. Allí, desde el otoño de 1943 hasta el verano de 1944, los polacos exterminaron activamente a la indefensa población ucraniana (el UPA aún no estaba en esa región en ese momento); el 70% de estas víctimas eran mujeres y niños.
Según varios historiadores ucranianos, los ataques a aldeas polacas también fueron llevados a cabo por unidades especiales de la NKVD, vestidos como combatientes del UPA, principalmente con el objetivo de destruir la resistencia polaca y obligar a los polacos a buscar contactos con los partisanos rojos, estimular la cooperación con las autoridades soviéticas e iniciar ataques a aldeas ucranianas, especialmente aquellas que apoyaban al UPA o les servían de base. Entre estas unidades se encontraban aquellas cuyas filas incluían a antiguos combatientes del UPA que trabajaban para la NKVD.

### OUN y los rusos

#### Década de 1930
La actitud de los nacionalistas ucranianos hacia Rusia y el pueblo ruso difería poco de su actitud hacia los polacos. Pero, a diferencia de estos últimos, que constituían la minoría étnica más numerosa en el oeste de Ucrania y dominaban algunas grandes ciudades, los rusos constituían una parte insignificante de la población de dicho país. Por lo tanto, la actitud de los nacionalistas ucranianos hacia los rusos no estaba determinada por la experiencia de la comunicación cotidiana con ellos, sino por la arraigada tradición de hostilidad hacia Rusia, hacia los rusos y hacia la dominación rusa en la Ucrania Soviética que existía el la Ucrania Occidental.
La idea de la esencia imperial de Rusia surgió mucho antes del surgimiento de la OUN. La Primera Guerra Mundial contribuyó a la movilización de la sociedad ucraniana occidental bajo banderas antirrusas. La idea de liberar a Ucrania del yugo de "Moscú" estaba contenida en la plataforma de la Unión para la Liberación de Ucrania, una organización que durante la Primera Guerra Mundial se alió con el Imperio Austrohúngaro y buscó crear un Estado ucraniano bajo el cetro del monarca austriaco. Incluso entonces, definiciones de Rusia como "enemigo-bárbaro moscovita" aparecieron en el periodismo político ucraniano.
Durante la Guerra de Independencia de Ucrania (1917-1921), la hostilidad hacia Rusia se intensificó. Simon Petliura pasó de la convicción de que el estado ucraniano debía convertirse en la base para el renacimiento de Rusia a la idea de que la Rusia zarista y comunista "representan solo formas diferentes del despotismo e imperialismo moscovita", ya que "hemos experimentado y sentido todas estas formas de cohabitación 'fraternal' a lo largo de la historia, convenciéndonos de su influencia destructiva y desmoralizadora en nuestro pueblo".
Después de la derrota en la guerra por la independencia, Petliura escribió sobre la cultura rusa en el siguiente estilo: "el hedor malsano y la podredumbre del asiatismo moscovita con su obediencia servil o tendencias maximalistas", "después de los experimentos comunistas, el pozo de la cultura moscovita comenzó a apestar aún más". En uno de sus artículos, Petliura llamó a la Unión Soviética de "enemigo histórico". Más tarde, en su evaluación de Rusia, se anticipó a Dmitro Dontsov.
Dmitro Dontsov, el futuro ideólogo del nacionalismo ucraniano, tuvo un papel importante en la incitación al odio hacia Rusia. En 1921, él publicó la obra: "Los fundamentos de nuestra política", donde contrastó la orientación hacia Polonia, que identificaba con la orientación hacia Europa, y la orientación hacia Rusia, que identificaba con el asiatismo.
Según Dontsov, la Ucrania pertenecía indudablemente a la cultura occidental y, para sustentar esta tesis, enfatizó en todos los sentidos la diferencia entre la Ucrania Occidental y Rusia. La cultura ucraniana se distinguía por el individualismo, mientras que la cultura rusa se distinguía por "los ideales de la horda (oclocracia y despotismo), la esclavización del individuo y el cosmopolitismo". En su opinión, Rusia se estaba muriendo por tres cosas: "autocracia, nacionalidad, ortodoxia". El “ideal colectivo” ucraniano, según Dontsov, contrastaba el primero con el principio de la autoactividad, la autodeterminación de las naciones y una iglesia independiente orientada hacia “occidente”.
Desde el inicio de su actividad, la OUN presentó a la URSS como un imperio que simplemente continuaba las políticas del gobierno zarista. Esta conclusión se basó en un estudio de la situación económica y el desarrollo de Ucrania en la URSS. Fue en las políticas de Rusia y la URSS, así como de otros estados, donde los nacionalistas vieron la razón por la que Ucrania era un país agrario y no industrial. Al mismo tiempo, los trabajadores cualificados rusos y polacos fueron caracterizados como un "elemento enemigo".
La hambruna en la República Socialista Soviética de Ucrania entre 1932 y 1933, provocada por la política de Stalin, contribuyó al aumento del odio hacia Moscú. Las publicaciones de nacionalistas ucranianos publicaron artículos dedicados a la hambruna. En ellos, la política de la Unión Soviética hacia los ucranianos se consideraba un eslabón más en la cadena de la política rusa dirigida a la destrucción de Ucrania, comenzando con Andréi Bogoliubski. Según los nacionalistas ucranianos, Moscú decidió deliberadamente aniquilar a todo el pueblo ucraniano y poblar sus territorios con colonos. En 1933, el “Liderazgo de los Nacionalistas Ucranianos” (PUN) emitió un comunicado en el que culpaba a Moscú de la destrucción de la población ucraniana por la hambruna.
En 1940, Dmytro Myron-"Orlyk", uno de los líderes de los nacionalistas ucranianos, quien fue el líder regional de la OUN-B hasta septiembre de 1940, abordó las cuestiones de las relaciones con Rusia en la obra "La idea y la acción de Ucrania", donde escribió: "Cualquier unión, o acuerdo, o federación con Rusia, ya sea roja, blanca o democrática, terminará con la pérdida de la independencia y la subordinación de Ucrania. No una alianza con Rusia, sino el colapso total del Imperio Ruso y la política de su constante contención ("sacudida constante") desde el Báltico hasta el Cáucaso y los Balcanes: esta es la condición previa para la condición de Estado ucraniano. El concepto de interacción báltico-caucásica basada en el Mar Negro y los Balcanes, con la influencia equitativa de Inglaterra, Alemania, Italia y Japón, con la exclusión de Rusia y contra Rusia". Probablemente, el ideólogo del nacionalismo ucraniano estaba familiarizado con las obras de Yuriy Lypa, que decía que: las ideas socialistas de la Unión Soviética son demagogia, y “detrás de la fachada roja de los Soviets se esconde el brutal imperialismo de Rusia y los intereses del judaísmo”.

#### década de 1940
Antes de la Operación Barbarroja, la dirección de la OUN pensaba en términos geopolíticos y percibía a Ucrania como la última barrera europea hacia Asia. Rusia, por supuesto, se identificaba con Asia: «A lo largo de la historia, Polonia siempre ha sido el portavoz de la voluntad estatal de Europa Occidental, mientras que Rusia se ha convertido, en términos de su cosmovisión y posición político-estatal, en la heredera de las hordas nómadas de Asia y es la portadora de las fuerzas destructivas de Oriente dirigidas contra Europa».
En el memorando de la OUN de 1940, se encuentra la idea de la necesidad de una lucha conjunta entre Ucrania y los pueblos esclavizados por Moscú para establecer un nuevo orden en Europa del Este. Al mismo tiempo, se le asigna a Ucrania un papel geopolítico prácticamente mesiánico: «Después de todo, solo Ucrania podrá contener las fuerzas destructivas y extraeuropeas en el Frente Oriental Europeo y, además, llevar la idea de un nuevo orden nacional a los pueblos vecinos del continente asiático. Esta tarea será mucho más fácil para Ucrania, puesto que ya está organizando a los pueblos esclavizados por Moscú para luchar contra el colapso bolchevique y los está liderando en esta lucha». Ucrania se convertiría en la fuerza que liberaría a los pueblos esclavizados de Rusia: «Para la revolución nacional ucraniana, que surge de la lucha por construir el Estado ucraniano, existe el deber de organizar también el actual «espacio ruso» y llevar la libertad a los pueblos esclavizados por Rusia».
En 1941, el II Congreso de la OUN-B también se reflejó la actitud de la OUN hacia Moscú. En sus resoluciones, declaró que la OUN luchaba no solo por su propia libertad, sino también «por la destrucción de la falta de libertad, por el colapso de la prisión de naciones de Moscú, por la destrucción de todo el sistema comunista, por la destrucción de todos los privilegios, divisiones y diferencias de clase y todos los demás vestigios y prejuicios», «por la libertad de todos los pueblos esclavizados por Moscú y su derecho a una vida estatal propia» (págs. 7 y 8). Este punto era una continuación de las ideas geopolíticas de la OUN, expresadas en el "Manifiesto de la OUN" de 1940.
En resoluciones políticas, se especificó esta idea: «La Organización de Nacionalistas Ucranianos lucha por el Estado conciliar soberano de Ucrania, por la liberación de los pueblos de Europa del Este y Asia esclavizados por Moscú, por un nuevo orden justo sobre las ruinas del imperio moscovita de la URSS. La Organización de Nacionalistas Ucranianos continuará con todas sus fuerzas la lucha revolucionaria por la liberación del pueblo ucraniano, independientemente de los cambios territoriales y políticos que se produzcan en el territorio de la URSS. La vía para alcanzar nuestros objetivos es la Revolución Ucraniana en el Imperio Moscovita de la URSS, sumada a la lucha de liberación de los pueblos contra Moscú bajo el lema «Libertad para los pueblos y la humanidad» (págs. 1-2)».
La OUN proclamó que para alcanzar este objetivo cooperaría con todas las fuerzas interesadas en el colapso de la URSS y el establecimiento de una Ucrania independiente, mientras que “la actitud de la OUN hacia los estados y movimientos políticos estará determinada por su sentimiento anti-Moscú, y no por su mayor o menor consonancia con el movimiento político ucraniano” (p. 3).
La propia URSS fue definida como “una nueva forma de imperialismo moscovita, que lleva a los pueblos y países esclavizados al estancamiento y la ruina nacional, cultural y económica”, cuya única garantía de protección se consideraba que era “la adquisición de la condición de Estado por los pueblos de Europa y Asia esclavizados por Moscú y la libre cooperación entre ellos” (p. 4).
Como se demostró posteriormente, durante la guerra, los objetivos de la OUN no cambiaron en absoluto, y en 1943 la OUN seguía fijando como objetivo no solo la independencia, sino también el colapso de la URSS. La valoración de la URSS como una forma histórica del imperialismo moscovita se mantuvo durante toda la guerra.
Las resoluciones del Segundo Gran Congreso continuaron utilizando el término "enemigo histórico" de Ucrania. Entre estos enemigos se encontraban: Rusia y Polonia. La frase "Moscú-poder bolchevique" se utilizó para designar al sistema soviético.
Para cuando Alemania atacó a la URSS, la OUN ya había formado los estereotipos básicos sobre Rusia y los rusos. Los nacionalistas ucranianos veían a Rusia como el "enemigo histórico" de Ucrania y a la URSS como una nueva encarnación del Imperialismo Ruso. En esa etapa, los nacionalistas ucranianos no distinguían entre el imperialismo ruso y los rusos; el pueblo ruso actuaba únicamente como portador del eterno Imperialismo Ruso de gran potencia. El enfrentamiento entre Ucrania y Rusia, entre ucranianos y rusos, fue entendido por los nacionalistas ucranianos como un conflicto de civilizaciones entre la Ucrania europea y la Rusia asiática. Por lo tanto, Ucrania tenía la tarea de proteger a Europa del imperialismo de Moscú.
Con respecto a la Unión Soviética, las resoluciones del III Congreso Extraordinario proclamaron que la OUN lucha contra los imperios, contra la explotación de una nación por otra, y, por lo tanto, lucha contra Alemania y la URSS. La OUN se opone igualmente a los programas internacionalistas y fascistas-nacionalsocialistas. La OUN no solo lucharía por Ucrania, sino que también vincularía su lucha con la lucha antiimperialista de los pueblos del Báltico, el Este y los Balcanes.
En octubre de 1943, fueran emitidas instrucciones de propaganda que enfatizaban que en el “Estado ucraniano todos los ciudadanos, independientemente de su nacionalidad, tendrán derecho al pleno desarrollo nacional, cultural y económico”. A pesar de la lucha que el Ejército Insurgente Ucraniano (UPA) pronto libraría contra la Unión Soviética, las instrucciones declaraban: “No podemos ni podremos oponernos al Ejército Rojo con armas. La primera y más básica arma contra el poder del Ejército Rojo debe ser nuestra propaganda, una palabra fuerte y acertada”. La OUN quería evitar pérdidas innecesarias en el UPA. En esta etapa, la OUN aún albergaba algunas ilusiones sobre la posibilidad de hacer propaganda en las unidades del Ejército Rojo.
En este contexto, la OUN pretendía llevar a cabo acciones de propaganda antisoviética dentro del Ejército Rojo. En general, las instrucciones preveían que los miembros del UPA debían difundir las ideas del III Congreso de la OUN y el lema “libertad para el pueblo, libertad para el hombre” entre los soldados del Ejército Rojo. El enemigo no era Rusia y los rusos, sino el sistema soviético y Stalin.
En el “Programa de la OUN”, un folleto escrito por nacionalistas ucranianos en ruso y dirigido a la población rusa, publicado después del III Congreso Extraordinario, la cuestión social ocupa una posición dominante sobre la cuestión nacional (que en realidad la OUN no tenía), y el programa mismo contiene un conjunto de derechos y libertades democráticas generales.
Sin embargo, si en la propaganda dirigida a los rusos se establecía una división entre el imperialismo estalinista y el pueblo ruso, en los materiales en ucraniano de la OUN, incluso después del Tercer Congreso, la URSS seguía siendo vista simplemente como la sucesora del Imperio Ruso y la eterna opresora del pueblo ucraniano, y el pueblo ruso como un pueblo imperial responsable de la opresión de otros pueblos. No se hacía distinción entre pueblo y gobierno.
M. Prokop, por ejemplo, escribió en "Idea y Acción": "Los imperialistas moscovitas, blancos o rojos, siempre lucharon por expulsar al pueblo ucraniano de sus tierras y asentar a extranjeros ("chuzhintsiv") en Ucrania". Supuestamente, incluso durante la guerra, el Kremlin continuó asentando a elementos extranjeros en la Orilla Izquierda, y la NKVD "declaró abiertamente a los campesinos ucranianos que después de la guerra Ucrania desaparecería, que colonos del norte llegarían a tierras ucranianas y que los ucranianos serían destruidos o reasentados en Asia". Sin duda, la imagen de la Ucrania soviética pintada por la dirección de la OUN no era en absoluto alegre, aunque, obviamente, tal representación se basaba en uno u otro rumor.
Esta actitud hacia el pueblo ruso como pueblo imperialista no era exclusiva de la OUN. En las publicaciones impresas del UPA se pueden encontrar frases y definiciones como: "una copa de veneno moscovita", "imperialistas moscovitas insaciables", "imperialistas bolcheviques moscovitas". La visión de la URSS como una mera continuación del Imperialismo Ruso era compartida personalmente por Román Shujévych, el comandante del UPA.

### OUN y otras nacionalidades
La OUN se propuso inicialmente cooperar con diversos pueblos no rusos para la lucha conjunta contra la URSS. Sin embargo, en 1941-1942, debido a su existencia clandestina, no hubo oportunidades para una cooperación a gran escala con los pueblos no ucranianos de la Unión Soviética. Estas surgirían más tarde, con la creación del Ejército Insurgente Ucraniano (UPA). Sin embargo, antes de eso ya se habían creado las condiciones hacia la cooperación con otros pueblos y su inclusión en la lucha ucraniana.
En las resoluciones de la Segunda Conferencia de la OUN-B de 1942, en el párrafo dedicado a la actitud de la OUN hacia los pueblos y las minorías nacionales, se informó que la OUN se esforzaba “por imponer relaciones amistosas y cooperación sobre la base de estados nacionales independientes y un frente fuerte de pueblos esclavizados”.
En la Primera Conferencia Militar, el Mando Militar Principal decidió no tocar a los húngaros, a los checos ni a los rumanos. También se ordenó no tocar a las demás minorías nacionales de la URSS.
Los prisioneros de guerra procedentes de países de Europa Occidental (ingleses, franceses, holandeses, belgas) debían ser tratados de la mejor manera posible y liberados inmediatamente.
Con el desarrollo del UPA, la idea de crear un frente para la lucha de los "pueblos esclavizados" contra el bolchevismo y el Imperialismo Ruso bajo los auspicios del UPA cobró cada vez mayor importancia. La adopción de este concepto fue una continuación directa del pensamiento político de preguerra de la OUN, según el cual Ucrania debía convertirse en la vanguardia de la lucha de todos los pueblos no rusos contra el Imperio Bolchevique Moscovita.
A principios de 1943, cuando se formó el UPA, esta organización incluía representantes de nacionalidades distintas a la ucraniana. Por lo general, se trataba de antiguos soldados del Ejército Rojo que habían logrado escapar del cautiverio alemán o miembros de formaciones nacionales de la ordnungspolizei. La idea nacional ucraniana no tenía importancia en sus vidas, y a menudo se veían impulsados a unirse a las filas del UPA por deseo de supervivencia.
Durante el verano y el otoño de 1943, el UPA publicó varios folletos dirigidos a diversos pueblos de la Unión Soviética, que se publicaron en ruso y contenían llamamientos que enfatizaban la naturaleza opresiva de las políticas de la "Moscú Imperialista" y Berlín. Por lo tanto, los nacionalistas ucranianos llamaron a los pueblos de los Urales y Asia Central a unirse al UPA en una lucha conjunta contra ambos imperialismos. El contenido de otro folleto dirigido a los pueblos turco-mongoles era similar. Los mismos llamamientos estaban contenidos en folletos dirigidos a los armenios. 
Los llamamientos surtieron efecto parcialmente, y para finales de 1943, un número significativo de no ucranianos, principalmente antiguos soldados de las formaciones nacionales no alemanas del ejército alemán, se habían unido al UPA. Desde septiembre de 1943, comenzaron a crearse departamentos nacionales de la UPA: azerbaiyanos, uzbekos, georgianos, etc.
Al mismo tiempo, se encontraron desertores alemanes e italianos en el UPA. El número total de soldados de las legiones nacionales no ucranianas del UPA no era elevado. Al mismo tiempo, estas formaciones, en cierta etapa y en algunas zonas, constituyeron una parte bastante significativa del UPA. Así, según un informe, del 15 de febrero de 1944, de la asociación partisana de Alexander Saburov, las unidades del UPA en Volinia estaban compuestas por hasta un 40% de personas de otras nacionalidades: ingusetios, osetios, circasianos, turcos y rusos.
Un tema aparte es la actitud de los miembros de la OUN hacia los romaníes. Estos constituían una minoría bastante pequeña en el oeste de Ucrania. Es sabido que al menos algunos nacionalistas no los apreciaban mucho. Por ejemplo, en un llamamiento a los ucranianos de Kholmshchyna y Podlaquia, escrito en nombre del grupo "Turiv" del UPA, se decía: «Para destruir al pueblo ucraniano, Moscú, el eterno enemigo de Ucrania, envía bandas enteras de romaníes, moscovitas, judíos y demás escoria: los llamados "partisanos rojos"».
Tras el III Congreso Extraordinario de la OUN-B, los nacionalistas ucranianos intensificaron sus esfuerzos prácticos para implementar el lema "¡Libertad para los pueblos! ¡Libertad para el hombre!". Este lema, que pasó de ser relativamente marginal para la OUN durante el ataque alemán a la URSS, se convirtió en un elemento central de la propaganda del UPA.
La " Conferencia de los Pueblos Esclavizados de Europa y Asia", celebrada en noviembre de 1943, en los bosques del Óblast de Rivne, fue la culminación de la campaña de propaganda para atraer a representantes de diversos pueblos a la lucha del UPA. De esta conferencia surgió el Bloque Antibolchevique de los Pueblos, liderado por Yaroslav Stetsko hasta el final de su vida. Esta fue una reunión de los líderes políticos y militares del UPA, representando a varios pueblos esclavizados por la Unión Soviética, con el objetivo de fortalecer los movimientos nacionalistas de varios pueblos en toda la URSS y unir sus esfuerzos en la lucha contra el enemigo común: la URSS.
La "Conferencia de Pueblos Esclavizados" reunió, además de ucranianos, a 39 representantes de 13 pueblos. Entre ellos se encontraban georgianos, azerbaiyanos, uzbekos, armenios, tártaros, bielorrusos, osetios, kazajos, circasianos, cabardianos, chuvasios y bashkires. En términos prácticos, el UPA llamó a otros pueblos "esclavizados" por los bolcheviques a luchar por la liberación.
En la conferencia, se formó un Comité de Pueblos Esclavizados, cuyas funciones incluían: formar ejércitos rebeldes nacionales, unir y organizar fuerzas político-nacionales en sus lugares de residencia, así como en las tierras de Ucrania, donde fueron arrojados por la guerra.
Los nacionalistas ucranianos también buscaron establecer contactos con representantes de otros movimientos nacionalistas que luchaban contra los bolcheviques. Al mismo tiempo, no fueron muy selectivos a la hora de definir a los participantes del frente de los "pueblos esclavizados". Incluían a todas las fuerzas antibolcheviques y no nacionalsocialistas, incluida la Guardia de Hierro Rumana, liderada por Horia Sima.
Según el testimonio de Mykhailo Stepanyak, la OUN había establecido contactos previamente con los chetniks y la Guardia de Hierro. Como ejemplo de la lucha antibolchevique de los pueblos que luchaban "contra el protegido de Moscú, Tito", los nacionalistas ucranianos citaron a los serbios y croatas, los chetniks y la ustacha, conocidos por sus conflictos entre sí. Sin embargo, esto no inquietó en absoluto a los nacionalistas ucranianos, ya que su principal objetivo era encontrar el apoyo del mayor número posible de fuerzas antibolcheviques. Desde febrero de 1945, incluso el Ejército Nacional Polaco (Armia Krajowa), con el que el UPA había estado previamente en amargos enfrentamientos, fue citado como ejemplo de la lucha nacional antibolchevique de los “pueblos esclavizados”.
A principios de diciembre de 1943, la actitud de la OUN hacia los departamentos nacionales no ucranianos del UPA había cambiado drásticamente. Las "Instrucciones Temporales sobre Asuntos de Otras Nacionalidades (No Ucranianas) en Europa del Este y Asia bajo el UPA o Localizadas en el Territorio de Actividad del UPA", del 2 de diciembre, establecían que los departamentos nacionales no ucranianos bajo ela UPA estaban organizados por nacionalistas "para tareas políticas específicas", por lo que la actitud de los mandos militares del UPA hacia ellos debía coordinarse con el centro político de los "pueblos esclavizados" de Europa del Este y Asia.
En este contexto, se ordenó detener la formación de nuevos departamentos nacionales, y los ya formados debían ser retirados de las operaciones de combate y ubicados en el territorio de tal manera que se aislaran de otros departamentos nacionales, pero sin obstaculizar el acceso a los departamentos nacionales no ucranianos del centro político de la OUN.
A medida que se acercaban las tropas soviéticas, los destacamentos de no ucranianos pasaron a representar un peligro para el UPA, ya que su existencia facilitaba la infiltración de agentes por parte de los servicios especiales soviéticos. En ocasiones, estas unidades "no ucranianas" se pasaban al bando soviético al acercarse el frente. El 15 de enero de 1944, Vasyl Lvovich Makar, el comandante del cuartel general del SB del UPA-Norte, dio instrucciones: "Dejen de realizar actividades de agitación en unidades extranjeras (Schutzmanns, cosacos, unidades voluntarias de minorías nacionales, prisioneros de guerra del Ejército Rojo, partisanos rojos, alemanes, húngaros, soldados del Ejército Rojo) con el objetivo de que se pasaran al bando del UPA. Quienes se pasen por su cuenta no deben ser incluidos en las unidades del UPA. Manténganlos separados de las unidades y no revelen sus conexiones. Presten especial atención a los desertores, tanto individuales como en pequeños grupos... Todos deben ser transferidos a las agencias del SB para su verificación (obligatorio)".
La comprensión del UPA del "frente de los pueblos esclavizados" queda elocuentemente ilustrada por la respuesta del jefe de la unidad del UPA a Jan Nalepka, organizador y comandante del destacamento partisano eslovaco de la unidad partisana del mayor general Aleksandr Nikolaevich Saburov, que operaba en el territorio ocupado de las RSS de Bielorrusia y Ucrania, Héroe de la Unión Soviética. En respuesta a las acusaciones de colaboración con los alemanes, el comandante del UPA acusó a Nalepka de estar mal informado e insinuó que era un agente soviético, sugiriendo que su unidad se uniera a las filas del UPA: "De lo contrario, lo consideraremos colaborador de los partisanos rojos imperialistas", escribió el comandante de la unidad del UPA.
Entre 1944 y 1945, en los combates contra el UPA, la NKVD capturó a más de 300 militares alemanes (en su mayoría oficiales de la Abwehr y la Gestapo) que permanecieron en el entorno rebelde. Los alemanes operaron en la clandestinidad en la OUN y el UPA hasta finales de enero de 1947, cuando el SB del OUN los liquidó deliberadamente para no comprometer el movimiento en Occidente.

## Acontecimientos de la posguerra

### Actividades en el exilio
A finales de 1945, Stepán Bandera y Melnyk, los líderes de las facciones de la OUN, se encontraron, en la zona de ocupación de los aliados occidentales, bajo la lupa de los servicios especiales de Occidente. En 1947, con el inicio de la Guerra Fría, hubo un refuerzo en el apoyo de los servicios de inteligencia estadounidenses y británicos, que impulsó la actividad de la OUN(b) entre los emigrantes, mientras que su actividad en Ucrania y Polonia, llegaba a su fin, gracias a los esfuerzos de los servicios de seguridad de la URSS y Polonia.
Los intentos de la OUN de establecer contacto con la resistencia, que se esfumaba tras el Telón de Acero, fracasaron: de las 19 conexiones que se establecieron en 1952, 18 fueron aniquiladas por el Ministerio de la Seguridad del Estado. Antes de eso, desde 1946, se venía gestando una escisión interna dentro de la propia OUN(b) entre los "ortodoxos" liderados por Bandera y los "reformistas" representados por Zinoviy Antonovich Matla y Lev Rebet, que de hecho tomó forma en 1956.
En este contexto, la facción encabezada por Zinoviy Matla y Lev Rebet surgió de la OUN(b) y se denominó "OUN en el Extranjero", u OUN(z) (debido al número de sus líderes, a veces se le llama informalmente "dviykar" (del ucraniano "dviyka" - "dos")). Al mismo tiempo, la OUN(m) estableció contactos con representantes de la República Popular Ucraniana (RPU) (Mikola Plaviuk incluso se convirtió en el último presidente de la RPU entre 1989 y 1992) y gradualmente se alejó de su base nacionalista radical, convirtiéndose en un partido conservador de derecha.
La OUN(b) evolucionó débilmente, manteniéndose esencialmente en las posiciones de principios de la década de 1930; A pesar de ello, dominó el ambiente nacionalista emigrante, especialmente en Estados Unidos y Canadá, y se volvió especialmente demandada durante el auge de la Guerra Fría en la primera mitad de los años 1980.
En febrero de 1946, el poeta soviético Mykola Bazhan, hablando en nombre de la República Socialista Soviética de Ucrania, en una sesión de la Asamblea General de la ONU en Londres,  exigió a los países occidentales la extradición de muchos nacionalistas ucranianos, principalmente de Stepán Bandera, calificándolo de "criminal contra la humanidad". Ese mismo año, al comprender la imposibilidad de librar una lucha antibolchevique únicamente con los esfuerzos de los nacionalistas ucranianos, Bandera refundó el Bloque de Naciones Antibolcheviques (BNAB), originalmente creado en 1943. Esta organización fue un centro de coordinación de organizaciones políticas anticomunistas de emigrantes de la URSS y otros países del campo socialista. Yaroslav Stetsko, el colaborador más cercano de Bandera, se convirtió en el jefe del BNAB.
Del 28 al 31 de agosto de 1948, se celebró la Conferencia Extraordinaria de las Unidades Extranjeras de la OUN, en Mittenwald (Alemania Occidental). Bandera, propuso viajar a Ucrania para participar personalmente en la clandestinidad, pero los "kraeviks" (representantes del Ejército Insurgente Ucraniano (UPA)) presentes se opusieron a esta idea; ni siquiera citaron cartas de Román Shujévych, en las que calificaba a Bandera de líder de toda la OUN, lo que no ayudó. Durante la conferencia, Bandera y sus partidarios despojaron unilateralmente a los "kraeviks" de sus mandatos y los entregaron a representantes de las Unidades Extranjeras de la OUN, lo cual notificaron al Provod regional. Sin embargo, la dirección del Provod no aceptó esta circunstancia y otorgó nuevos mandatos a sus delegados. Esto solo agravó los desacuerdos entre los miembros de la OUN(b). Como resultado, la conferencia terminó con la salida de Bandera del Consejo de Comisarios, el órgano cuyos miembros debían dirigir colectivamente la OUN.
Hasta 1955, la OUN(b) cooperó con la inteligencia británica, recopilando información para ella sobre la situación en la URSS. Desde 1955, las Unidades Extranjeras de la OUN cooperaron con la Bundesnachrichtendienst (Inteligencia de Alemania Occidental) y, desde 1957, con la inteligencia italiana.

### El asesinato de Stepan Bandera
Los años de posguerra fueron tensos para Stepán Bandera, ya que los agentes del servicio secreto soviético continuaban sus intentos de secuestrarlo o eliminarlo. Según información de personas cercanas a Bandera, se produjeron al menos seis intentos matar Bandera:
1. En 1947, Alexander Moroz era el asesino designado por el Ministerio de la Seguridad del Estado (MGB) de la URSS, sin embargo, el intento de asesinato fue descubierto por el Servicio de Seguridad de la OUN;
2. A principios de 1948, Vladimir Stelmashchuk (seudónimos operativos "Zhabski" y "Kovalchuk"), agente del MGB y capitán del Ejército Nacional Polaco clandestino, llegó de Polonia a Alemania Occidental, con el objetivo de eliminar a Bandera, sin embargo, el Servicio de Seguridad de la OUN, una vez más, trabajó con profesionalidad e impidió el asesinato de Bandera.[432]
3. En otoño de 1952, dos agentes moscovitas llegaron de Checoslovaquia con documentos a nombre de Legudi y Lehman y las fuerzas del orden de la Alemania Occidental los arrestaron bajo sospecha de espionaje;
4. Al año siguiente, Stepan Libgolts (nombre en clave "Lippitz"), un alemán de Volinia, que también era un agente del MGB, comenzó a recopilar información sobre Bandera. Sin embargo, cuando estaba en Múnich, fue descubierto por el Servicio de Seguridad de la OUN y rápidamente se trasladó a Alemania Oriental;
5. En 1957, Bandera fue seguido por Nikifor Gorbanyuk, un agente de la inteligencia militar checoslovaca, que, desde 1923, vivía en Múnich. Sin embargo, en 1958, al descubrir que lo seguían, desapareció de la Alemania Occidental; y
6. En marzo de 1959, un tal Vincik, presunto empleado de una empresa checa, fue arrestado en Múnich por la policía criminal alemana. Este hombre buscaba activamente la dirección de la escuela donde estudiaba Andrei, el hijo de trece años de Bandera.[433]

En mayo de 1959, se celebró en Moscú la Conferencia de Empleados del KGB de toda la Unión. El 14 de mayo, Alexéi Kirichenko, uno de los colaboradores más cercanos de Nikita Khrushchev en aquel entonces, candidato a miembro del Presidium del Comité Central del PCUS y secretario del Comité Central, intervino en la conferencia, cuando mencionó a Stepán Bandera y a la OUN:
“Quisiera detenerme en la lucha contra los nacionalistas burgueses. La firme aplicación de los principios de la política nacional leninista de nuestro partido y los importantes éxitos económicos de nuestro país han desmantelado el terreno de los nacionalistas burgueses. Las bandas armadas y la clandestinidad organizada de nacionalistas burgueses en las regiones occidentales de Ucrania, Bielorrusia, Lituania, Letonia y Estonia han sido liquidadas. Las manifestaciones nacionalistas en otras repúblicas, territorios y regiones también han sido reprimidas decisivamente. Nuestros éxitos en la construcción del comunismo han asestado un golpe mortal a los nacionalistas. Sin embargo, sería un error pensar que los nacionalistas están acabados y que la lucha contra ellos puede relajarse. Los focos de emigración nacionalista en el extranjero, así como los elementos nacionalistas dentro del país, no han cesado la lucha. Ahora han cambiado sus tácticas de actividad subversiva contra nuestro país. Los líderes de la OUN (Organización de Nacionalistas Ucranianos) siguen una política de preservación de los antiguos cuadros, para que [...] No existe conexión entre estos cuadros restantes, o esta conexión sería menor, de modo que los nacionalistas actúan sutilmente, solos, para mostrarse activistas cuando es necesario y progresar en el servicio. Muchos nacionalistas burgueses —bielorrusos, ucranianos, de las repúblicas bálticas—, tras su rehabilitación, se dispersaron por todo el país. No se puede asegurar que se hayan convertido en personas completamente honestas y leales... Considero que una de las principales tareas es intensificar el labor de eliminación de los focos en el extranjero. Creo que este trabajo aún no nos está yendo bien, pero ustedes tienen un gran potencial en este sentido... Debemos desenmascarar activamente a Bandera, Melnik, Poremsky, Okulovich y muchos otros. ¿Quién es Bandera? Fue un agente de la inteligencia de Hitler, luego de la inglesa, italiana y de varios otras, con un estilo de vida disoluto y ávido de dinero. Ustedes, los chequistas, saben todo esto y comprenden cómo pueden comprometer al mismo Bandera.
Por una extraña coincidencia, pocos meses después de este discurso de Alexei Kirichenko, Stepán Bandera falleció. A última hora de la mañana del 15 de octubre de 1959, los residentes de un edificio en Múnich informaron al servicio de ambulancias que un hombre yacía en el rellano. Tenía la cara magullada y cubierta de manchas negras y azules, y su traje estaba manchado de sangre. Junto a él había una bolsa de la compra. En la mano izquierda, agarraba un manojo de llaves. De camino al hospital, el hombre falleció.
Al examinar el cuerpo, el médico encontró una funda con una pistola oculta bajo la chaqueta e informó del hallazgo a las autoridades. La policía identificó rápidamente al fallecido, un tal Stefan Poppel, y el perito forense confirmó la muerte violenta por envenenamiento con cianuro de potasio. Tras un examen minucioso del cuerpo, se encontraron fragmentos microscópicos de la ampolla con veneno en el rostro. Además, el labio superior presentaba un corte profundo.
Unas horas más tarde, se reveló que el nombre del titular del pasaporte era en realidad Stepan Bandera. Tras esto, la cuestión de quién "ordenó" a la víctima dejó de ser un asunto de la policía: los servicios secretos soviéticos. También se planteó la teoría de que Bandera podría haber sido asesinado por sus antiguos camaradas de la OUN: existía una feroz lucha por el poder entre ellos, pero a finales de los años cincuenta, tras haber vivido muchos años en el exilio, ya no eran capaces de acciones radicales como en su juventud y ninguno de ellos quería morir en prisión. Otro hecho importante es la inusual arma homicida. Los miembros de la OUN-UPA utilizaban métodos tradicionales de asesinato: cuerda, cuchillo, pistola, etc. El cianuro de potasio forma parte del arsenal de los servicios secretos.
La propaganda oficial soviética acusó rápidamente Theodor Oberländer, el ministro alemán para los Refugiados, con quien Stepán Bandera había colaborado estrechamente durante la Segunda Guerra Mundial, de cometer este crimen. Supuestamente, el líder de la OUN fue "liquidado" por orden de este político. Bonn se mostró escéptico ante esta versión.
También comenzaron a extenderse rápidamente entre los emigrantes ucranianos rumores de que Stepan Bandera había sido víctima de los servicios de inteligencia de Alemania Occidental. La policía desmintió de inmediato esta versión. El líder de la OUN colaboró activamente con la inteligencia británica. Es improbable que Bonn decidiera provocar un conflicto con Londres.
Se planteó otra hipótesis: Bandera podría haberse suicidado. Incluso se mencionó el motivo del acto: en 1951, su aliado más cercano, Myron Matvieiko ("Usmikh"), comenzó a colaborar con la KGB y durante varios años engañó la cúpula de la OUN. Esto es lo que Dmitry Vedeneyev e Ivan Bystrukhin escribieron sobre él en su libro "Un duelo sin compromisos":
"Matvieiko Myron Vasilievich (1914, aldea de Beremovtsi, distrito de Zbórov, Óblast de Ternópil - 10 de mayo de 1984, aldea de Pavlovo, distrito de Radéjiv, Óblast de Leópolis). De familia de un sacerdote greco-católico. Seudónimos: "Div", "Zhar", "Ramzes", "Usmikh". Miembro de la OUN desde 1930. Estudios médicos superiores incompletos. Empleado responsable de la sección de contrainteligencia de la OUN (B).
A partir de 1941, colaboró con el servicio de contrainteligencia de la Abwehr de la OUN. Desde la primavera de 1949, dirigió la sección de contrainteligencia de la rama occidental de la OUN. Se dedicó a la protección de contrainteligencia de células de emigración política ucraniana y al labor subversivo contra organizaciones políticas ucranianas en el extranjero que se oponían a Stepán Bandera.
Era una de las personas especialmente cercanas a Bandera. Yevgeniya Koshulinskaya, su esposa, fue la madrina Andrey (hijo de Bandera) y empleada técnica del SB de la Rama Occidental de la OUN. Según Vasily Kuk, líder de la OUN en Ucrania entre 1950 y 1954, era «capaz de provocar y podía conseguir una confesión incluso de una persona inocente».
En el extranjero, estudió en una escuela especial de la inteligencia británica bajo el seudónimo de «Moddy». Bandera le dio la tarea de llegar ilegalmente a Ucrania Occidental y subyugar a las fuerzas del movimiento de resistencia del Ch OUN occidental. En la noche del 14 al 15 de mayo de 1951, él y un grupo de emisarios de la OUN fueron lanzados desde un avión militar británico al territorio del Óblast de Ternópil. El 5 de junio del mismo año, fue capturado por un grupo especial del MDB de la RSS de Ucrania.
Participó en juegos operativos de las agencias de seguridad del estado soviético con centros extranjeros de la OUN y los servicios especiales de algunos países de la OTAN . Debido a la inconveniencia política de simular la presencia de un movimiento de resistencia en Ucrania Occidental ante la comunidad extranjera, se suspendieron los eventos especiales.
El 19 de junio de 1958, fue indultado por una resolución especial del Soviet Supremo de la URSS. El 24 de diciembre de 1960, apareció en los medios de comunicación de la RSS de Ucrania condenando su propia participación en el movimiento nacionalista”.
Es improbable que la traición de un emisario enviado tras el Telón de Acero provocara la muerte voluntaria de uno de los líderes de la OUN. La versión del suicidio de Bandera también fue refutada por criminólogos alemanes. Afirmaron que se trató de un asesinato, no de un suicidio. Esto quedó evidenciado por un corte en el labio superior. Además, el lugar y el momento en que se encontró a Bandera descartan la hipótesis del suicidio.
Sin embargo, los criminólogos nunca pudieron reconstruir el tipo y modelo del arma utilizada para disparar a la víctima. Si se trataba de una bombona de gas, ¿por qué fragmentos de una ampolla con veneno acabaron en el rostro de la víctima? Si el asesino usó un pañuelo empapado en una sustancia mortal, ¿cómo sobrevivió inhalando vapores de cianuro de potasio? Las fuerzas del orden de Alemania Occidental escucharon las respuestas a estas y otras preguntas del asesino, quien se entregó voluntariamente. La historia que contó parecía demasiado fantástica y similar a la trama de una novela sensacionalista y se necesitaron varios meses para comprobarla.
La noche del 12 de agosto de 1961, el centro de inteligencia estadounidense en Berlín Occidental recibió una llamada de la comisaría sobre un asunto rutinario: un hombre, llamado Bohdan Stashinsky, que se presentó como agente de inteligencia soviético, había llegado en un tren urbano al sector oeste, había llamado a la policía y exigido que lo pusieran en contacto con las autoridades estadounidenses. Este tipo de incidentes ocurrían con regularidad. Los agentes de la CIA inicialmente trataron el mensaje con indiferencia y, siguiendo instrucciones, realizaron el primer interrogatorio del desertor.
Bohdan Stashynsky confesó haber cometido dos asesinatos: el de Stepán Bandera y el de Lev Rebet, otro líder de la OUN, falleció la mañana del 12 de octubre de 1957 a causa de una insuficiencia cardíaca aguda en el rellano del edificio de la redacción del periódico "Samostiynik Ucraniano". El informe médico sobre la causa de la muerte fue firmado por dos médicos alemanes, Waldemar Fischer y Wolfgang Spann. Nadie dudó de su profesionalidad. El fallecido era una figura muy importante e influyente entre los nacionalistas ucranianos occidentales que habían emigrado a Alemania. Era editor del periódico "Samostiynik Ucraniano", profesor de la Universidad Libre Ucraniana de Múnich y presidente del Consejo Político de la OUN.
Es cierto que los historiadores aún no pueden explicar por qué Moscú decidió liquidar a Lev Rebet. Su única "culpa" ante las autoridades soviéticas es haber escrito dos libros a principios de los años cincuenta del siglo pasado: "Historia de la Nación" y "Formación de la Nación Ucraniana". Es cierto que pocos emigrantes ucranianos residentes en Europa los leyeron. Los soldados del Ejército Insurgente Ucraniano (UPA) no estaban interesados en estas obras porque tenían sus propios ideólogos, que no solo vivían en Ucrania Occidental, sino que también participaban en operaciones militares. Además, en 1948, junto con Mykola Lebed, Ivan Butkovsky y Miroslav Prokop, Rebet se convirtió en uno de los líderes de la organización que se separó de la OUN(b), la llamada "OUN Extranjera" u OUN(z), y desde 1956 la dirigió junto con Zinovy Matla.
En octubre de 1962, en Karlsruhe, tuvo lugar el juicio de Bohdan Stashinsky. Tras la confesión, el acusado fue condenado a ocho años de prisión por complicidad en el asesinato. Al anunciar la sentencia, el juez declaró que el principal culpable era el gobierno soviético, que había legalizado los asesinatos políticos. Sin embargo, cumplió una condena aún menor, siendo pronto amnistiado. Tras su liberación, con la ayuda de los servicios secretos de la RFA, él y su novia cambiaron su apellido y sus documentos, y desaparecieron con rumbo desconocido, temiendo con razón la venganza tanto de los banderistas como de la KGB.

### El asesinato de Lev Rebet
Dos años antes de la muerte de Stepán Bandera, Bohdan Stashynsky también asesinó a Lev Rebet, otra figura prominente de la OUN. Durante su búsqueda, Stashynsky utilizó los documentos de Siegfried Dreger, residente de Essen. En el verano de 1957, Stashynsky llegé a Múnich con solo una descripción del aspecto de la víctima: de estatura media, complexión robusta, con paso rápido; usaba gafas y llevaba una boina sobre su cabeza rapada. La inteligencia soviética también obtuvo las direcciones de dos instituciones donde trabajaba Lev Rebet.
Stashinsky se instaló en un hotel cerca de una de las instituciones para emigrantes donde trabajaba Lev Rebet. Deambuló por la zona durante varios días hasta que, desde la ventana del hotel, vio a un hombre que se parecía a la víctima. Unas horas después, ya perseguía al desconocido por las calles de Múnich hasta la redacción del periódico "Ucrania Independiente" en Karlsplatz. Intentando determinar las rutas de viaje de Lev Rebet, el agente de la KGB lo siguió durante varios días, eligiendo un lugar para cometer el asesinato.
Tras finalizar los preparativos, Stashinsky informó a sus superiores sobre el trabajo realizado. Un especialista llegó de Moscú a Karlshorst con un arma homicida de alto secreto: un cilindro de aluminio de dos centímetros de diámetro y quince centímetros de largo, que pesaba menos de doscientos gramos. El contenido era veneno líquido, herméticamente sellado en una ampolla de plástico. El veneno era incoloro e inodoro. Al presionarlo, el cilindro expulsaba un fino chorro de líquido. No se podía recargar. Tras su uso, el arma debía desecharse.
Se le aconsejó a Stashinsky que mantuviera el arma envuelta en papel de periódico y se encontrara con la víctima cuando subiera las escaleras. Entonces le convendría apuntar el cilindro a la cara de la víctima, disparar y bajar. Como antídoto, se le administraron al agresor pastillas y ampollas de atropina con una sustancia que dilata las arterias y facilita el flujo sanguíneo. Stashinsky debía tomar la pastilla inmediatamente antes del intento de asesinato y, después del disparo, triturar la ampolla e inhalar su contenido.
Por la mañana, el asesino acechaba a su víctima cerca de la casa. Stashinsky se adelantó, entró primero en el edificio y subió rápidamente la escalera de caracol un par de pisos más arriba. Al oír los pasos de su víctima, el agente de la KGB que caminaba detrás de él comenzó a descender, manteniéndose a la derecha para que Lev Rebet pudiera pasar por la izquierda. Cuando el ideólogo de la OUN estaba un par de escalones más abajo, Bohdan Stashinsky extendió la mano derecha y apretó el gatillo, lanzando un chorro de líquido directamente al rostro del escritor. Sin disminuir la velocidad, continuó descendiendo. Oyó caer a su víctima, pero no se dio la vuelta. Al salir a la calle, caminó hacia el Canal de Köglmühlbach y arrojó la bombona vacía al agua.
Los periódicos de emigrantes informaron que Lev Rebet murió de un ataque cardíaco.

### Perestroika y Ucrania independiente
A finales de la década de 1980, la OUN(b) y la OUN(m) habían regresado a Ucrania de forma semilegal y, a principios de la década de 1990, la OUN(b) se legalizó como el Congreso de Nacionalistas Ucranianos (CUN). A principios del siglo XXI, el CUN tenía una influencia mínima en el ámbito político ucraniano, y sus actividades no habían sido señaladas por los observadores políticos.
En 2004, el CUN, junto con: la Organización de Nacionalistas Ucranianos, la Organización de Nacionalistas Ucranianos (Revolucionarios) y la Unión Panucraniana "Svoboda", apoyaron a Víktor Yúshchenko en las elecciones presidenciales.
En noviembre de 2007, durante una visita oficial a Israel, Víktor Yúshchenko, entonces el Presidente de Ucrania declaró que la OUN y el UPA (Ejército Insurgente Ucraniano) no estuvieron implicadas en absoluto en acciones antisemitas durante la Segunda Guerra Mundial y que los documentos estatutarios de estas organizaciones no contienen ninguna disposición antisemita. «Ningún archivo confirma hoy una sola acción punitiva en la que hayan participado combatientes del UPA u otras organizaciones similares», declaró Yúshchenko.
A principios de abril de 2014, el Ministerio de Defensa de Rusia (la Dirección de Prensa e Información, junto con su Archivo Central) publicó documentos que revelaban las actividades de las organizaciones nacionalistas ucranianas durante la Segunda Guerra Mundial. Hasta hace poco, estos documentos solo estaban disponibles para un reducido grupo de especialistas.
De agosto de 2014 a abril de 2015, el Batallón de Voluntarios de la OUN luchó en el Donbás. Este batallón fue creado por iniciativa de miembros de la OUN con el apoyo del “Liderazgo de los Nacionalistas Ucranianos” (PUN). A finales de agosto de 2015, Mykola Kokhanivsky, que fue el comandante del Batallón, pasó a liderar el Movimiento de Voluntarios de la OUN, que, en su programa, contemplaba el establecimiento de una dictadura nacional temporal y la construcción de un estado corporativo - sindicalista.
En las elecciones locales de 2015, los representantes de la OUN se presentaron en las listas de la Unión Panucraniana "Svoboda".
El 9 de abril de 2015, la Rada Suprema de Ucrania aprobó la ley sobre el "Estatuto Jurídico de los Participantes en la Lucha por la Independencia de Ucrania en el Siglo XX", que reconocía a los miembros de la OUN-UPA como luchadores por la independencia de Ucrania en el siglo XX y les otorgaba beneficios y garantías sociales. Uno de los autores del proyecto de ley fue Yuri Shujévych, hijo de Román Shujévych, el penúltimo comandante del UPA.  El 15 de mayo de 2015, Petró Poroshenko firmó esta ley.
El 16 de marzo de 2017, la OUN, la Unión Panucraniana "Svoboda", el "Cuerpo Nacional", el "Sector Derecho", el Congreso de Nacionalistas Ucranianos y el "S14" firmaron el "Manifiesto Nacional".

## Líderes
- 1929 - 1938; Evguén Konovalets
- 1938 - 1940; Andriy Mélnyk

### OUN (Mélnyk)
- 1940 - 1964; Andriy Mélnyk
- 1964 - 1977; Oleh Shtul
- 1977 - 1979; Denýs Kvitkovskyi
- 1979 - 2012; Mykola Plaviuk
- 2012 - actualidad; Bohdán Chervak

### OUN (Bandera)
- 1940 - 1959; Stepán Bandera
- 1959 - 1968; Stepán Lenkavskyi
- 1968 - 1986; Yaroslav Stetskó
- 1986 - 1991; Vasyl Oléskiv
- 1991 - 2001; Slava Stetskó
- 2001 - 2009; Andriy Haidamaja
- 2009 - 2022; Stefán Romániv
- 2022 - actualidad: Oleh Medunytsia

### OUN (en el exterior)
- 1954 - 1956; Zenon Matla
- 1956 - 1957; Lev Rebet
- 1957 - ????; Román Ilnytskyi
- ???? - 1979; Bohdán Kordyuk
- 1979 - 1991; Daria Rebet
- 1991 - actualidad; Anatol Kaminskyi

## Estatus oficial de los veteranos en 2019
A fines de marzo de 2019, los excombatientes de la OUN (y otros exmiembros vivos de grupos armados irregulares nacionalistas ucranianos que estuvieron activos durante la Segunda Guerra Mundial y la primera década después de la guerra) obtuvieron oficialmente el estatus de veteranos. Esto significaba que por primera vez podrían recibir beneficios para veteranos, incluidos transporte público gratuito, servicios médicos subsidiados, ayuda monetaria anual y descuentos en servicios públicos (y disfrutarán de los mismos beneficios sociales que los exsoldados ucranianos) Ejército Rojo de la Unión Soviética). Hubo varios intentos previos para proporcionar a los excombatientes nacionalistas ucranianos un estatus oficial de veteranos, especialmente durante la administración 2005-2009 del  Presidente Víktor Yúshchenko, pero todos fallaron.